# Luoghi beatlesiani

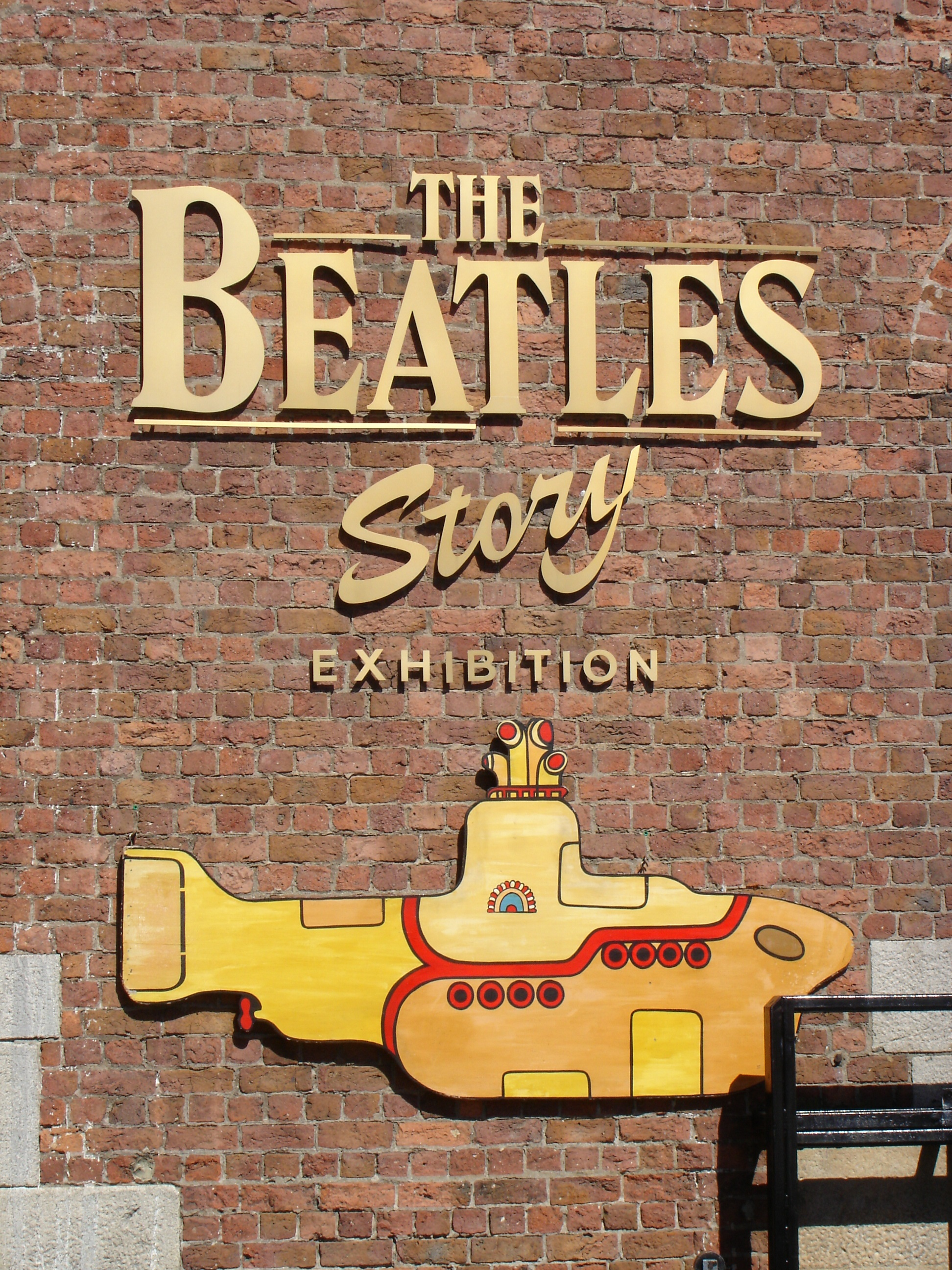
L'insegna di The Beatles Story, il museo di Liverpool dedicato al gruppo

I luoghi beatlesiani sono i posti più significativi che, a vario titolo, sono legati alla vita, alle attività e alle opere di John Lennon, Paul McCartney, George Harrison e Ringo Starr, fino al 1970, anno che segna la conclusione della loro carriera come gruppo musicale.
Fatta eccezione per l'ashram indiano, tali luoghi, da un punto di vista geografico, si possono individuare entro un cerchio di meno di 400 chilometri di raggio, cerchio che racchiude Liverpool (luogo di nascita dei quattro musicisti e di formazione del gruppo), Amburgo (dove i Beatles fecero una dura gavetta, ma essenziale per il loro futuro sviluppo) e Londra (la swinging London che li vide maturare, raggiungere le loro vette musicali e, infine, esaurirsi).

## Liverpool

### Forthlin Road

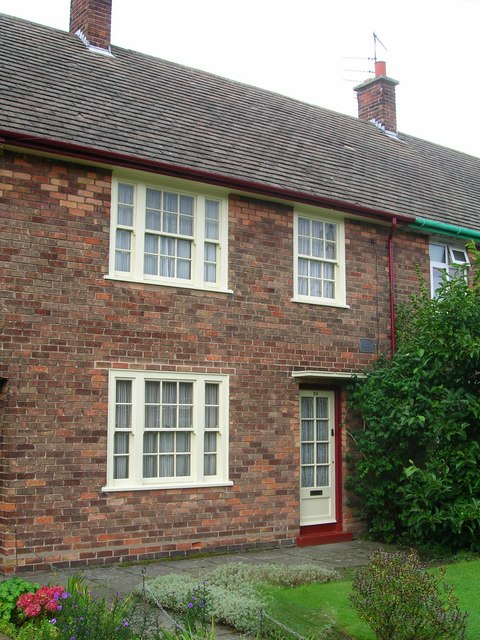
La casa dei McCartney a Forthlin Road

Il numero 20 di Forthlin Road rappresentò, nel 1955, l'approdo definitivo della famiglia McCartney dopo anni di traslochi. Il cottage, che risaliva agli anni venti, aveva tre camere da letto e i muri esterni di mattoni rossi, ed era cinto da una siepe di lavanda. Si trovava nel quartiere di Allerton – zona di casette a schiera – e Forthlin Road faceva angolo con Mather Avenue, dove ogni mattina Paul aspettava alla fermata l'autobus a due piani numero 86 che lo portava a scuola.
Alle spalle della casa si trovava il Police Training College, campo di addestramento e quartier generale della polizia a cavallo di Liverpool. Paul e il fratello Mike si accoccolavano sul davanzale della finestra che dava sul terreno per assistere al rituale dell'addestramento dei cavalli secondo le modalità tradizionali in voga nell'Impero britannico.
Il soggiorno aveva un comodo divano a tre posti e due poltrone di fronte al caminetto. Sulla destra del focolare la televisione e un apparecchio radio; a sinistra il piano verticale che il padre Jim aveva comprato al NEMS, il negozio di strumenti musicali di proprietà di Harry Epstein – il padre di Brian Epstein, futuro manager dei Beatles. Nella stanza non mancava un comò con delle pipe e le fotografie di famiglia sul ripiano alto, né il telefono, Garston 6922. La stanza di Paul era la più piccola della casa, e vi si poteva ascoltare la radio del soggiorno attraverso una prolunga con delle cuffie installata dal padre Jim.
Dopo la morte della madre di Paul, durante il giorno l'abitazione rimaneva vuota perché Jim usciva alla mattina e tornava dal lavoro nel tardo pomeriggio. Per questa ragione, la casa di Forthlin Road diventò il punto di ritrovo di Paul e John quando questi incominciarono a suonare e comporre insieme. Stavano seduti in soggiorno, uno di fronte all'altro, e approfittavano del fatto che Paul fosse mancino per confrontare la posizione degli accordi sulla tastiera delle rispettive chitarre. Avvalendosi anche dell'aiuto del pianoforte, fra il 1957 e l'anno seguente in quel salotto Paul e John composero, tra le altre, canzoni del calibro di The One After 909, There’s a Place, I Saw Her Standing There, Misery, Love Me Do, I’ll Follow the Sun (quest'ultima creata da Paul in solitaria). Nell'aprile del 1960, a qualche mese dalla loro partenza per Amburgo, nella casa di Forthlin Road i Quarrymen incisero tre nastri – per un totale di un'ottantina di minuti – con diciassette brani. Nell'occasione erano presenti Lennon, McCartney, Harrison e Stu Sutcliffe. In qualche passaggio, il fratello di Paul pare che abbia contribuito alla batteria.
Nel 1964 Paul McCartney comprò una nuova casa per la famiglia a Rembrandt, nello Heswall, e così l'abitazione di Forthlin Road fu data in affitto e una trentina d'anni dopo venne messa in vendita. Dietro suggerimento di Sir John Birt, allora direttore della BBC, Martin Drury, dirigente del National Trust (l'ente nazionale britannico per la tutela dei luoghi storici e delle bellezze ambientali) decise di acquistarla e restaurarla, riproducendo l'ambiente originario di casa McCartney. La proprietà fu comprata per 55.000 sterline e ne vennero spese altre 47.000 per le opere di restauro, lavori che si protrassero per tre anni fino all'apertura al pubblico, il 29 luglio del 1998.

### Menlove Avenue

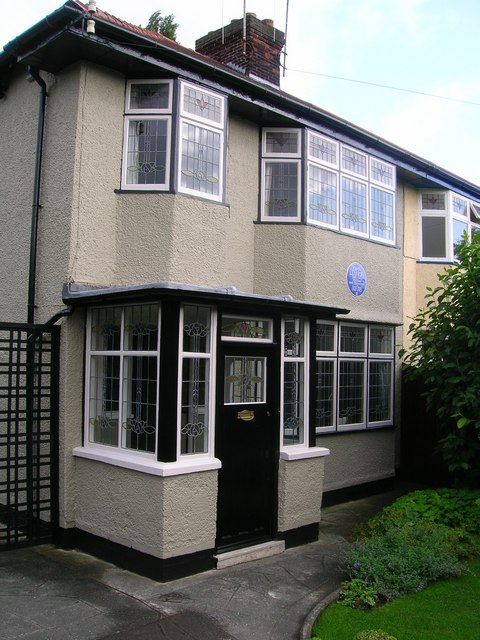
«Mendips»

Il numero civico 251 di Menlove Avenue era una porzione di casa bifamiliare costruita negli anni trenta. Vi abitavano George Smith e la moglie Mary Elizabeth (Mimi) Stanley, sorella di Julia Stanley – la madre naturale di John Lennon. Sin dalla più tenera età, John era diventato la vittima della contesa fra gli adulti della sua famiglia, in particolare fra Julia e Mimi. Quest'ultima accusava Julia – che aveva avuto relazioni con altri due uomini e una figlia al di fuori di un matrimonio naufragato in breve tempo – di condotta sregolata e di fornire perciò un ambiente inadatto a una crescita serena del figlio. Dopo vari sballottamenti del bimbo e una tormentata resistenza, Julia cedette e Mimi, che non aveva figli, poté definitivamente accogliere il piccolo John nella casa di Menlove Avenue. E così Lennon, pur non perdendo i contatti con la madre, visse con gli zii gran parte della propria infanzia e adolescenza.
L'abitazione di Menlove Avenue aveva sette stanze su due piani. Al pianterreno si trovavano due soggiorni, la stanza della prima colazione e a fianco la cucina. Il piano superiore era composto da due ampie stanze da letto e da uno stanzino. La camera della colazione era arredata con un tavolo formato da un piano e due ribalte, tre sedie, e il televisore posto fra il tavolo e un caminetto. Infatti, a differenza delle altre, era l'unica stanza riscaldata da un focolare sempre acceso, e Mimi vi si rifugiava spesso dopo la morte del marito. Il resto della casa era mal riscaldato, in particolare il gelido bagno rivestito con piastrelle bianche e nere. La casa era separata da Menlove Avenue da un giardinetto nel quale crescevano dei meli che davano alla zia Mimi i frutti per le torte per cui la donna era famosa in famiglia.
A differenza dei quartieri working class in cui abitavano Paul, George e Ringo, la casa era situata nel quartiere di Woolton, una zona middle class in cui un tempo aveva abitato il sindaco di Liverpool, proprio nella porta accanto a quella di zia Mimi; battezzata col nome di «Mendips» – cosa che rivelava ambizioni di promozione sociale –, in linea d'aria distava da Forthlin Road meno di un chilometro e mezzo; Paul attraversava un campo da golf e si trovava su Menlove Avenue, con «Mendips» sul marciapiede opposto. In genere zia Mimi lo accoglieva sulla porta posteriore e lo faceva accomodare direttamente in cucina. Da lì si passava in un tinello con scaffali che reggevano le opere complete di Winston Churchill con rilegatura telata blu, e poi in un soggiorno con le pareti in legno che esibivano i piatti da tavola Spode e Royal Worcester, e in cui era installato un antiquato radiogrammofono sintonizzato sulle onde della BBC o usato per ascoltare dischi di musica sinfonica.
Come Forthlin Road, anche casa di John divenne un punto di ritrovo dei due giovani chitarristi. Uno spazio particolarmente adatto per via dell'acustica era la veranda vetrata sul giardino che dava su Menlove Avenue, dove spesso Paul e John si ritrovavano a comporre. Oppure si rintanavano nella disordinata cameretta di John, a suonare o ad ascoltare dischi. I Call Your Name fa parte del novero delle canzoni composte là.
La casa di Menlove Avenue fu venduta nel 1965, anno in cui Lennon comprò un bungalow a Poole per zia Mimi, che vi si trasferì. Nel 2002 l'abitazione fu di nuovo messa in vendita, e in quella circostanza fu acquistata da Yōko Ono che la donò al National Trust, affinché divenisse – come era avvenuto per Forthlin Road – patrimonio culturale nazionale e fosse possibile visitarla. È aperta al pubblico dal 2003.

### Upton Green

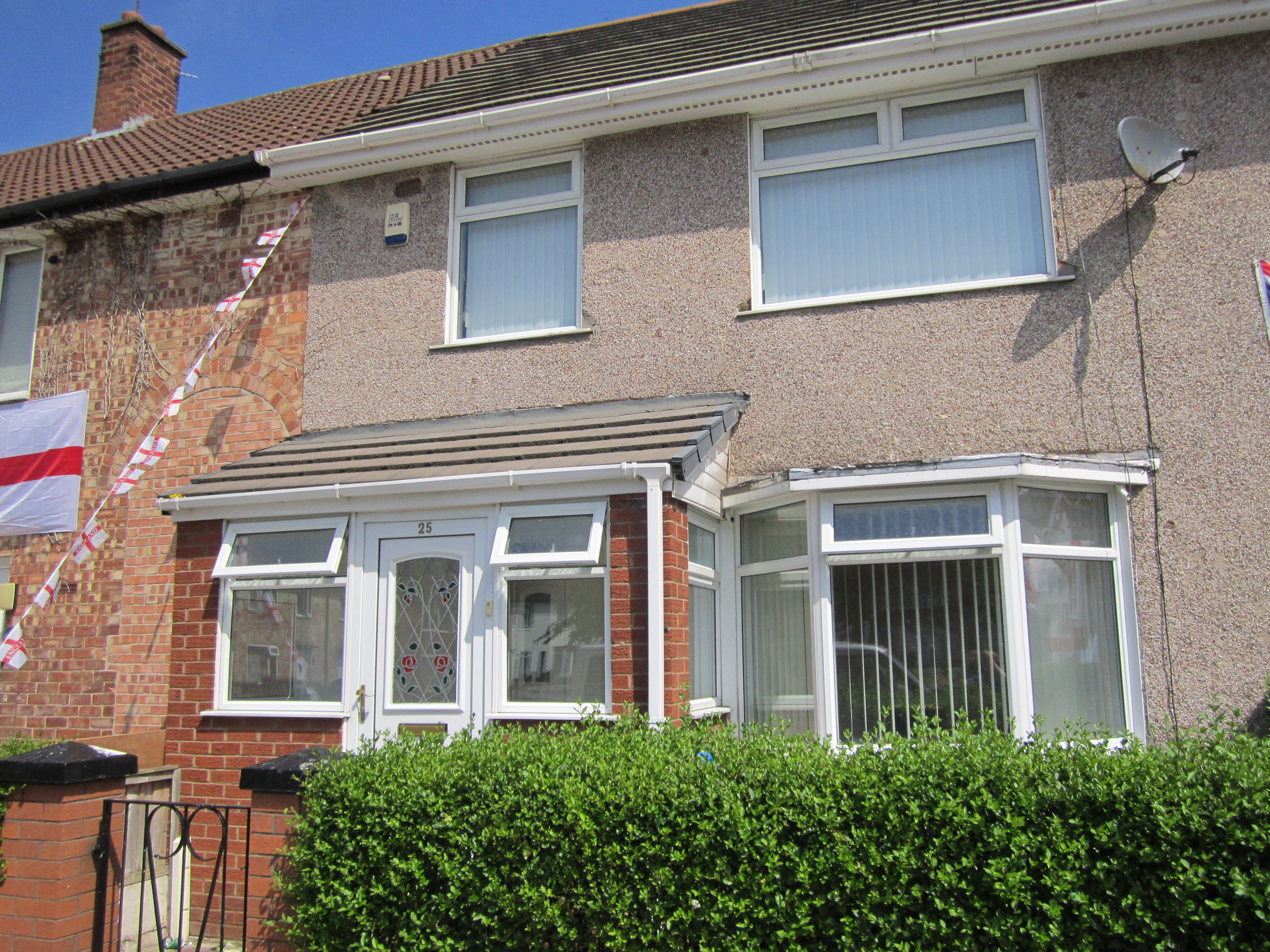
Il 25 di Upton Green

I primi giorni di gennaio del 1950 gli Harrison si trasferirono in una casa popolare al 25 di Upton Green, nel sobborgo di Speke, in una zona di recupero edilizio all'estrema periferia sud di Liverpool. In precedenza avevano vissuto al 12 di Arnold Grove – dove George era nato – nel rione di Wavertree, dove i sei membri della famiglia (Harold, Louise e i loro quattro figli) si erano dovuti adattare a vivere in una casetta a schiera di quattro stanze su due piani; il gabinetto era esterno, posto nel piccolo cortile posteriore, e l'abitazione era priva di riscaldamento, perciò nei mesi freddi la famiglia si riuniva in cucina al pianterreno, riscaldata dai fornelli, dal bollitore e da un caminetto. Quando era l'ora del bagno, nella cucina veniva trasportata una tinozza di zinco che era riempita d'acqua messa a scaldare nelle pentole.
Il trasloco a Speke costituì quindi un miglioramento quanto a servizi e comodità. La casa, anch'essa su due piani, era nuova di zecca e più spaziosa, c'era un giardino e il bagno si trovava all'interno. Il piano terra era costituito da tre stanze, e questo permetteva al piccolo George, abituato alle ristrettezze, di percorrerlo festosamente in lungo e in largo. Tuttavia, come ricorda Louise Harrison, nel nuovo sobborgo il giardino di casa, che la famiglia teneva a mantenere in condizioni curate, era oggetto di continui vandalismi, e ciò le faceva rimpiangere l'atmosfera accogliente del quartiere di provenienza.
George visse a Upton Green la sua adolescenza fino all'età di diciassette anni, e là iniziò la sua formazione musicale. Spesso di sera i genitori si intrattenevano al piano di sotto a cantare con amici e vicini di casa, e dal piano superiore George cominciò da piccolo ad assorbire le melodie di Bing Crosby e il blues di Josh White. Assieme all'intrattenimento serale, seguì trasmissioni di musica alla radio, poi si dedicò all'ascolto dei dischi di famiglia e di quelli che, assieme a un grammofono a manovella, il padre aveva acquistato negli Stati Uniti, e infine cominciò a suonare la chitarra, seguendo per qualche tempo le lezioni di un chitarrista avanti con gli anni e che per questo motivo lo introdusse agli stili di Django Reinhardt e Stéphane Grappelli.
Poiché la sua abitazione non era lontana da quella in cui allora viveva Paul McCartney, un giorno del 1954 i due si incontrarono in autobus di ritorno dal Liverpool Institute (la scuola superiore che entrambi frequentavano) e fecero amicizia sulla base della loro comune passione per la musica. In seguito – incoraggiati dalla madre Louise, che condivideva l'interesse del figlio – John, Paul e George trovarono nella casa di Upton Green un luogo di incontro per provare e in cui, a fine dicembre 1958, si esibirono come The Quarrymen alla festa per il matrimonio di Harry Harrison, fratello di George.

### Admiral Grove

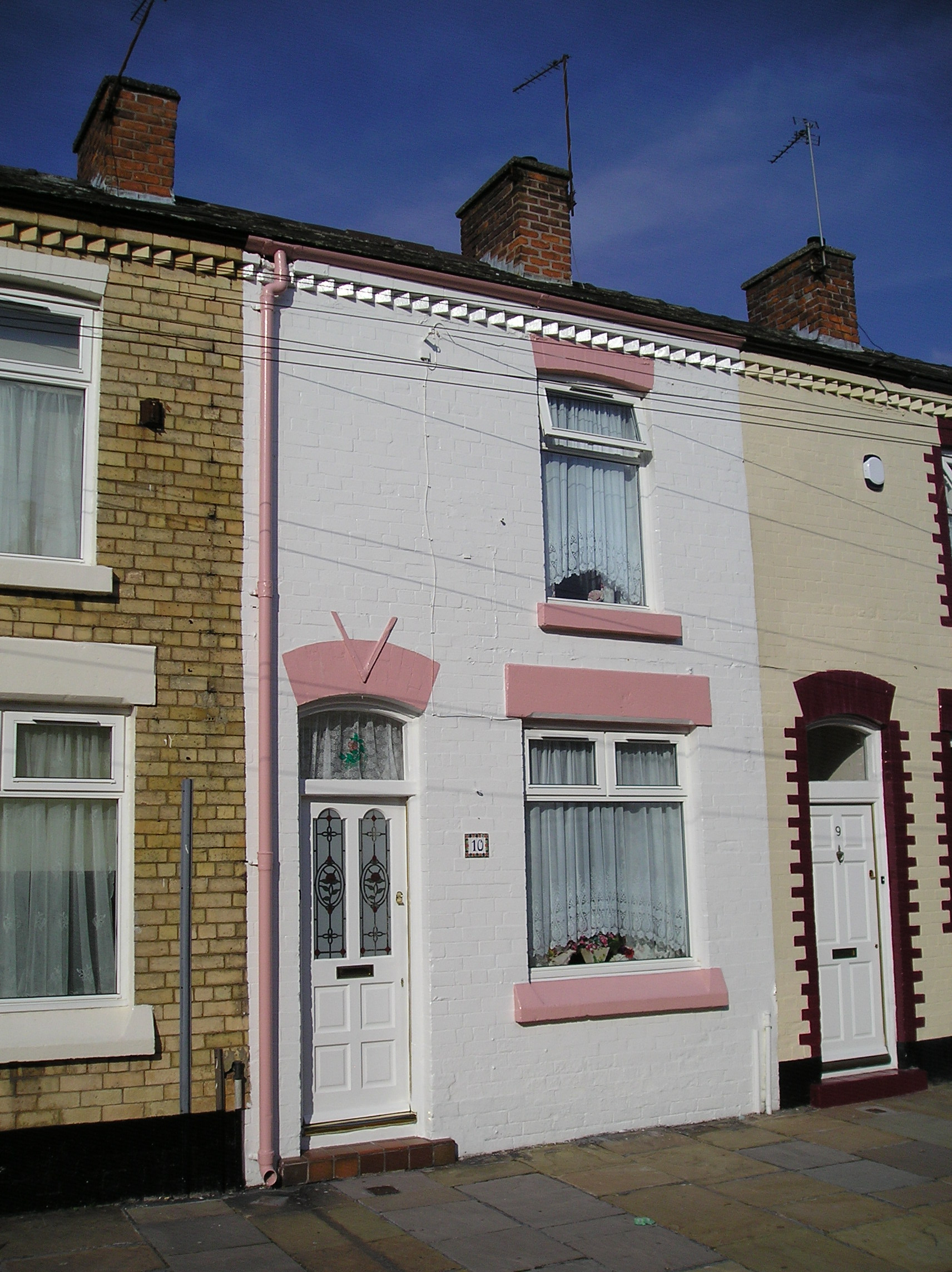
Facciata della casa di Ringo in Admiral Grove

The Dingle era una zona operaia non lontana dal porto, ed era stata così battezzata dagli immigrati irlandesi che vi abitavano per richiamare l'amena e verdeggiante località dell'Irlanda sud-occidentale. Ma il Dingle di Liverpool somigliava poco al luogo da cui aveva tratto il nome, essendo un sobborgo tetro e squallido nel quale bisognava essere molto prudenti nell'andare in giro per gli spiacevoli incontri che si potevano fare.
In quel quartiere Mr e Mrs Starkey presero in affitto una casa a schiera situata al 9 di Madryn Street, nella quale Ringo venne alla luce nel 1940. Si trattava di un'abitazione a due piani costruita alla fine del XIX secolo, con tre stanze al pianterreno e altrettante al primo piano e una carbonaia che nella Seconda guerra mondiale fungeva da rifugio antiaereo durante i bombardamenti della Luftwaffe; perciò, nonostante l'epoca di edificazione e la mancanza di molti comfort, era relativamente ampia rispetto alle altre case della zona.
La situazione cambiò quando i genitori di Ringo – che all'epoca aveva tre anni – decisero di separarsi. Con l'abbandono del padre il canone d'affitto divenne una spesa insostenibile e perciò madre e figlio si videro costretti a trasferirsi in un'altra casa per la quale le spese settimanali di locazione erano ridotte a dieci scellini – con il risparmio di un terzo. Il nuovo alloggio, situato al 10 di Admiral Grove, distava circa trecento metri dal vecchio indirizzo e consisteva in una casa a schiera decisamente più piccola di quella in cui avevano vissuto precedentemente, essendo formata in tutto da quattro stanze collocate su due piani. Il salotto misurava circa dieci metri quadrati e la toilette era collocata all'esterno della casa; la parte posteriore dell'abitazione era cinta da un muretto che, con l'aumentare della popolarità del gruppo, diventò luogo di appostamenti per le sempre più numerose ammiratrici che assediavano la casa: alcune di esse staccavano frammenti della porta da conservare come souvenir, altre lasciavano messaggi col gesso sulle pareti, le più ostinate e temerarie per giorni dormivano all'aperto davanti alla casa – nonostante la pericolosità del rione – pur di guadagnare la benevolenza di Mrs Starkey che qualche volta, mossa a compassione, le lasciava entrare per un tour guidato della casa.
A differenza delle case di Liverpool degli altri tre Beatles, Admiral Grove non conservava che poche testimonianze di attività legate alla musica. Per ascoltarla, il giovane Starkey preferibilmente si recava al vicino Empress Pub (che costituirà il soggetto della copertina di Sentimental Journey), dove sua madre lavorava come barista e dove i clienti intonavano i motivi allora in voga accompagnati da un pianoforte.
Ringo visse in quella casa finché non si trasferì a Londra, e l'abitazione di Admiral Grove venne lasciata libera quando nel 1965 la madre e il patrigno traslocarono in una grande e comoda casa situata a Woolton, comperata per loro dal figlio.

### Strawberry Field

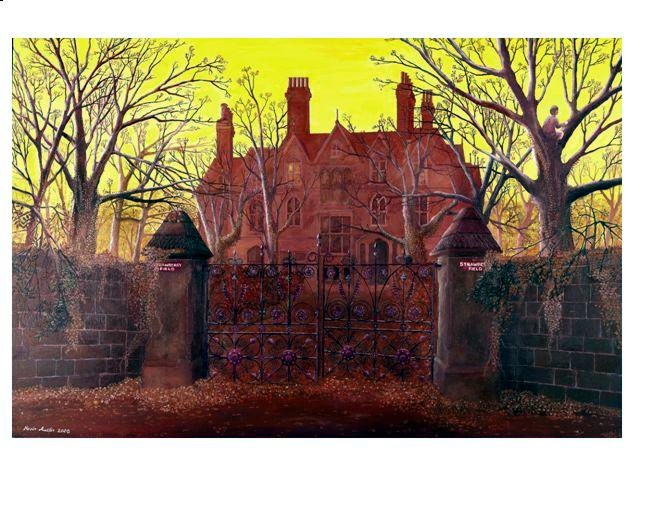
Riproduzione grafica di Strawberry Field

Strawberry Field Community Home, il luogo che ispirò John Lennon nella composizione di Strawberry Fields Forever, era un edificio di Woolton, Liverpool, di epoca vittoriana, che nel 1936 l'Esercito della Salvezza aveva trasformato in orfanotrofio.
Da casa di zia Mimi situata a Menlove Avenue, John inforcava la bicicletta e risaliva fino a raggiungere Beaconsfield Road, che distava da «Mendips» cinquecento metri in linea d'aria. L'edificio, circondato da un giardino incolto, era protetto da un muro che, soprattutto con la bella stagione, il piccolo John raggiungeva e scavalcava assieme ai più fidi amici, Nigel Whalley, Pete Shotton e Ivan Vaughan, e quel giardino rappresentava per lui un rifugio segreto separato dal mondo esterno. Ogni anno, col sottofondo di una banda che allietava i presenti, John e gli amichetti partecipavano alla festa di beneficenza allestita dall'orfanotrofio organizzandosi per vendere al pubblico la limonata al costo di un penny per bottiglia.
In ricordo del “giardino segreto” della propria infanzia, John destinò a Strawberry Field una donazione con la quale nel 1979 venne aperta la Lennon Court, una nuova ala dell'edificio.

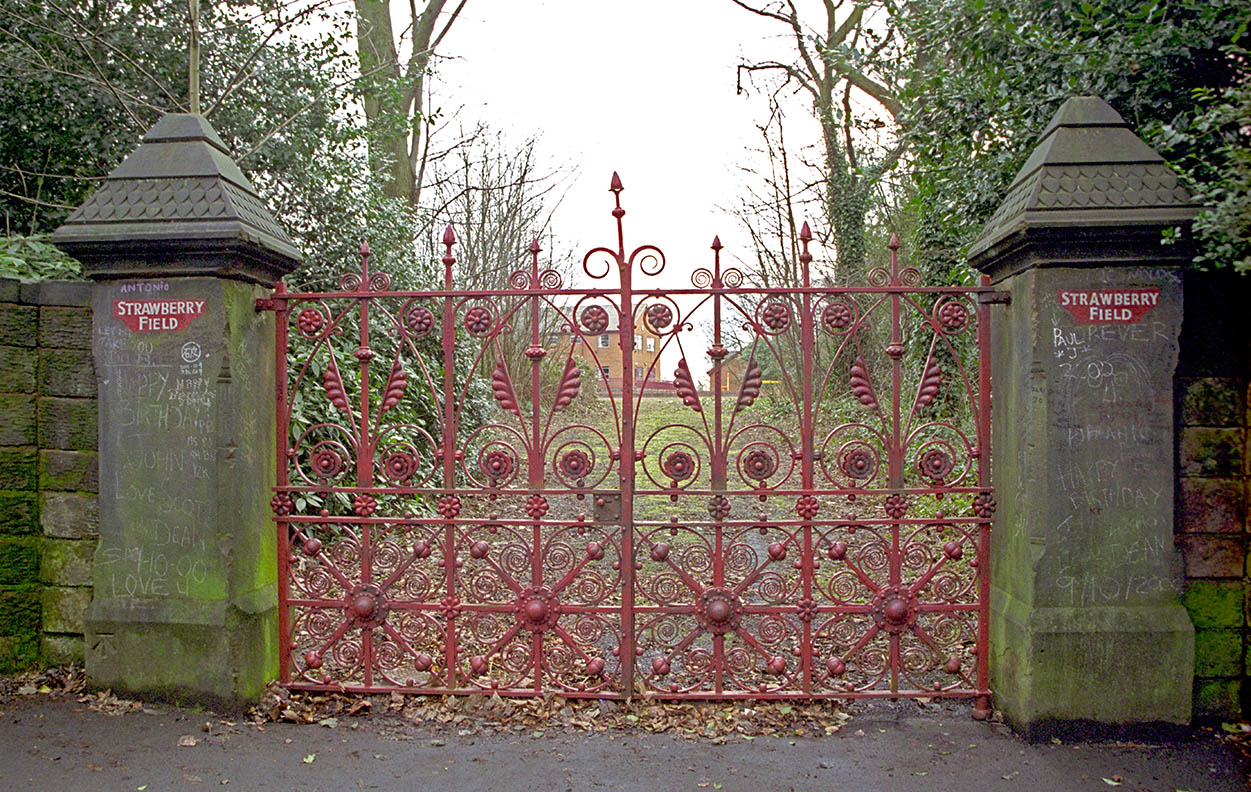
Il cancello d'ingresso di Strawberry Field

Dopo la morte di John Lennon, zia Mimi fece piantare nel giardino di Strawberry Field un albero in ricordo del nipote, e Yoko Ono prese in prestito il nome del luogo e vi intitolò il monumento dedicato a John che sorge al Central Park di New York.
Il fabbricato originale risalente al XIX secolo fu demolito sul finire degli anni sessanta e, dato il calo della domanda, venne riedificato ma a grandezza ridotta, per essere infine chiuso nel 2005.
Il 12 maggio 2000, un camion caricò sul pianale e portò via il cancello di Strawberry Field, scardinato da ignoti ladri che operarono in piena luce, scambiati per una squadra intenta alla manutenzione del luogo. Ma la refurtiva, acquistata incautamente da un rigattiere, è stata riconsegnata alla polizia non appena l'uomo si è accorto che non si trattava di un'inferriata qualsiasi ma del cancello di un luogo storico per Liverpool.

### Penny Lane

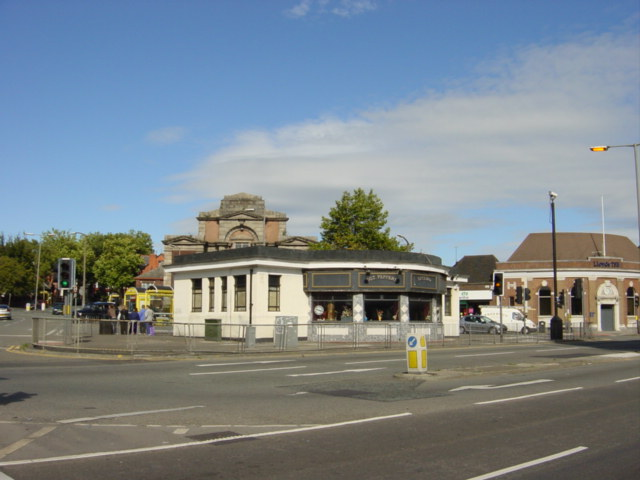
The shelter in the middle of the roundabout, trasformato in un bar.

Penny Lane è un'attrazione turistica molto frequentata dai visitatori di Liverpool, tanto che le targhe della strada – assieme a quelle di Abbey Road a Londra – sono tra i souvenir più ambiti e perciò oggetto di furto; per questo motivo, a un certo punto l'amministrazione locale ha smesso di sostituirle e ha deciso di dipingerle direttamente sui muri delle case che fiancheggiano la via.
La strada deve il nome a James Penny, un mercante di schiavi del XVIII secolo che si stabilì a Liverpool per i suoi traffici e che, quando a fine Settecento si cominciò a parlare di abolizionismo, assunse la difesa della tratta degli schiavi. Quando questa informazione superò i confini del rione, venne lanciata una petizione per cambiare il nome della via ma le autorità respinsero la proposta con la motivazione che il brano dei Beatles Penny Lane era ormai diventato talmente popolare da rendere la strada (e la sua denominazione) di portata storica.
Penny Lane taglia diagonalmente il quartiere Church. Partendo da Greenbank Road, nei pressi di Sefton Park, la via procede in direzione nordest costeggiando sulla destra due grandi aree verdi. Il posto evocato dal brano è l'incrocio stradale in cui confluiscono Penny Lane, Allerton Road (la continuazione di Mather Avenue, dove il giovane McCartney aspettava l'autobus che lo conduceva a scuola), Smithdown Road e un ramo di Church Road, l'ideale prosecuzione di Penny Lane verso nordest.

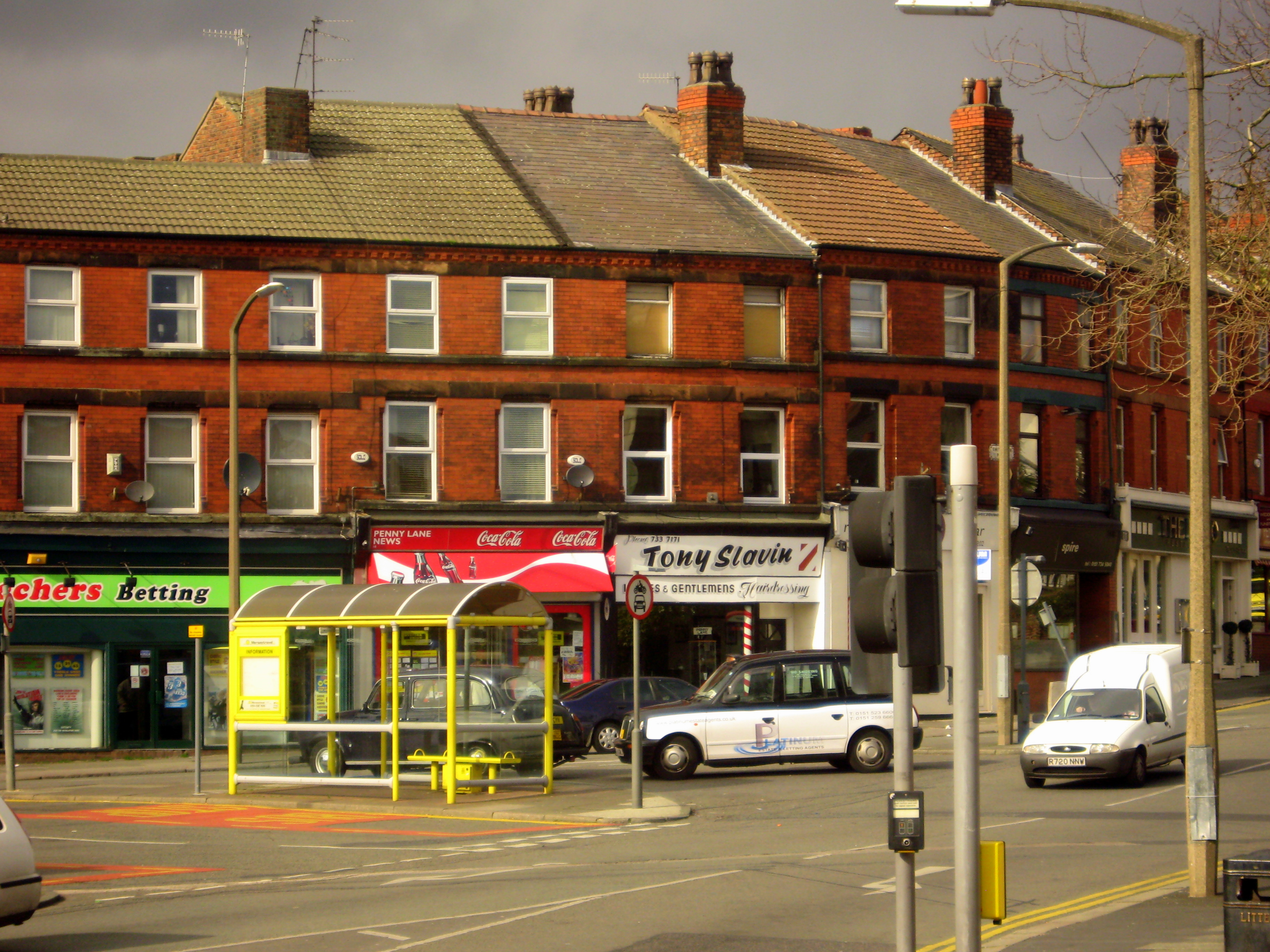
Il negozio con l’insegna bianca è quello in cui un tempo lavorava il barber showing photographs citato nel brano Penny Lane.

Là si trova la rotonda – che gli abitanti di Liverpool chiamano Penny Lane Roundabout – celebrata nel testo della canzone. Al centro vi era una pensilina, oggi trasformata in bar, sotto la quale ci si poteva riparare dalla pioggia in attesa dell'autobus. Nei paraggi si trova la St Barnabas Church; poiché Paul era uno dei coristi della chiesa, era frequente che John raggiungesse il posto e i due si incontrassero là.
Ogni anno, per celebrare l'armistizio della Prima guerra mondiale, al Penny Lane Roundabout venivano messi in vendita dei finti papaveri di Fiandra confezionati dagli invalidi della British Legion, e i due ragazzi ne compravano uno al prezzo di uno scellino. Nei pressi c'era il negozio (poi rimodernato) di un barbiere, Bioletti's, e una banca – tutti posti che ispirarono le parole del brano. La caserma dei vigili del fuoco, invece, pur essendo un luogo reale, non si trovava esattamente dove descritto, ma a circa un chilometro di distanza, su Mather Avenue.
Lennon – che aveva aiutato l'autore a completare il testo – confermò la ricostruzione di Paul. Nell'intervista resa il 17 settembre 1968 a Jonathan Cott di Rolling Stone, John dichiarò: «Lì c'è tutto questo. Per noi è proprio Penny Lane, perché ci abitavamo.»

### St Peter's Parish Church

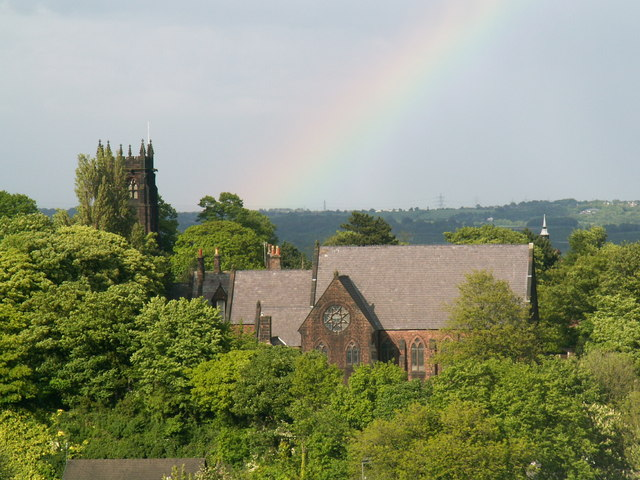
St Peter’s Parish Church

Menlove Avenue procedeva parallela a Church Street, via che correva a circa ottocento metri a est. Su Church Street, a circa metà strada fra Acrefield Park e Allerton Road, si affacciava la chiesa di St Peter's. A fianco della chiesa si trovava un cimitero fra le cui lapidi sepolcrali venne rintracciata – successivamente alla composizione di Paul contenuta in Revolver – quella dedicata a una certa Eleanor Rigby, morta il 10 ottobre 1939. C'è chi ritiene che il nome sulla pietra tombale, incrociata nelle frequentazioni del luogo in età adolescenziale, possa essere rimasto sepolto nell'inconscio di McCartney fino ad affiorare quando si trattò di dare un nome al personaggio protagonista del brano.
Annualmente a St Peter's si svolgevano feste di beneficenza e sagre di giardinaggio, eventi abitualmente allietati dalla presenza di bande che sfilavano per le strade limitrofe suonando fra l'esultanza generale i motivi classici della tradizione popolare inglese che richiamavano i tempi dell'Impero britannico.

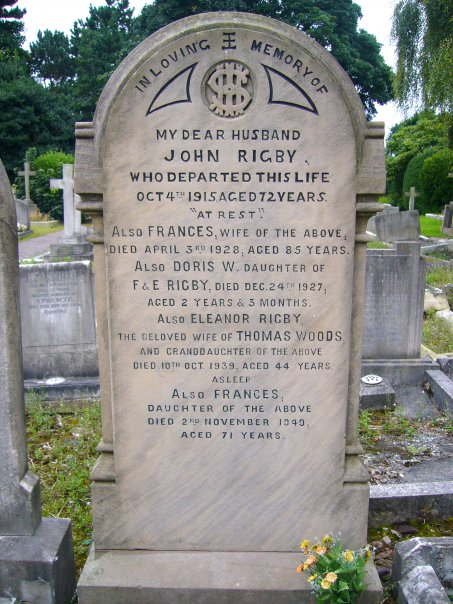
La lapide di Eleanor Rigby

All'interno della sagra del giardinaggio del 6 luglio 1957 erano programmati il concerto della banda del Cheshire Yeomanry, l'esibizione di una squadra di cani poliziotto addestrati dalla polizia di Liverpool e la consueta cerimonia di incoronazione della “Regina delle Rose”. Ma la festa prevedeva anche una novità: Bessie Shotton, che quell'anno faceva parte del comitato organizzatore della sagra del giardinaggio, volendo interpretare i fermenti giovanili in atto convinse il comitato ad affiancare le classiche bande di ottoni con un gruppo di skiffle, in funzione di saldatura generazionale. Furono scelti i Quarrymen, un gruppo locale in cui suonava il figlio della Shotton, Pete, e il cui leader era John Lennon, grande amico di Pete da molti anni. Per il sedicenne Lennon si trattava di un ritorno: da piccolo, infatti, aveva fatto parte del coro della chiesa di St Peter's.
Il gruppo si esibì sul retro aperto di un camion per il trasporto del carbone, e alla fine dello spettacolo i musicisti andarono nel salone della chiesa a sistemare gli strumenti per il concerto serale. Li aspettava Ivan Vaughan, compagno di Lennon dalle scuole elementari e suo grande amico; questi presentò al gruppo il quindicenne Paul McCartney, che destò in John una grande impressione per la destrezza con cui suonava la chitarra. E fu l'avvio del fertile sodalizio Lennon-McCartney.

### Stanley Street

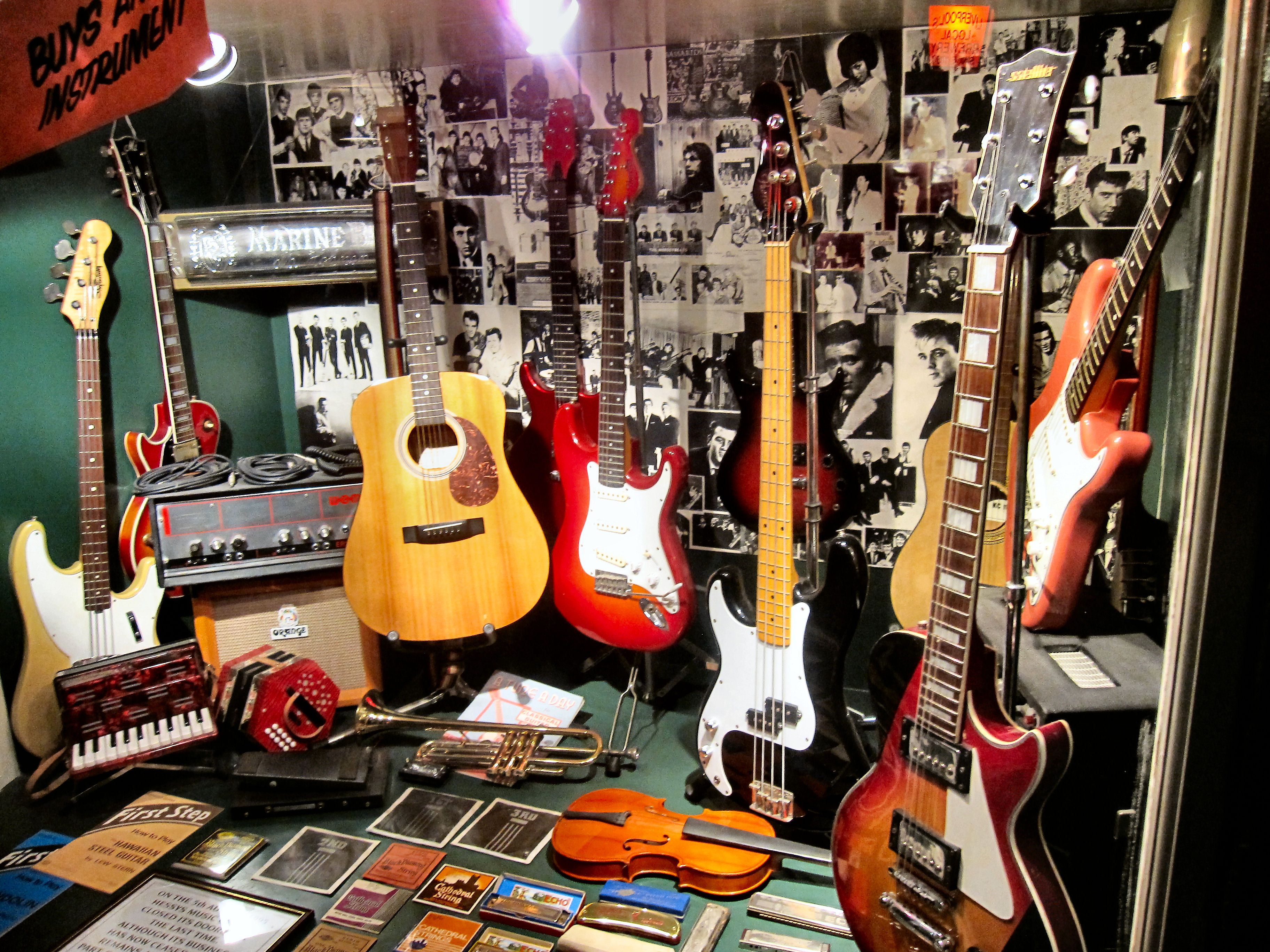
Ricostruzione di una vetrina di Hessy's al Beatles Story

Frank Hesselberg aveva aperto a metà degli anni trenta un negozio che vendeva strumenti musicali nella zona di Whitechapel. L'esercizio commerciale si trovava al numero 62 di Stanley Street, una laterale di Dale Street che scende e incrocia Victoria Street per proseguire a sud fino a sfociare in Whitechapel, e che non è distante dal Cavern essendo Mathew Street la sua unica traversa del secondo tratto.
Il negozio si chiamava “Frank Hessy” ed era assurto a popolarità negli anni cinquanta, periodo nel quale molti giovani musicisti di Liverpool facevano capo a Frank Hessy per acquistare i loro strumenti musicali, favoriti anche dal fatto che il titolare concedeva il pagamento rateale degli articoli acquistati. Ma c'era anche un altro motivo per il quale tanti chitarristi affollavano Hessy's: uno dei venditori che lavoravano lì, Jim Gretty, assicurava delle lezioni gratuite in cui insegnava gli accordi di base a tutti coloro che acquistavano una chitarra.

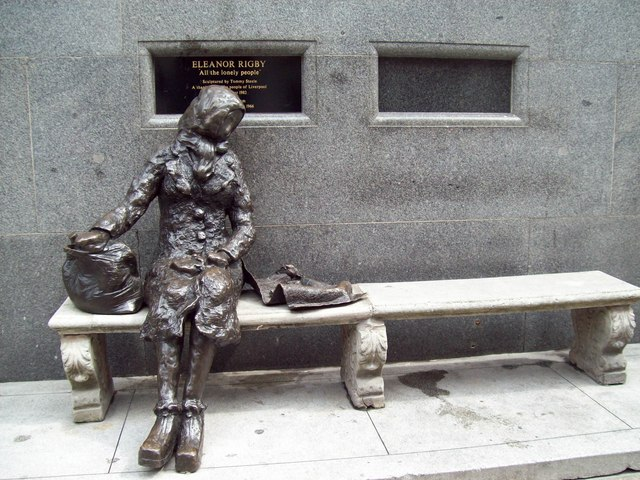
La statua di Eleanor Rigby

Nel 1957 varcò l'uscio del negozio Mimi Stanley, a seguito delle insistenze del nipote John Lennon perché gli acquistasse una chitarra, e la donna sborsò 17 sterline per una Höfner Club 40 modello acustico. La rivendita è rimasta legata alla storia dei Beatles per l'acquisto di Lennon della sua prima chitarra “professionale”. Ma in realtà John non fu l'unico Beatle a rifornirsi da Hessy's: George Harrison vi comprò una Futurama elettrica, Stu Sutcliffe acquistò il suo basso Höfner President e Ringo Starr – non ancora il batterista del gruppo – anticipò 46 sterline per una batteria Ajax. E quando Brian Epstein prese le redini del gruppo, una delle prime cose che fece fu quella di estinguere i debiti di circa 200 sterline che i suoi strumentisti avevano accumulato nei confronti del negozio.
Hessy's fornì strumenti e apparecchiature musicali per 61 anni e, sopravvivendo al proprio fondatore, chiuse i battenti a metà del 1995, sostituito da un punto vendita di abbigliamento. Dal 3 dicembre 1982, la via accoglie una statua regalata alla città di Liverpool dall'artista e intrattenitore Tommy Steele, scultura che rappresenta Eleanor Rigby seduta su una panchina con alle spalle sul muro l'iscrizione «Eleanor Rigby. Donata a ‘tutte le persone sole’».

### Quarry Bank High School

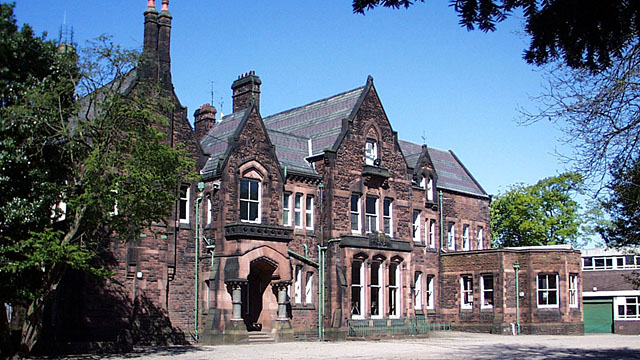
L'edificio della scuola

Harthill Road, che per un lungo tratto costeggia il fianco occidentale del Calderstones Park, congiunge Menlove Avenue (a nord) al ramo di Allerton Road che corre a qualche centinaio di metri da Mather Avenue. La Quarry Bank High School si trovava in Harthill Road, a circa un miglio da «Mendips». La scuola non aveva tradizioni antiche, essendo stata fondata nel 1922 con il supporto finanziario del locale industriale del legname (curiosamente il primo preside che andò a dirigere l'Istituto si chiamava George Harrison). E tuttavia aveva visto fra i suoi banchi due ministri di un gabinetto socialista, Peter Shore e William Rodgers, e per questa ragione era conosciuta come la «Eton del partito laburista». La sua autorevolezza accademica non era inferiore a quella delle altre scuole medie di Liverpool; la scuola era dotata anche di un convitto, gli insegnanti indossavano la toga ed erano in uso le punizioni corporali.
L'inno della Quarry Bank, dopo essere stato provato senza fine durante l'anno scolastico con l'accompagnamento pianistico dell'insegnante di falegnameria Mr Cliff Cook, veniva cantato alla festa di fine anno, e fra l'altro recitava: «Quarry men, old before our birth/Straining each muscle and sinew» (“Cavatori, vecchi prima di nascere/che tendiamo ogni muscolo e nervo”). Il motto, Ex Hoc Metallo Virtutem (Da questo metallo si modella la virtù), spiccava sullo stemma di una testa di cervo rossa e dorata che campeggiava sulla giacca nera con una fascia attorno ai polsi dell'uniforme, a cui si associava il berretto obbligatorio e calze e cravatta a strisce nere e oro, i colori che contraddistinguevano la Quarry Bank High School. La divisa si poteva acquistare presso il negozio fornitore ufficiale della scuola, ma zia Mimi aveva premurosamente incaricato il sarto del marito di confezionare per John una giacca con l'emblema della scuola.
Il dodicenne John Lennon si era iscritto alla Quarry Bank nel settembre del 1952. A casa di zia Mimi, John inforcava la sua Raleigh Lenton verde e pedalando raggiungeva la scuola dopo aver costeggiato delle cave di arenaria oramai esaurite. Dopo un primo anno senza scossoni, Lennon era stato risucchiato nella sezione C col gruppo degli alunni scadenti, assieme al suo amico e compagno di bravate Pete Shotton. Fra le punizioni con cui i due venivano spesso castigati per i loro comportamenti insolenti c'erano le sospensioni, l'essere trattenuti a scuola oltre l'orario delle lezioni e la fustigazione nell'ufficio del preside, per il quale Lennon e Shotton rappresentavano due teppisti da reprimere poiché coi loro comportamenti sediziosi e l'abbigliamento trasgressivo risultavano un pericolo per l'ordine costituito.
Dopo anni tormentati segnati da risultati negativi e da note disciplinari, nel luglio 1957 Lennon affrontò gli esami di fine corso e fu bocciato in tutte le materie. Zia Mimi si arrese al fatto che il nipote non avrebbe potuto più frequentare la Quarry Bank ma il nuovo preside, Mr William Pobjoy, cogliendo il talento del giovane studente nel campo artistico e musicale, in un colloquio con la donna le suggerì di iscriverlo al Liverpool College of Art, e a tal fine scrisse una lettera personale direttamente al preside del College Mr Stephenson. La collocazione del College of Art – nell'edificio attiguo al Liverpool Institute – avrebbe contribuito in misura significativa all'avvicinamento e all'amicizia fra John e Paul McCartney.

### Liverpool Institute

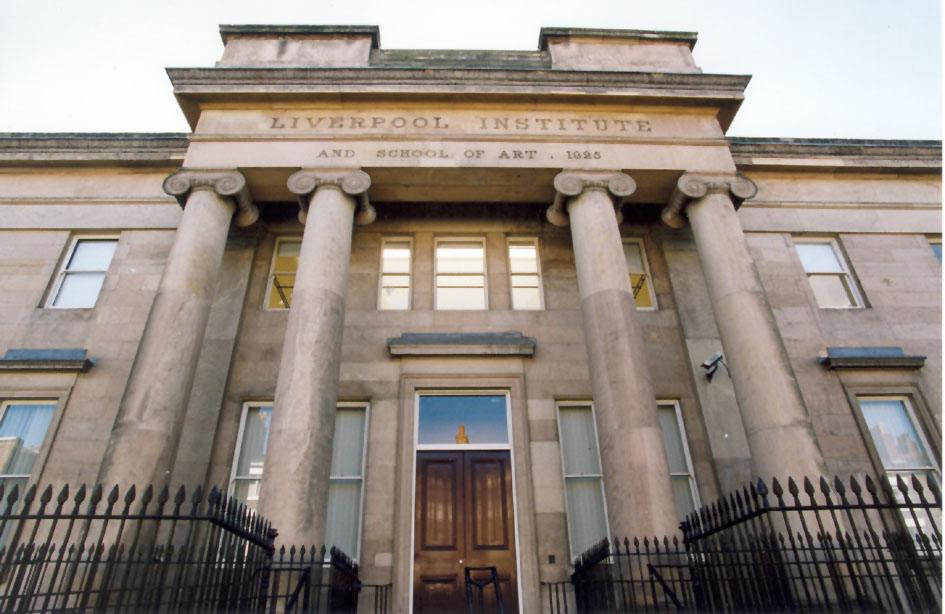
L’ingresso del Liverpool Institute

La fondazione del Liverpool Institute risaliva al XIX secolo. Nel 1825, mentre era in costruzione un apposito stabile, l'Istituto era nato come scuola maschile per meccanici, e vi si svolgevano soprattutto lezioni serali per lavoratori. Prestigiose personalità quali Charles Dickens, Anthony Trollope e Ralph Waldo Emerson avevano impartito lezioni a studenti dell'Istituto. In seguito, allargata l'offerta educativa, dopo una trentina d'anni divenne una scuola a tutti gli effetti, fino all'inizio del XX secolo quando l'Istituto – che già comprendeva il College of Art, ospitato in un edificio limitrofo all'angolo con Hope Street – passò sotto il controllo dell'autorità pubblica diventando una prestigiosa Grammar School, il Liverpool Institute High School for Boys, e tale rimase fino alla sua chiusura nel 1985. Successivamente, per evitare che l'edificio andasse in rovina, Paul McCartney propose all'amministrazione della città di sostituire i tradizionali insegnamenti con dei corsi di carattere artistico. Dopo diversi anni di ristrutturazioni, sotto il patrocinio dell'ex Beatle è stato inaugurato nel 1995 il Liverpool Institute for Performing Arts (LIPA).
Sin dalla sua nascita, il Liverpool Institute si trovava in Mount Street e, all'infuori delle lampade a gas sulla porta di ogni aula, che non venivano più accese, l'austero edificio vittoriano circondato da una cancellata di ferro battuto aveva mantenuto nei decenni l'aspetto originario.

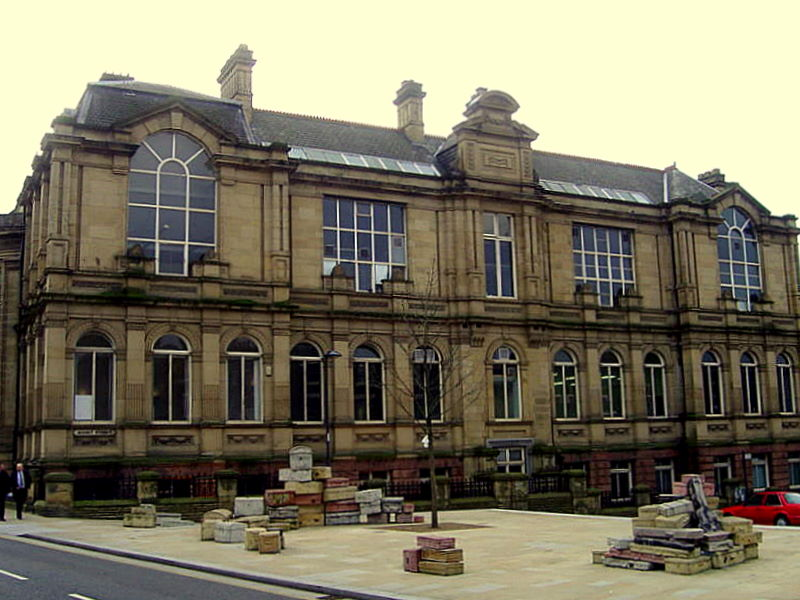
L’edificio del Liverpool College of Art

Nel 1953, dopo avere brillantemente superato l'esame 11-Plus alla Joseph Williams Primary School, Paul McCartney venne ammesso al Liverpool Institute. La scuola di Mount Street si trovava a circa sei chilometri in linea d'aria da Forthlin Road. Per questo, dal 1955 in poi tutte le mattine Paul – dapprima solo, poi in compagnia del fratello – si portava su Mather Avenue dove aspettava l'autobus a due piani numero 86 diretto verso nord che lo conduceva a “The Inny”, come gli studenti avevano soprannominato il Liverpool Institute. Austeri e impegnativi come il suo aspetto erano anche il motto, Non Nobis Solum Sed Toti Mundo Nati, e la divisa grigia e nera, che Paul si affrettò a sostituire con un abbigliamento irregolare.
Anche il suo andamento scolastico col tempo risentì di una certa discontinuità e di poco impegno, compensato in parte dalle buone doti compositive – che spesso si concretizzavano in autobus – e dalla predisposizione per le lingue straniere, come riconobbe il suo insegnante d'inglese, Mr Durband “Dusty”. La principale distrazione per Paul era costituita da uno studente dell'adiacente College of Art, John Lennon, col quale più volte marinava le lezioni incontrandosi in qualche aula libera all'interno del complesso a suonare la chitarra, fatto che influì sui risultati scolastici ma cementò un'amicizia. Inoltre, Paul aveva socializzato con un compagno di scuola, più giovane e indietro di un anno, George Harrison, con cui condivideva i viaggi in autobus e che, al contrario di McCartney, serbò dell'Istituto degli amari ricordi nonostante il destino comune. Entrambi, infatti, ormai troppo impegnati nella carriera musicale, fallirono il conseguimento del diploma finale.
Nella cerchia ristretta dell'entourage dei Beatles, anche Len Garry (componente dei Quarrymen), Neil Aspinall e Ivan Vaughan frequentarono negli stessi anni il Liverpool Institute, mentre John Lennon, Stu Sutcliffe, Cynthia Powell e Bill Harry seguirono le lezioni dell'attiguo College of Art.

### Ye Cracke

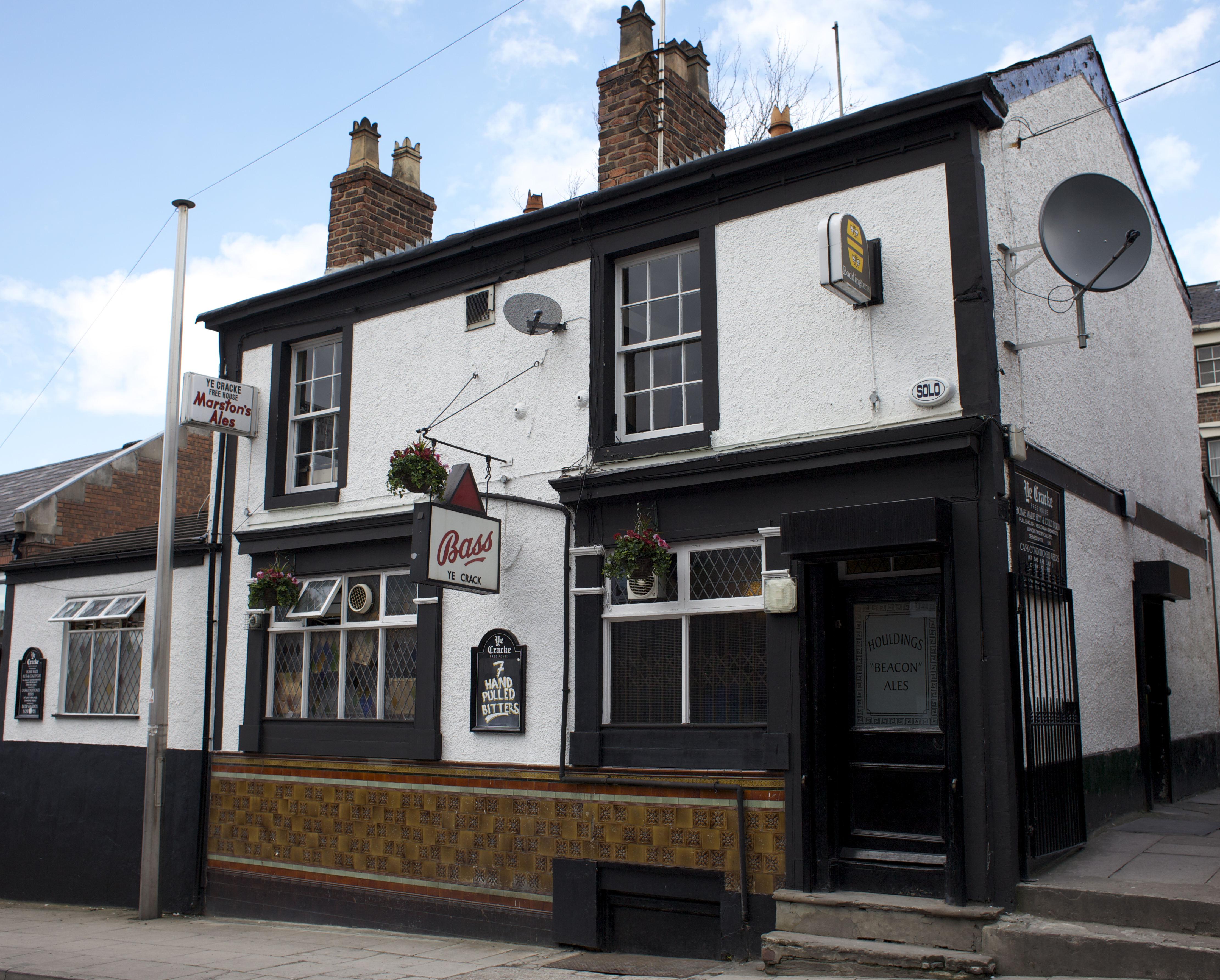
Il Ye Cracke in Rice Street

Il Ye Cracke è un pub situato a metà di Rice Street, la via parallela a Mount Street dove si trovavano il Liverpool Institute e il College of Art. Per questa ragione, il pub era luogo di incontro degli studenti provenienti dai due istituti superiori, che lì avevano la possibilità di riunirsi a discutere in gruppo. Dopo uno di questi dibattiti – e a seguito di un reading di poesia tenuto dal poeta “beat” Royston Ellis (il “paperback writer” dell'omonimo brano musicale dei Beatles, che componeva ispirandosi alle opere di Allen Ginsberg) – nacque il gruppo dei Dissenters, che avrebbe dovuto rendere Liverpool famosa nel mondo e di cui facevano parte John Lennon, Stu Sutcliffe, Bill Harry (giornalista e scrittore) e Rod Murray (pittore).
Il locale era formato da piccole stanze impregnate di fumo e macchiate di nicotina, e ce n'era anche una denominata «War Office», soprannome che risaliva alla guerra di Crimea e che derivava dal fatto che al tempo del conflitto i frequentatori di quella saletta si incontravano per commentare gli avvenimenti bellici. Nella stanza dell'«Ufficio di Guerra» il professor Arthur Ballard teneva delle lezioni ai propri studenti del College of Art, sotto un'incisione che raffigurava La Morte di Nelson. Ovviamente, vista la natura del locale, i dibattiti e le conversazioni erano accompagnati da bevute di birra, in special modo la «black velvet», una mistura di Guinness e sidro.
Il Ye Cracke viene ricordato per un episodio che coinvolse John Lennon, uno dei più assidui frequentatori e bevitori. Come racconta Cynthia Powell, un giorno di dicembre del 1958 la ragazza si trovava con la sua amica del cuore Phyllis McKenzie al Ye Cracke, e Lennon era seduto qualche tavolo distante assieme a due compagni di scuola. John e Cynthia ebbero modo di sbronzarsi separatamente, poi i due si avvicinarono e decisero di andare assieme a casa di Sutcliffe a Percy Street, dove ebbero il primo rapporto sessuale. Si sarebbero sposati il 23 agosto del 1962.

### Gambier Terrace

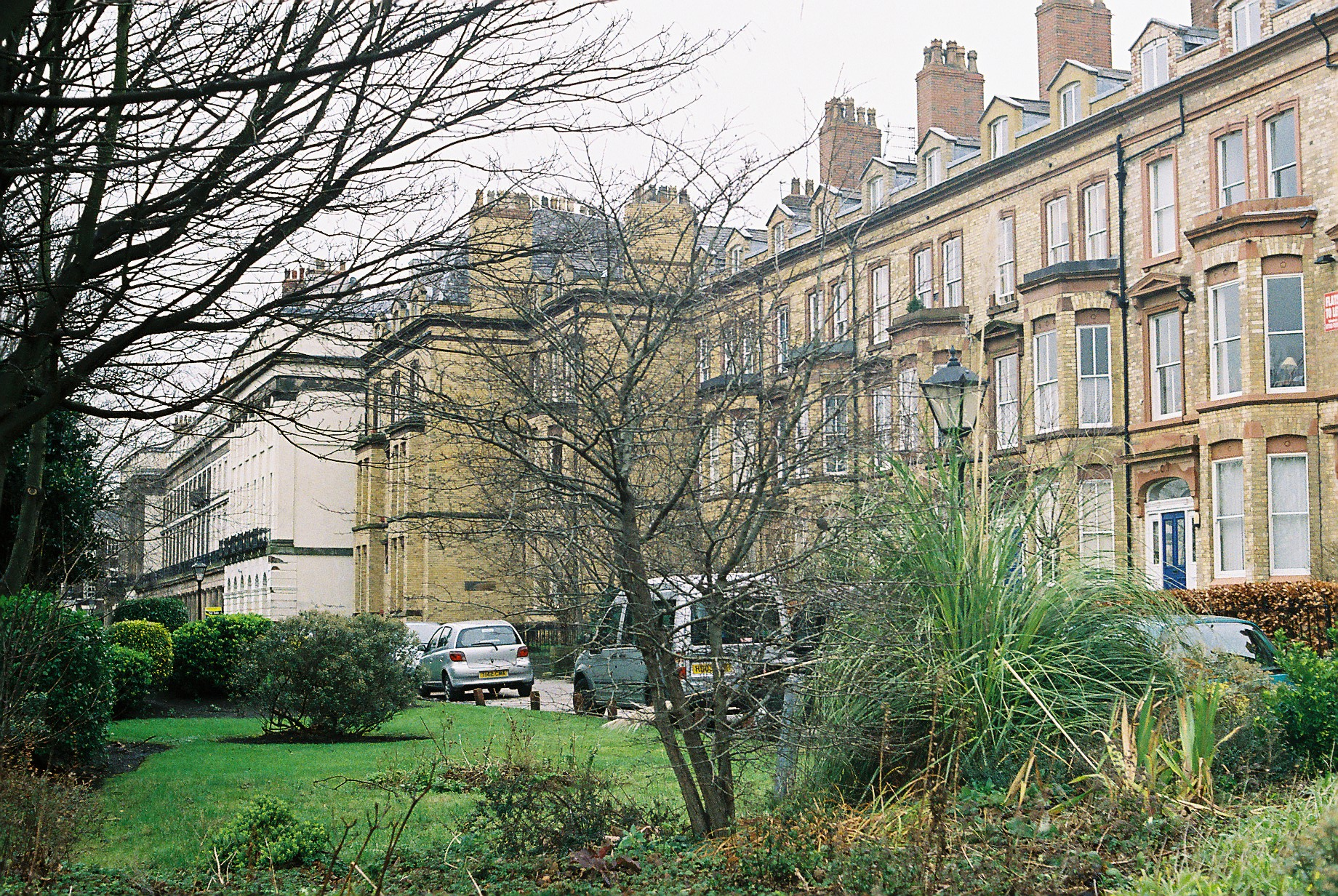
La schiera di edifici di Gambier Terrace

Gli edifici che formavano il complesso di Gambier Terrace si trovavano di fronte alla cattedrale anglicana di Liverpool, vicini al College of Art e al pub Ye Cracke. Nel 1959, provenienti dall'alloggio di Percy Street, vi si erano trasferiti due studenti di arte, Rod Murray e Stuart Sutcliffe, quest'ultimo il futuro bassista dei Beatles.
La casa, al numero 3 di Gambier Terrace, si chiamava «Hillary Mansions». L'appartamento, già abitato da due ragazze bohémien, era un ampio dedalo di camere scarsamente arredate e coi soffitti alti. Un camino riscaldava il salone spazioso, da là un corridoio conduceva alla cucina, ai servizi e a una stanza grande con due armadi che fu occupata da Stu diventandone anche l'atelier, mentre le due ragazze si erano sistemate in un'altra camera più piccola. L'abitazione divenne subito un punto di incontro fra Lennon (che presto traslocò lì da «Mendips»), McCartney e Harrison: di sera i tre si riunivano a provare i loro pezzi creando un'atmosfera elettrizzata che attirava giovani ascoltatori e che provocò dopo breve tempo le proteste del vicinato. Divenne anche la sede in cui un gruppo di intellettuali (fra i quali John e Stu) sviluppavano appassionate discussioni – spesso iniziate al Ye Cracke – su come creare un profilo culturale underground per Liverpool sulla scia dell'esempio fornito dalla Beat Generation in America.
L'appartamento richiamò le attenzioni del tabloid domenicale Sunday People che il 24 luglio del 1960 pubblicò un articolo sensazionalistico intitolato “Beatnik Horror”, inserendovi qualche riferimento a John Lennon e corredandolo della fotografia della stanza di Rod Murray. Qualche settimana dopo, Lennon – assieme a Sutcliffe e agli altri tre Beatles – partì per Amburgo lasciando definitivamente la casa. Poiché decise di non farvi più ritorno (e Stu sarebbe rimasto in Germania), incaricò Murray di disfarsi di tutti gli effetti che conservava a Gambier Terrace, autorizzandolo a trattenere ciò che lo poteva interessare. L'amico prese con sé un sottile quaderno di appunti e disegni di John, oggetto che nel 1984 fu battuto per 16.000 sterline a un'asta da Sotheby.
Secondo le memorie di Pete Shotton, amico d'infanzia di Lennon, alcune circostanze di Gambier Terrace vengono richiamate nelle liriche del brano Norwegian Wood. Shotton dichiara che Lennon talvolta dormì nella vasca da bagno dell'appartamento ([I] crawled off to sleep in the bath) e bruciò alcuni mobili nel camino (so I lit a fire).

### Jacaranda

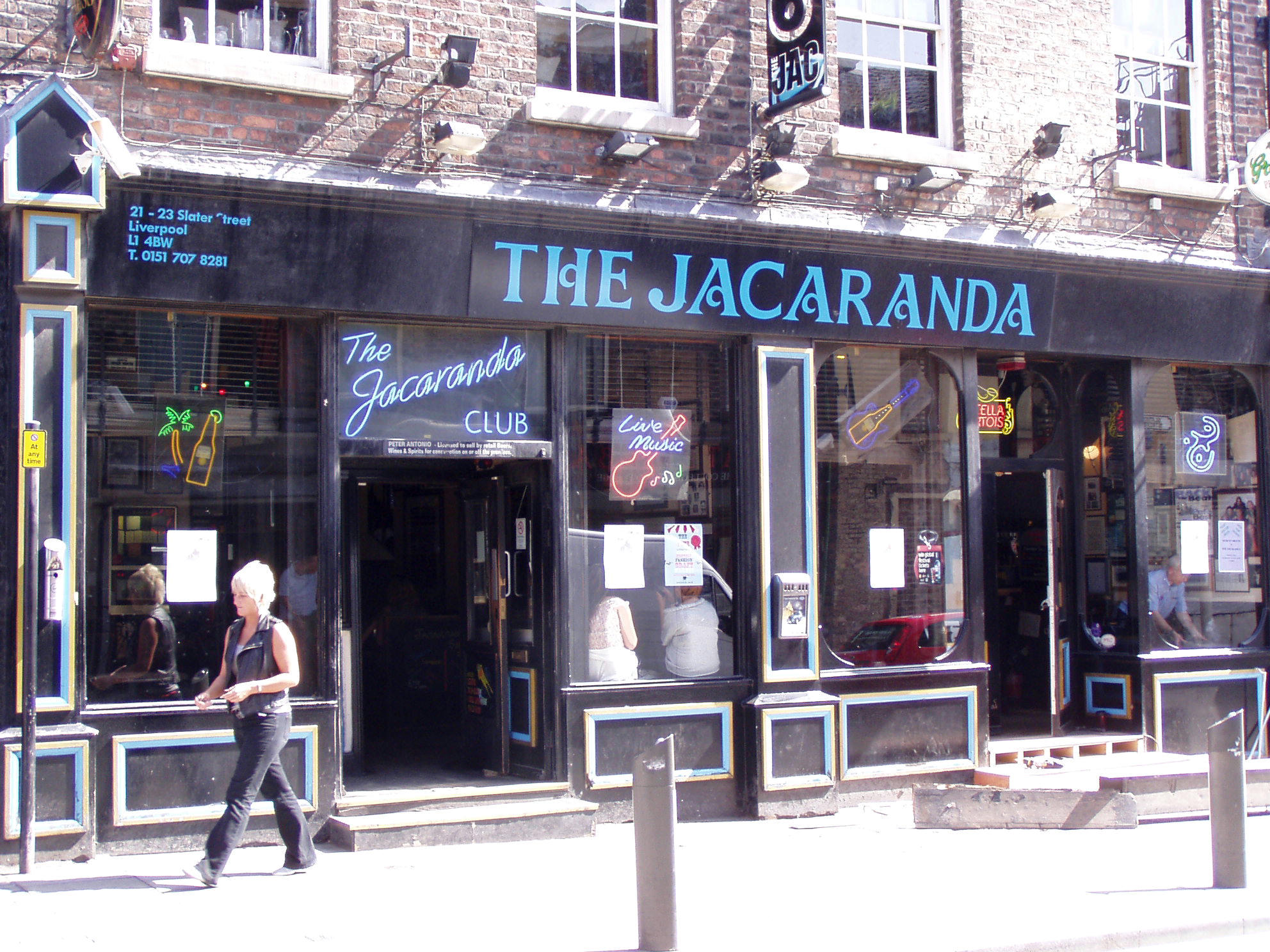
Il Jacaranda nel ventunesimo secolo

Al 23 di Slater Street, nella zona dei caffè ritrovo di studenti e intellettuali, Allan Williams (futuro manager dei Beatles) aprì il club Jacaranda, rilevando l'orologeria Owens e trasformandola in un club di musica. Dopo aver scelto il nome – tratto dal libro The Jacaranda Tree –, Williams aveva reclutato un gruppo caraibico di steel band che si esibiva nel locale e alcune cameriere, due delle quali, Terry Shorrock e Mary Larkin, rimasero immortalate sulla fotografia di copertina del primo numero di Mersey Beat, una rivista di musica, che mostrava la rock star Gene Vincent con il club sullo sfondo. Al pianterreno, protetti da un'ampia vetrata che dava su Slater Street, stavano dei tavolini con sedili imbottiti e un piccolo locale cucina. Si scendevano le scale e si giungeva a un angusto scantinato in cui suonava il complesso caraibico.
Data la sua collocazione ai margini della Chinatown di Liverpool, il Jacaranda era luogo di incontro di artisti, studenti universitari, bianchi, neri, immigrati dalla Cina e dai Caraibi, ed era frequentato anche da musicisti – fra di essi Cass & the Casanovas e Rory Storm – e da studenti della scuola d'arte. John e Stu Sutcliffe trascorrevano parecchio tempo in discussioni che riguardavano argomenti artistici e filosofici. Fu proprio Stu, su richiesta di Williams, che dipinse alcuni murales nello scantinato.
Il locale da ballo nel seminterrato del “Jac”, una «prigione soffocante», era stato ricavato da una cantina in mattoni col pavimento di pietra adibita originariamente a magazzino per il carbone, e Williams aveva ingaggiato Lord Woodbine & his All-Steel Caribbean Band, un gruppo di calypso. John e Stu non mancarono di andare ad ascoltare la musica nello scantinato tirandosi dietro anche Paul e George, e lì vennero a sapere che il palco era offerto a gruppi locali nei giorni di riposo della Steel Band. I Silver Beetles diedero al Jacaranda una dozzina di concerti nel periodo tra maggio e agosto del 1960.
In seguito, il locale cambiò il nome in Maxie San Suzie, trasformandosi in un cocktail bar. Dopo la scomparsa di John Lennon, il club riacquistò il nome che aveva in origine, sfoggiando sul muro una targa con una fotografia dei Beatles e la scritta “Il primo locale in cui hanno suonato i Fab Four”.

### Casbah

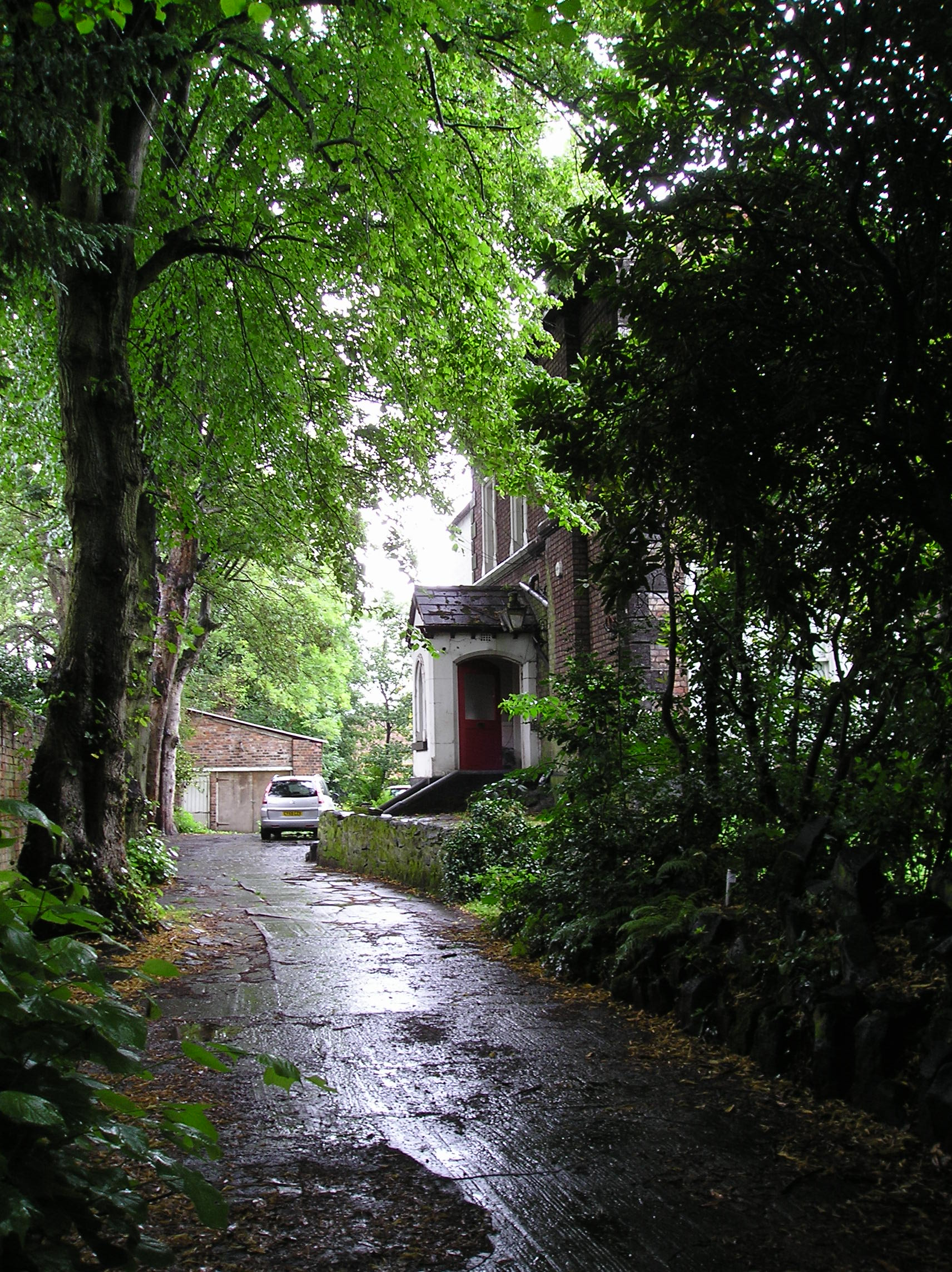
L’ingresso del Casbah Club

I Best abitavano all'8 di Hayman's Green, West Derby, in un edificio vittoriano costruito nel 1860 e un tempo sede dei circoli del locale Partito Conservatore.
Circondata da un ampio giardino, l'abitazione – frequentata da una folta schiera di amici dei due figli, Pete e Rory – possedeva anche un ampio locale interrato composto da sette stanze. La madre di Pete e Rory, Mona “Mo” Best, pensò di ristrutturare il locale per farne un luogo di ritrovo degli amici dei figli, e si ispirò a un vicino club, il Lowlands. Mentre Mo dipingeva un dragone sul soffitto, altri portarono dentro un bancone, tavolini e panche, e fu collocato in una stanza attigua l'occorrente per servire bibite, caffè e cibi dolci e salati. Il nome del club fu scelto in onore del film allora preferito dalla Best, Algiers (in italiano Un’americana nella Casbah), con Charles Boyer e Hedy Lamarr.
L'inaugurazione ufficiale ebbe luogo il 29 agosto 1959, ma senza la prevista esibizione dei Les Stewart Quartet. Il gruppo, di cui facevano parte fra gli altri George Harrison e Ken Brown, si era infatti sciolto a causa di litigi interni, e questo aveva reso necessario trovare un altro complesso per l'inaugurazione. Harrison ebbe allora l'idea di riaggregarsi con Brown a Lennon e McCartney ricomponendo così i Quarry Men, inattivi da diversi mesi e perciò di fatto separati. Il quartetto esordì in occasione dell'apertura del Casbah scatenando gli entusiasmi e rimase il gruppo fisso anche nei successivi due mesi. Sotto l'occhio vigile ed esperto dell'intraprendente proprietaria, il club divenne subito popolare fra i teenager amanti del rock, e già il primo giorno il numero delle tessere era di trecento, per giungere in breve tempo a mille. Era descritto come un locale «fantastico, caldo, rumoroso, fumoso, giovane, esclusivo, dinamico e pulsante». Dopo aver abbandonato il club per delle incomprensioni con Mo Best, i Beatles tornarono al Casbah a distanza di quasi un anno, il 3 agosto del 1960 e successivamente si esibirono dal 17 dicembre in poi, in modo discontinuo per tutto il 1961 e fino all'ultima data, il 24 giugno 1962.
Il Casbah Coffee Club giocò un ruolo chiave per il gruppo. Fu lì che i Quarry Men si riformarono, decidendo di riprendere il cammino insieme, fu lì che il 10 dicembre 1961 Brian Epstein discusse con loro se diventare il loro manager; lì ingaggiarono il loro primo batterista, Pete Best; lì trovarono il loro primo road manager, Frank Garner, e quello che sarebbe diventato il road manager fisso, Neil Aspinall.

### Cavern

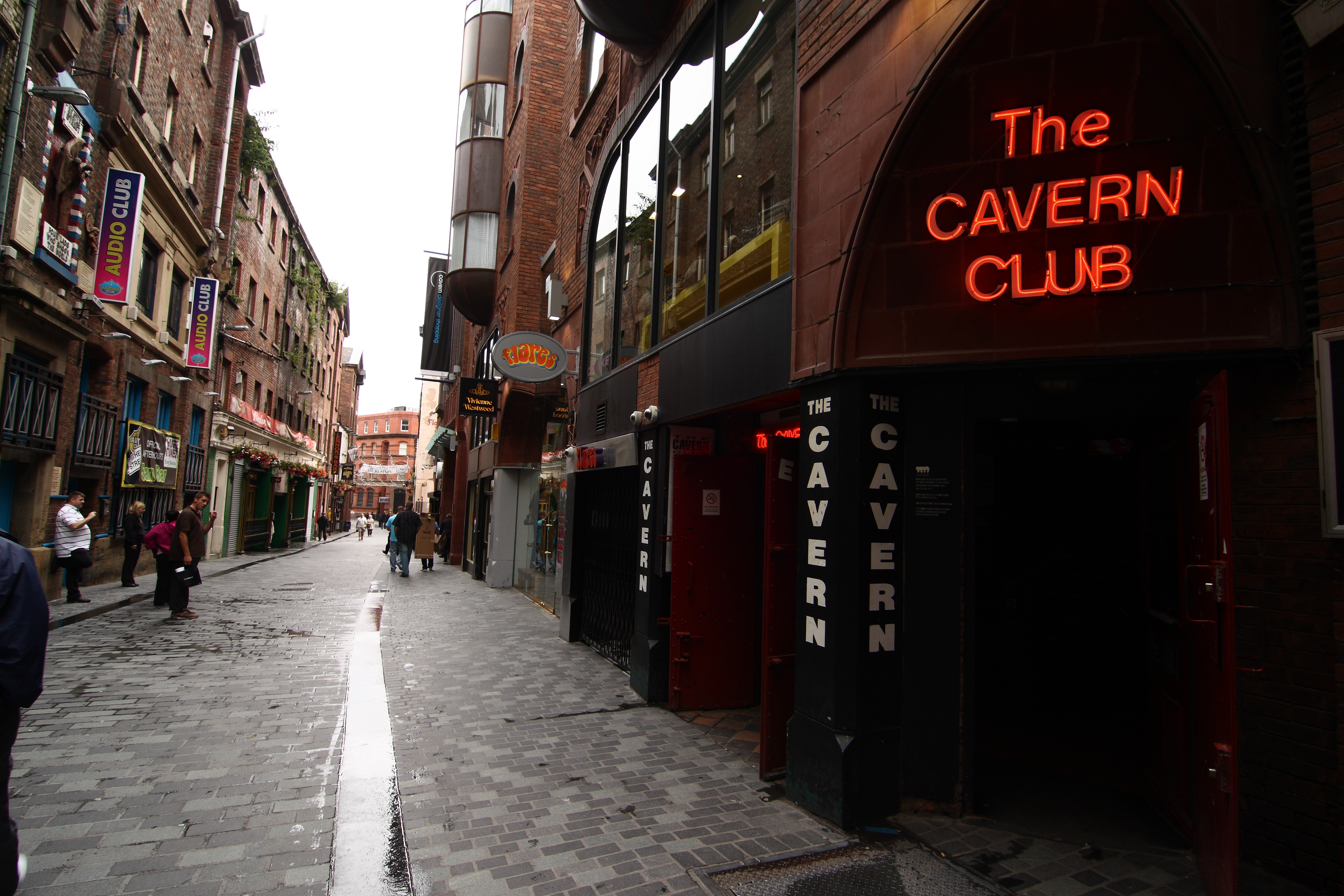
Mathew Street con l’ingresso del Cavern Club

Il locale, al 10 di Mathew Street, era in origine un magazzino ortofrutticolo interrato facente parte di un edificio di sette piani – usato durante la guerra come rifugio antiaereo – e si raggiungeva tramite una scala ripida e buia che sfociava in una cantina umida; non esisteva alcun sistema di aerazione, perciò il calore corporeo si condensava sul soffitto trasformandosi in acqua, e grondava lungo i muri sul pavimento spandendo tanfo di muffa e contribuendo a rendere l'ambiente soffocante e claustrofobico.
Il Cavern era nato come un club in cui si suonava solo musica jazz. Alan Sytner aveva rilevato il magazzino trasformandolo in un ambiente che si ispirava a un locale di Parigi, Le Caveau Français Jazz Club, e inaugurandolo il 16 gennaio 1957. Due anni dopo il club era stato acquistato da Ray McFall, ma gli spettacoli continuavano a essere riservati ai puristi del jazz, tanto che Rory Storm and the Hurricanes erano stati allontanati dal locale dove si stavano esibendo per essere usciti dal genere skiffle (allora considerato facente parte del jazz) e aver suonato un brano rock, Whole Lotta Shakin' Goin' On. Stessa sorte era toccata ai Quarry Men nella loro esibizione avvenuta nella primavera del 1957; anche in quell'occasione, per avere eseguito Blue Suede Shoes (un rock di Carl Perkins) e il successo di Elvis Presley Hound Dog, il gruppo era stato invitato a chiudere il concerto anticipatamente. Ma dopo due anni gli appassionati di jazz erano drasticamente diminuiti di numero a favore di quelli del rock’n’roll, perciò Ray McFall, gestore del locale dall'autunno del 1959, aveva deciso di riservare una sola serata al pubblico del jazz e di riconvertire il Cavern in un locale di rock, ospitando gruppi del luogo.

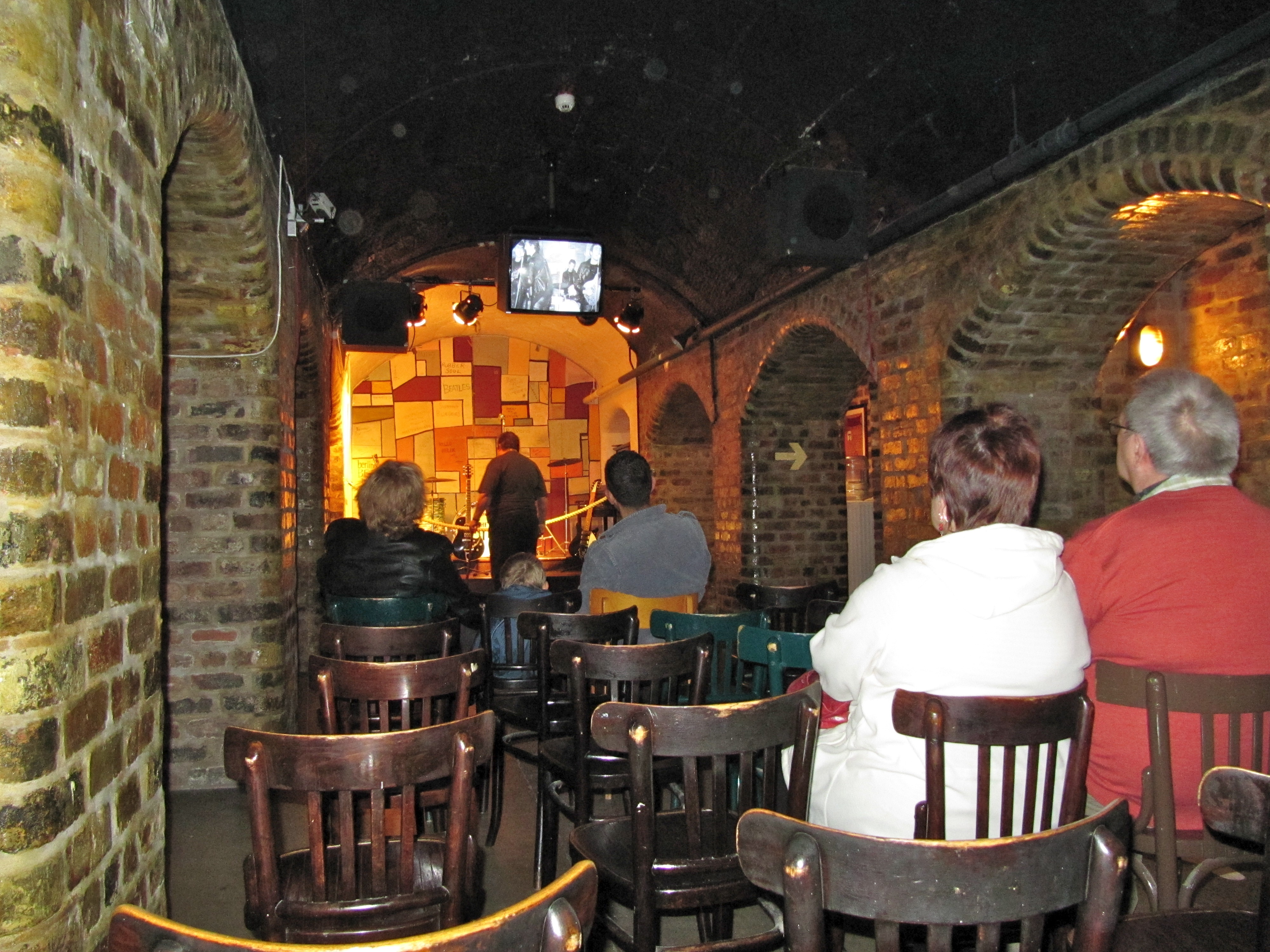
Ricostruzione degli interni del Cavern Club

Lo scantinato, che aveva un pavimento di cemento dipinto di rosso, era costituito da tre corsie – ciascuna larga circa tre metri – che procedevano parallele per trenta metri, separate da due file di archi. Il tunnel di destra aveva delle panche lungo la parete, in quello centrale erano disposte una decina di file di sedie che stavano di fronte a un palco di dimensioni ridotte, profondo due metri e mezzo e largo tre. Il locale era scuro, solo due spot rivolti al palco emettevano fasci di luce che attraversavano la densa nuvola di fumo delle sigarette. A sinistra del palco si trovavano i gabinetti, un angusto spogliatoio per gli artisti e il guardaroba. I due settori laterali, liberi da sedie, erano destinati al ballo, lo sfondo della corsia centrale, dietro al palcoscenico, era stato dipinto con figure che si ispiravano a Mondrian. Nella saletta a sinistra c'era anche la postazione dalla quale Bob Wooler, il presentatore, introduceva i gruppi che si portavano sul palcoscenico salendo tre gradini di cemento. Il ruolo di Wooler era anche quello di disc jockey del club. Persuaso del valore dei Beatles, si fece dare da George Harrison una copia di My Bonnie, incisa dal gruppo ad Amburgo, e la trasmise frequentemente, pubblicizzando allo stesso tempo i Beatles e i North End Music Stores di Whitechapel, a Liverpool, il punto vendita dove secondo Wooler si poteva più facilmente ottenere il 45 giri, direttamente o, se esaurito, su ordinazione. I Beatles esordirono al Cavern il 9 febbraio 1961 e calcarono il palcoscenico del locale quasi trecento volte, fino all'ultima esibizione che si svolse il 3 agosto 1963.
Nel 1973 il Cavern venne raso al suolo per far posto a un parcheggio in superficie e a un condotto di ventilazione per la metropolitana. In seguito alla morte di John Lennon, il comune di Liverpool decise di dare impulso alla ricostruzione del locale, e nei primi anni ottanta l'architetto David Blackhouse fu incaricato di disegnare il progetto, che consistette in un complesso denominato Cavern Walks comprendente anche un pub di nome Abbey Road, un museo dei Beatles e un gruppo bronzeo che riproduce il gruppo in concerto, scultura di John Doubleday. Il Cavern fu ricostruito, sempre al numero 10 di Mathew Street, reimpiegando in parte i mattoni dello stabile originario; il muro esterno presenta una superficie in mattoni su cui si possono leggere 1801 nomi di artisti che corrispondono ad altrettanti mattoni, corrispondenti a musicisti che nel tempo si sono esibiti nello storico locale. A metà degli anni ottanta, Ringo Starr fece realizzare una riproduzione del fondale originale posto dietro il palco, con gli autografi dagli artisti che vi si erano esibiti negli anni sessanta, e nel 1999, per il lancio del suo album Run Devil Run, Paul McCartney vi organizzò un concerto; all'interno è conservato il basso Höfner autografato dal musicista al termine delle riprese.

### The Grapes

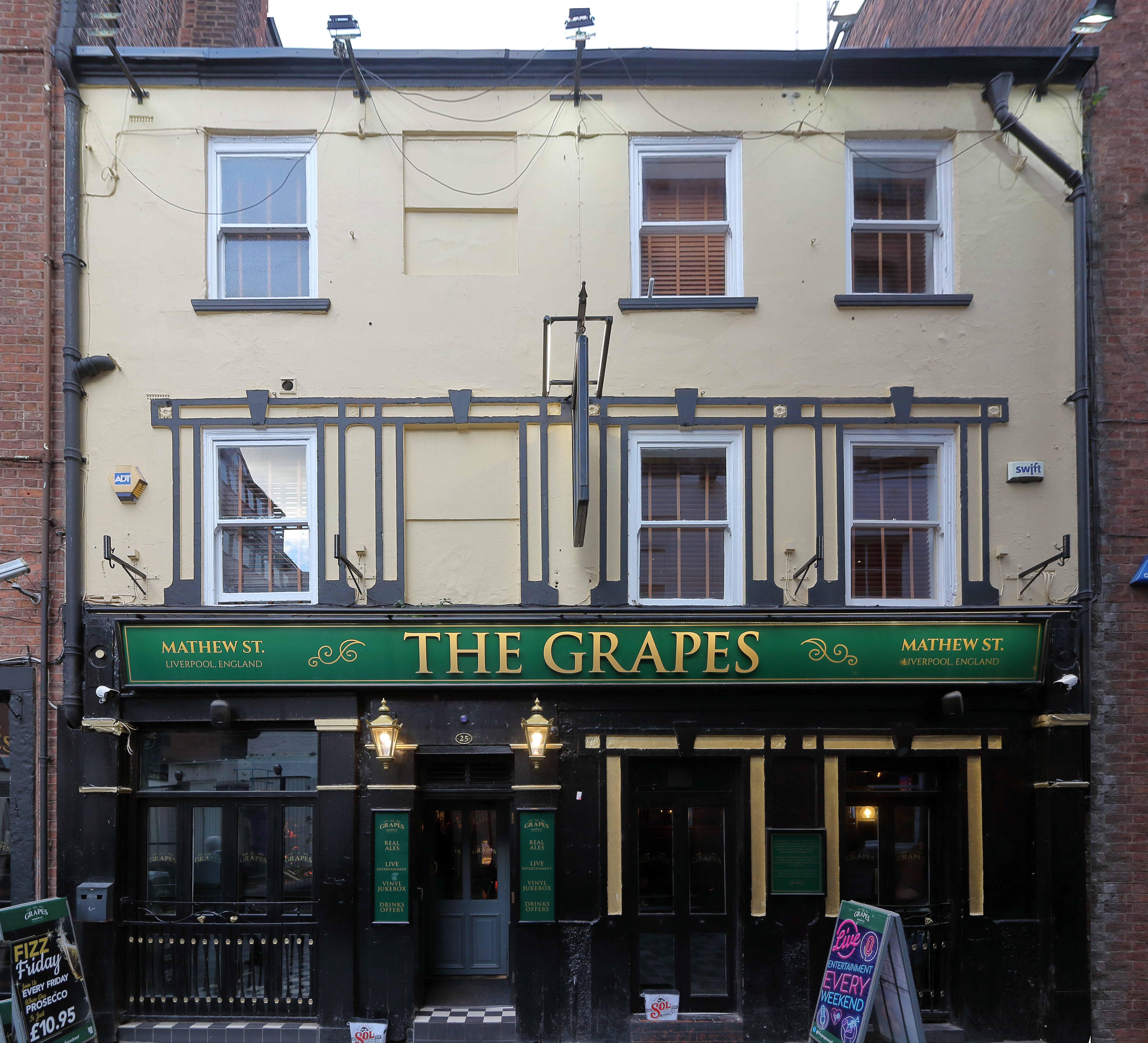
The Grapes in Mathew Street

Su Mathew Street, posto di fronte all'ingresso per gli artisti del Cavern, si trovava The Grapes, un pub che aveva trecento anni di vita e che conservava una stanza con la tappezzeria originale dell'epoca. Si trattava di un esercizio pubblico di foggia marinaresca, luogo di incontro dei portalettere dell'Istituto Poligrafico dello Stato di North John Street che si sedevano ai tavolini di legno del pub davanti a boccali di Guinness.
Siccome lo scantinato in cui aveva sede il Cavern era soffocante e non prevedeva, nonostante l'ampiezza, un ambiente confortevole in cui i musicisti potessero rilassarsi negli intervalli fra due esibizioni, i Beatles, alla fine dei loro concerti o negli intervalli, risalivano dal sotterraneo e, utilizzando l'uscita secondaria, affioravano all'aria aperta di fronte al pub; e lì, durante le pause oppure al termine degli spettacoli, avevano la possibilità di ristorarsi con un boccale di birra ale “black and tan” – al Cavern si somministravano soltanto bibite e caffè – e di soffermarsi a chiacchierare fra loro e a familiarizzare con i componenti di altre formazioni musicali, anch'essi frequentatori del locale. Spesso il gruppo faceva sosta al Grapes anche prima di imboccare l'entrata del club, per una birra consumata in velocità.
Era il 9 novembre 1961 quando Brian Epstein e i Beatles – reduci da un'esibizione all'ora di pranzo immediatamente seguita dal primissimo contatto fra il gruppo e il loro futuro manager – riaffiorarono provenienti dall'umida e buia cantina del Cavern e si diressero proprio al Grapes, fermandosi al pub a conversare assieme di musica e delle ambizioni che i quattro nutrivano in campo artistico, avviando in quell'occasione una fertile e proficua collaborazione.
Il locale fu teatro di un'altra vicenda collegata alla vita dei Beatles. A metà agosto del 1962, Pete Best, subito dopo essere stato licenziato da Brian Epstein, andò ad affogare il proprio dispiacere al Grapes, dove si ubriacò di birra e fra i fumi dell'alcol raccontò dettagliatamente agli avventori tutti i particolari della discussione che si era tenuta nell'ufficio di Epstein e in cui il manager gli aveva dato il benservito. In considerazione della posizione strategica del pub e della clientela composta prevalentemente da musicisti e da fan, la notizia dell'allontanamento del batterista si sparse in un baleno nell'ambiente musicale della città.

### Iron Door

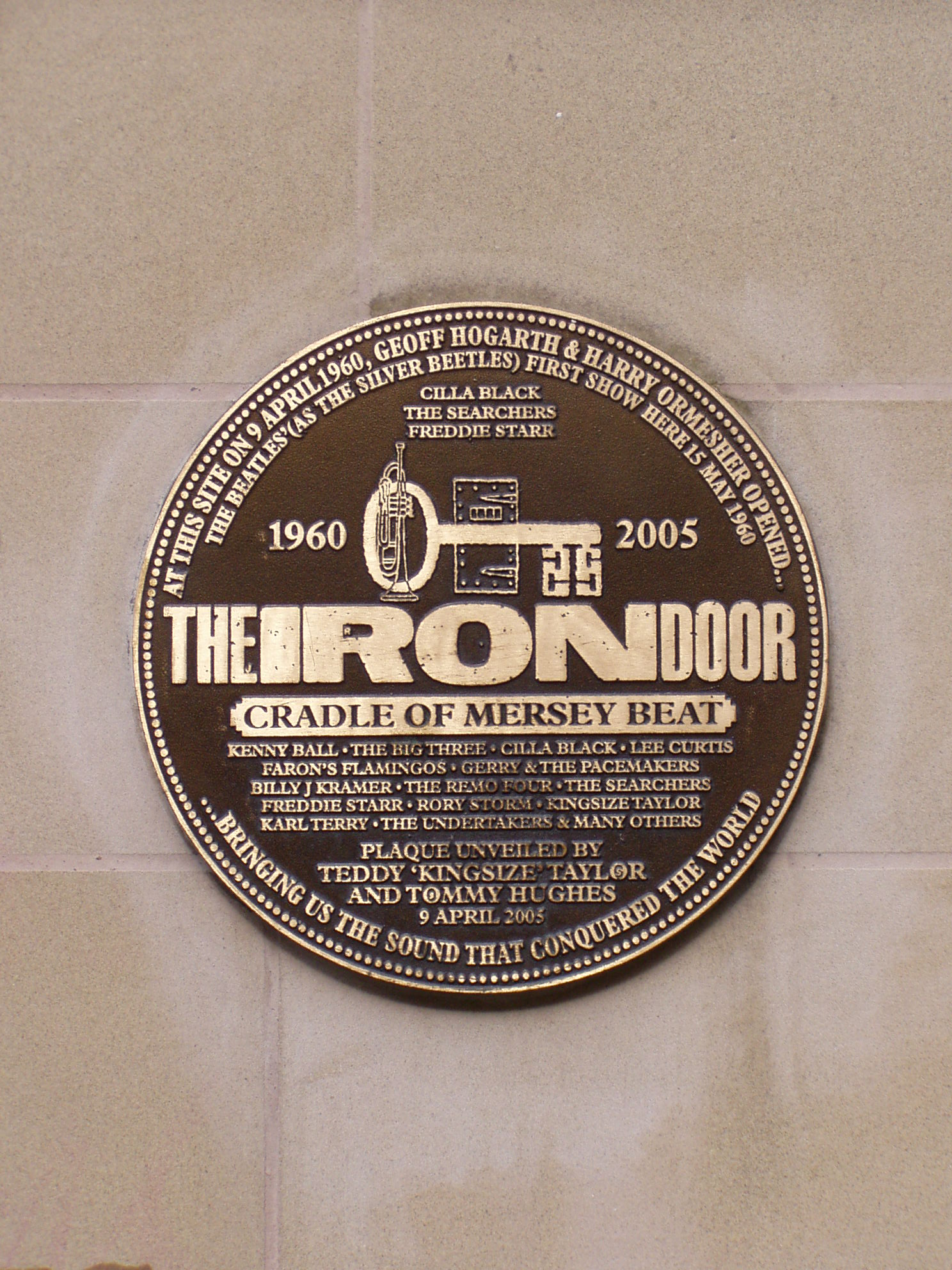
La targa dell’Iron Door

Temple Street è una stradina che collega Dale Street a Victoria Street e che corre parallela a Stanley Street, a una cinquantina di metri a est e pertanto non lontana da Mathew Street. Il 13 di Temple Street è situato a metà della via, e negli anni cinquanta a quel numero si trovava uno scantinato che fungeva da magazzino per l'imballaggio di panetti di burro. Geoff Hogarth e Harry Ormesher decisero di trasformare la cantina in un club musicale che venne battezzato “Iron Door” per via dell'ingresso chiuso da una porta di ferro. Secondo le tendenze dell'epoca, il locale ospitava gruppi di musica jazz, proprio come il Cavern. Le somiglianze con lo storico locale di Mathew Street si estendevano all'ambiente insalubre: si trattava anche in questo caso di un locale soffocante, maleodorante ed estremamente umido. Ma, al contrario del Cavern, era possibile consumare bevande alcoliche, e questo rendeva il clima tumultuoso per le frequenti risse.
Il 6 marzo del 1961, i Beatles fecero la prima apparizione al club in un concerto serale. Sam Leach, un dinamico impresario del luogo, decise di utilizzare il locale – che era stato intanto rinominato Liverpool Jazz Society – per una maratona notturna che avrebbe visto i Beatles (che, come Silver Beetles, avevano già calcato il palco dell'Iron Door il 15 maggio 1960) alternarsi assieme ad altri undici gruppi rock dalle 20:00 dell'11 marzo 1961 alle 8 del mattino successivo. La formazione si esibì assieme ai complessi musicali più popolari a Liverpool, fra i quali Kingsize Taylor & the Dominoes, Rory Storm & the Hurricanes, e Gerry & the Pacemakers. La non stop fu un successo di pubblico: il magazzino, che poteva ospitare un massimo di mille spettatori, grazie al ricambio continuo permise a duemila persone di assistere al concerto notturno. Lennon e compagni tornarono per dei concerti pomeridiani o serali il 13, il 15 e il 17 dello stesso mese, intervenendo assieme a Rory Storm che nell'occasione era accompagnato da un gruppo composto da musicisti ospiti.
Divenuto successivamente lo Storyville Jazz Club, il locale ospitò di nuovo tre concerti dei Beatles a distanza di un anno esatto. Dopo qualche mese, nell'ottobre del 1962, riprese il nome originario “Iron Door”, che mantenne fino alla chiusura avvenuta nel 1964. Più tardi, seguendo la sorte del Cavern, venne demolito per la costruzione di un parcheggio. Dal 2012 al suo posto sorge un fabbricato di uffici e l'unico ricordo che rimane è una targa bronzea inaugurata nel 2005 da Kingsize Taylor e che ricorda la storica esibizione dell'11 marzo 1961.

### Empire Theatre
Carroll Levis era un impresario canadese che in Gran Bretagna promuoveva spettacoli sostenendo la partecipazione di gruppi locali. A Liverpool, in collaborazione con il quotidiano del luogo che aveva propagandato la notizia, Levis riunì i giovani talenti della zona convocandoli all'Empire Theatre.

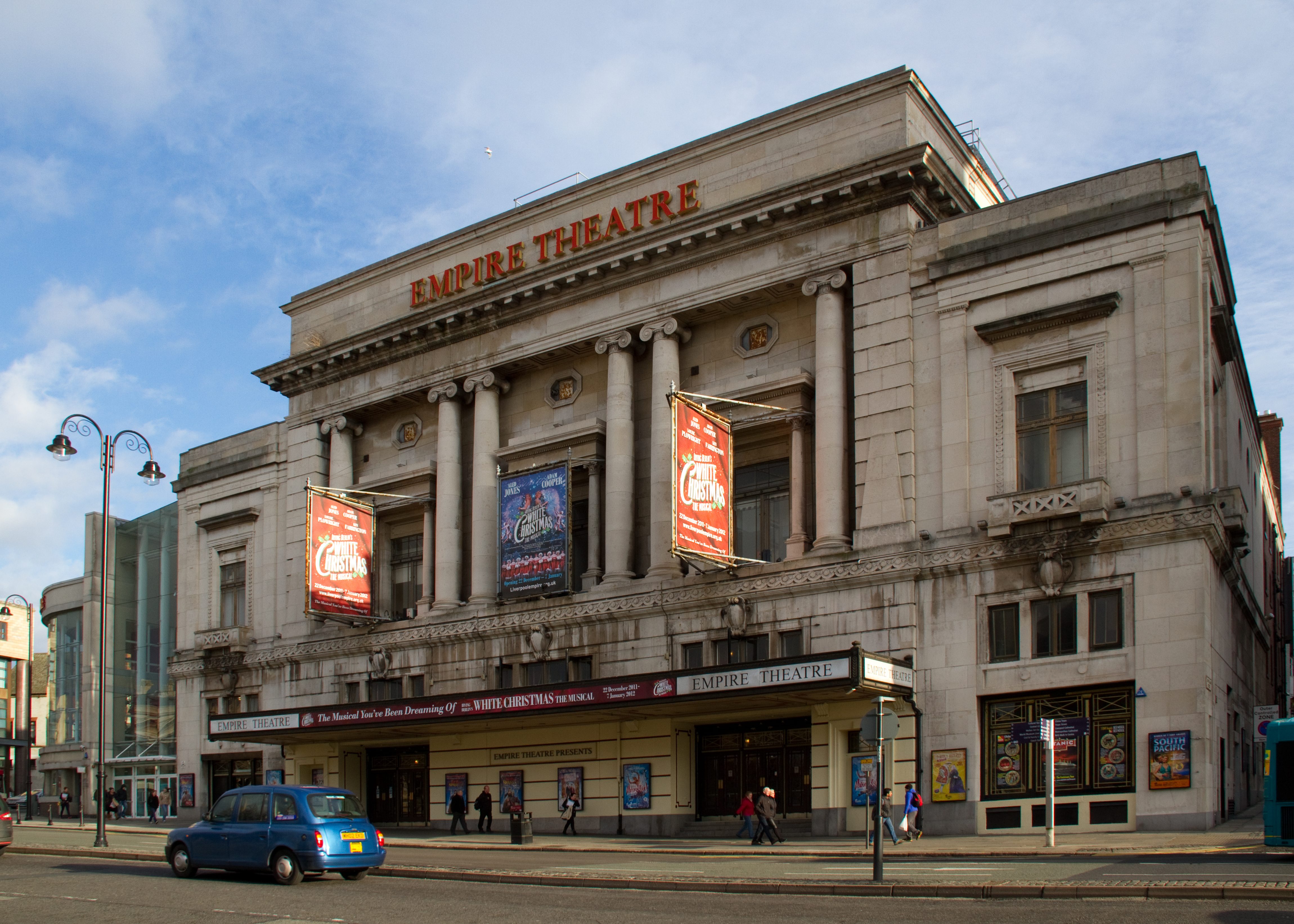
L'Empire Theatre

La facciata del teatro dava su Lime Street, e l'edificio si trovava nell'isolato trapezoidale fra questa strada, Lord Nelson Street a sud, Pudsey Street alle spalle e London Road a nord, situato all'attacco settentrionale di Lime Street. Era il principale teatro che ospitava concerti dal vivo, e aveva una capienza di 2.300 posti; nel 1956, Paul era rimasto all'esterno dell'edificio in attesa che Lonnie Donegan si presentasse con lo Skiffle Group per le prove di mezzogiorno del proprio concerto, traendone un'impressione di grande signorilità e gentilezza che non avrebbe dimenticato. E dopo quell'episodio, cominciò a richiedere al padre una chitarra.
Su sollecitazione del Liverpool Echo, il 9 giugno 1957 i Quarry Men confluirono all'Empire Theatre, dove si misurarono in un'appassionante quanto controversa sfida musicale con un altro gruppo, il Sunnyside Skiffle Group – proveniente dal non lontano Galles del nord –, che risultò vincitore. I Quarry Men contestarono la regolarità della gara ma, seppur amareggiati, fecero tesoro di quell'esperienza perché la vittoria dell'altro gruppo era in parte dovuta alla capacità di tenere la scena, aspetto che invece il gruppo di Lennon aveva sino ad allora ignorato.
Due anni dopo, nelle tre domeniche dell'11, 18 e 25 ottobre, Johnny and the Moondogs (quello era il nuovo nome dei Quarry Men), in competizione con altri gruppi suonarono all'Empire conquistando la finale che si sarebbe svolta a Manchester. La prima presenza al teatro col nome Beatles risale al 28 ottobre 1962, in un'apparizione assieme ad altri otto artisti fra i quali Little Richard. Nelle locandine che pubblicizzavano l'evento, il loro nome si leggeva con lo stesso rilievo di quello del rocker statunitense, e questo fu il segnale che il gruppo ormai si stava affermando anche fuori dai confini del Merseyside.
Dopo tre esibizioni tenute nel 1963 e una nel novembre 1964, il gruppo, reduce dai successi travolgenti in tutto il mondo, il 5 dicembre 1965 si esibì in un doppio concerto nel luogo che li aveva visti muovere i primi passi otto anni prima. Ma ormai la celebrità raggiunta era tale che le richieste di biglietti furono quasi venti volte superiori alle capacità del teatro raggiungendo la cifra astronomica di 40.000. Quella fu l'ultima volta che il palcoscenico dell'Empire Theatre fu calcato dai Beatles. E fu anche l'ultima in cui il gruppo avrebbe suonato della nativa Liverpool.

## Amburgo

### Bambi Kino

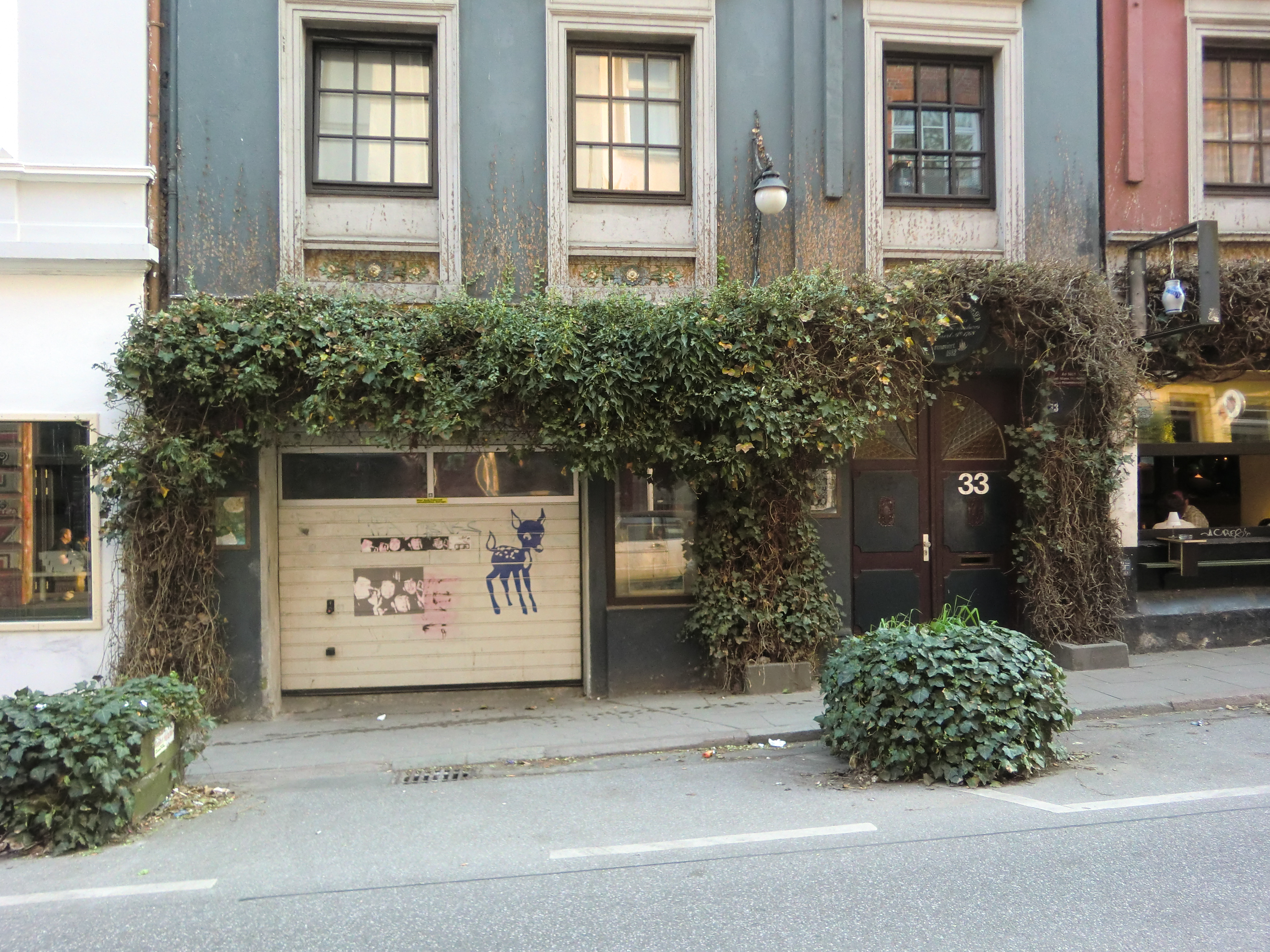
L’esterno del Bambi Kino

Giunti ad Amburgo la sera del 16 agosto 1960, i cinque ragazzi di Liverpool furono condotti in perlustrazione dal loro impresario tedesco Bruno Koschmider al Kaiserkeller e successivamente all'Indra e poi, alle undici di sera, invece di essere portati in albergo come si aspettavano, vennero alloggiati da Koschmider nei locali del retro del Bambi Kino, un cinema di sua proprietà, che a causa del loro aspetto squallido furono definiti da Pete Best il “buco nero di Calcutta”.
Il Bambi Filmkunsttheater, meglio noto in zona come il Bambi Kino, era una sala cinematografica dove si proiettavano film a luci rosse alternati a pellicole western e noir. Si trovava non lontano dall'Indra, al 33 della Paul-Roosen Straße, strada in cui confluiva la Große Freiheit. I tre vani annessi al cinema e destinati al gruppo erano spogli e tetri: le pareti erano di cemento, senza traccia di tappezzeria né di pittura, e mancavano anche i bagni e il riscaldamento. In una stanza c'erano due brande e un divano, e i due stanzini ciechi erano così angusti da contenere a mala pena il letto. Questi ultimi furono occupati da Paul e da Pete Best; nella stanza più grande si sistemarono John e Stu, e George si accaparrò il divano; ma lo squallore, la ristrettezza e il freddo erano attutiti dalla compagnia notturna delle numerose ammiratrici.
In assenza di servizi, per l'igiene personale utilizzavano i gabinetti del cinema vicini ai tre vani, in particolare quello delle signore perché più pulito. Usavano il lavandino per lavarsi e per radersi, e durante la loro permanenza al Bambi Kino non poterono mai farsi una doccia. Lì fecero amicizia con la custode dei bagni, Rosa Huffmann (che chiamavano affettuosamente Mutti), che li prese a benvolere riservando loro asciugamani puliti e scaglie di sapone.
Quando il gruppo, allettato da un ambiente diverso e da nuovi stimoli, cominciò a frequentare il Top Ten impegnandosi in jam session assieme a Tony Sheridan e i Jets – la formazione fissa del club –, un Koschmider furibondo considerò queste esibizioni come la volontà di rompere il contratto che non consentiva al complesso di suonare in altri club della zona. I Beatles approfittarono per abbandonare i cupi locali del vecchio alloggio e trasferirsi nella più confortevole mansarda del Top Ten. Una sera, Paul e Pete Best ritornarono al Bambi Kino a riprendere i loro effetti personali, e per illuminare gli ambienti diedero fuoco a un preservativo così da poter riempire in fretta la valigia. L'incidente diede il pretesto a Koschmider di vendicarsi per l'inadempienza contrattuale: i due vennero denunciati e accusati di aver voluto incendiare il cinema e l'episodio volutamente ingigantito costò loro l'arresto e l'espulsione dal territorio tedesco.

### Indra

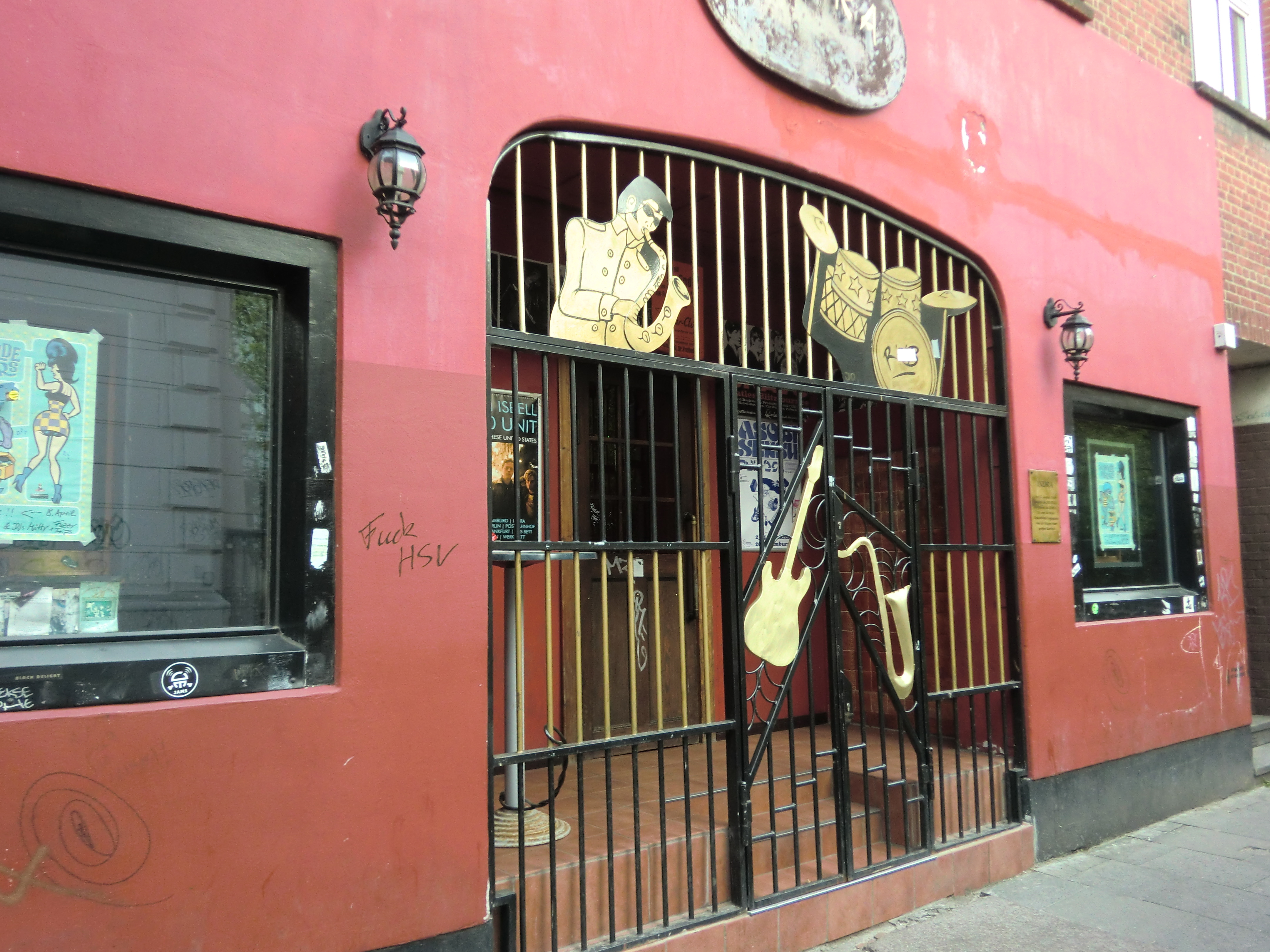
La facciata esterna del locale

Fu il primo locale in terra tedesca dove il gruppo si esibì. L'Indra si trovava in una traversa della Reeperbahn, al numero 64 di Große Freiheit, una strada acciottolata su cui si affacciavano club di striptease e locali a luci rosse, come in tutto il quartiere San Pauli nel quale fioriva la prostituzione in esposizione.
Di proprietà di Bruno Koschmider che lo aveva aperto nel 1950, lo squallido locale esternamente aveva l'aspetto di un'impresa di onoranze funebri e all'interno era arredato con quattro tavoli a destra e due a sinistra. Ciascun tavolino era illuminato da una lampada con un paralume rosso, il tutto su una spessa moquette che copriva il pavimento; e in fondo si trovava il palco dove si esibivano le spogliarelliste. Il posto, che poteva accogliere non più di sessanta persone, era poco adatto alla musica perché i pesanti drappeggi rossi alle pareti e il tappeto smorzavano i suoni. Tuttavia i Beatles si esibirono nel locale a partire dal 17 agosto 1960 e consecutivamente per quarantotto serate. E fu un'esperienza determinante, non solo dal punto di vista musicale dal momento che il gruppo dovette imparare anche le tecniche di seduzione per attirare folla in quel locale agli inizi semideserto. Dopo meno di due mesi, le proteste dei vicini per il rumore assordante costrinsero Koschmider a riconvertire l'Indra in un locale di striptease. Per non perdere il seguito che i Beatles avevano conquistato, decise di dirottarli al Kaiserkeller, dove si sarebbero alternati con Rory Storm and the Hurricanes.

### Kaiserkeller

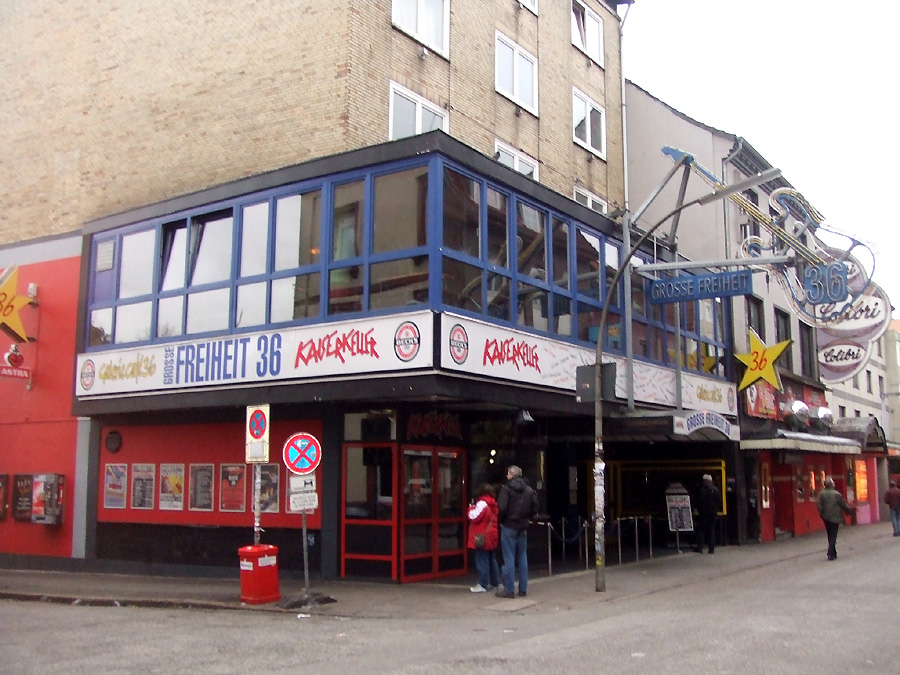
Il Kaiserkeller (2012)

Il club si trovava nella stessa strada dell'Indra, al numero 36, all'angolo con Schmuckstrasse. Anch'esso di Bruno Koschmider, il Kaiserkeller costituiva un salto qualitativo rispetto all'Indra, essendo assai più spazioso tanto da poter accogliere 300 spettatori.
Spinta la porta a vetri, ci si trovava in un ambiente arredato in stile marinaresco: il bancone a forma di una nave, i tavolini che sembravano barili o parapetti di un'imbarcazione, reti da pesca decorative pendenti dal soffitto, oblò alle pareti e ornamenti di ottone, tutto materiale proveniente dal porto. A paragone con l'Indra, il palco era più ampio e l'acustica non risentiva di tendaggi pesanti, anche se l'ambiente era più violento e le risse scoppiavano in continuazione. Per questa ragione i camerieri venivano reclutati fra i praticanti di boxe e costituivano un drappello di duri, capeggiati da Horst Fascher, che andava sotto il nome di “Gang di Hoddel”. Per la routine erano forniti di pesanti stivali di cuoio e di sfollagente. I fucili a gas lacrimogeno erano invece riservati per le occasioni in cui l'aria si faceva pesante.
Quando entrò in funzione lo Star-Club, il Kaiserkeller non riuscì a fronteggiare la concorrenza e tornò a essere un locale a luci rosse col nome di Colibri.
Al Kaiserkeller i Beatles si incontrarono e familiarizzarono con Klaus Voormann prima e poi con la sua ragazza Astrid Kirchherr e l'amico Jürgen Vollmer, tre studenti d'arte che, venuti in contatto col gruppo casualmente, avrebbero avuto un ruolo determinante nell'evoluzione estetica dei Beatles. A causa del loro aspetto esteriore, i tre vennero catalogati come “esistenzialisti” – termine che Lennon provvide a contrarre in “Exis” – e, calamitati dal fascino dei ragazzi di Liverpool, li seguirono negli altri locali amburghesi dove i Beatles si esibirono dopo aver lasciato il Kaiserkeller.
Dal punto di vista artistico, l'incontro più significativo ebbe luogo nell'ottobre del 1960, quando Lennon, McCartney e Harrison si ritrovarono in una session estemporanea all'Akustik Studio con due elementi del gruppo di Rory Storm con il quale al Kaiserkeller i Beatles dividevano il palco, il bassista Lou Walters e Ringo Starr, e assieme registrarono tre brani. Fu la prima occasione in cui Starr suonò con quelli che sarebbero stati i futuri compagni.

### Top Ten

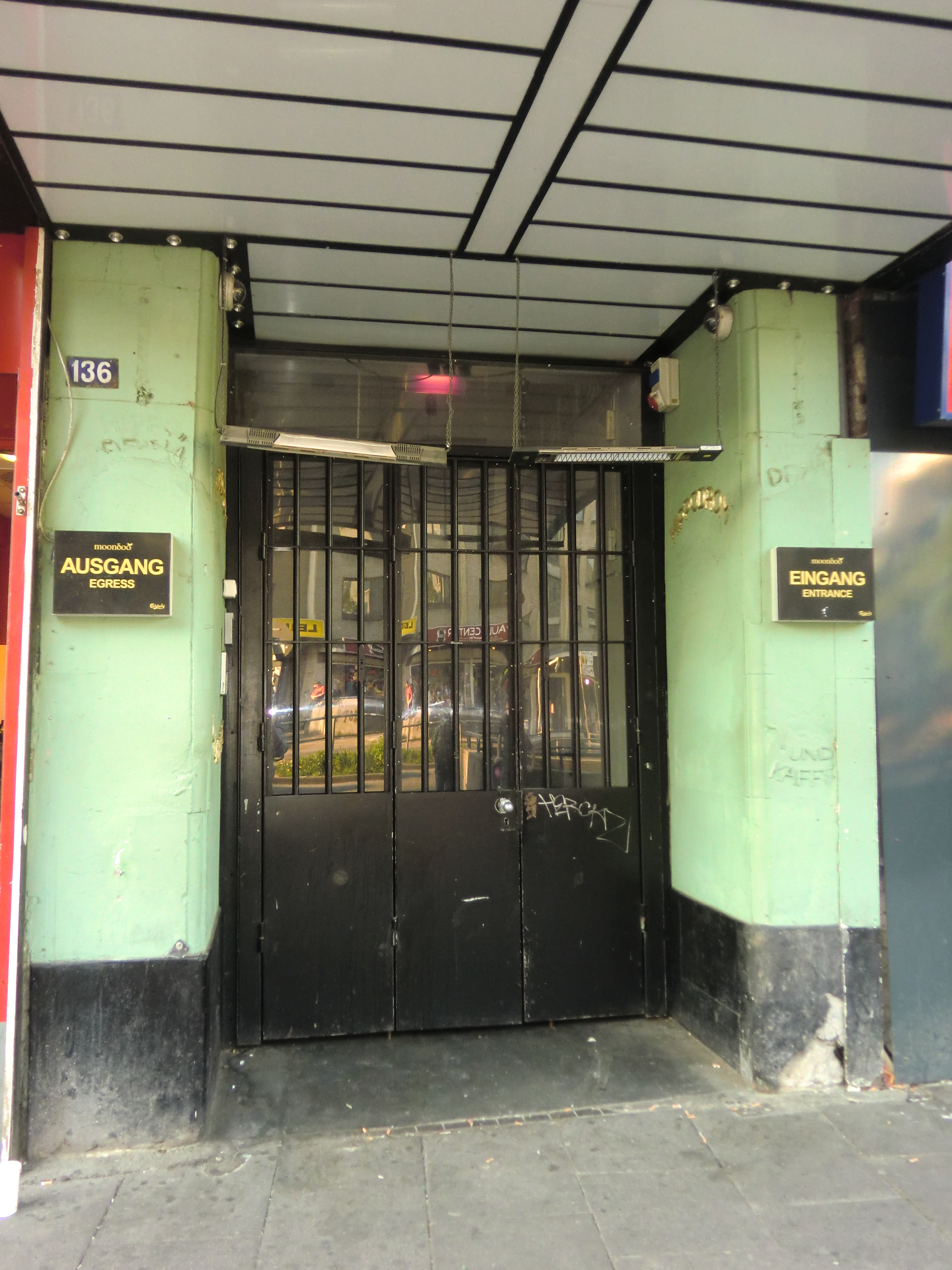
L’ingresso del club (2011)

In competizione con il Kaiserkeller, nel novembre 1960 Peter Eckhorn aprì sulla Reeperbahn, al 136, il Top Ten, trasformando The Hippodrom – un ampio locale a luci rosse posto a pianterreno – in un club per musica rock che in breve tempo divenne il fulcro dell'attenzione degli appassionati del genere. Le dimensioni interne erano pressoché analoghe a quelle del Kaiserkeller: dentro, una pista quadrata era posta di fronte al palco ed era circondata da una ventina di tavoli.
Il gestore del club fiutò le potenzialità dei Beatles e li chiamò come banda fissa a rimpiazzare i Jets quando questi tornarono in Inghilterra. Eckhorn aveva convinto il violento buttafuori Horst Fascher – oltre a Rosa Huffmann, addetta ai gabinetti – a trasferirsi nel suo nuovo locale, ma ovviamente importò non solo il personaggio ma anche i suoi metodi spicci. Anche qui il personale girava con manganelli e tirapugni, né mancavano i fucili a gas per le circostanze altrimenti ingestibili.
Al Top Ten i Beatles furono contattati dal compositore e talent scout tedesco Bert Kaempfert che chiese loro di registrare assieme a Tony Sheridan per la Polydor Records. Il risultato fu, tra le altre, My Bonnie, 45 giri che in seguito a Liverpool avrebbe destato la curiosità di Brian Epstein.
I tre “Exis” Klaus Voorman, Astrid Kirchherr e Jürgen Vollmer, assieme a Sutcliffe quando questi aveva lasciato il gruppo, tornarono spesso al Top Ten a vedere gli amici nelle loro performance, seduti accanto al pianoforte sulla sinistra del palco.

### Star-Club

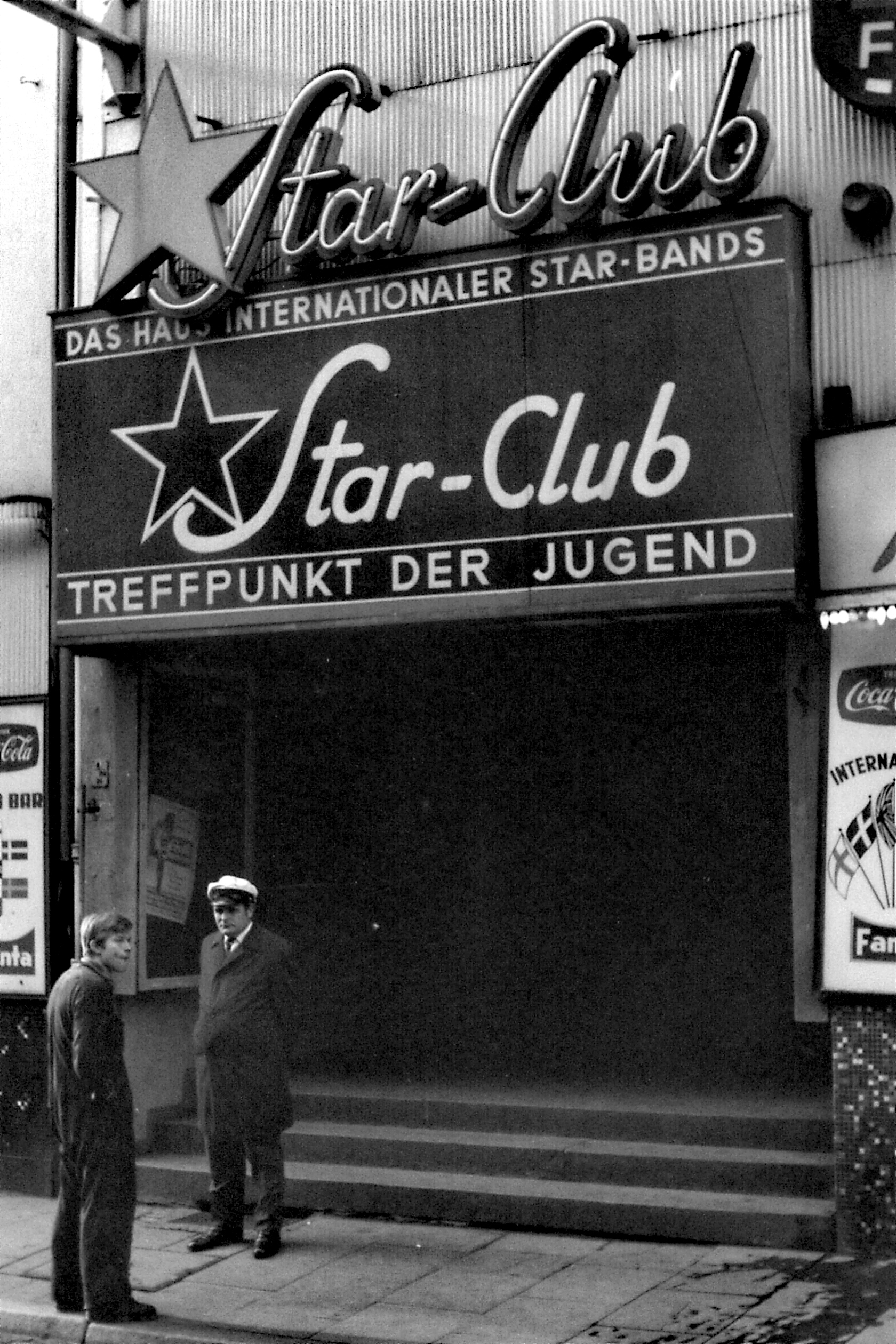
Ingresso del locale, 1968

Se due anni prima Amburgo aveva riservato a un oscuro gruppo musicale di Liverpool lo squallore dell'Indra, nell'aprile del 1962 lo stesso quartetto sull'onda della popolarità veniva accolto calorosamente allo Star-Club.
Il nuovo locale – che poteva ospitare fino a 2.000 spettatori – aveva preso il posto dello Stern Kino, un cinema al 39 di Große Freiheit, e lo stabile era stato ristrutturato in un complesso a più piani: l'ampio piano terra era riservato alla musica e alle esibizioni live, con legno alle pareti e tappeti sui pavimenti, divanetti chiari addossati ai muri, un piccolo palco girevole e un enorme fondale che raffigurava Manhattan. Il piano superiore (l'Erotic Film Night Club) era destinato agli spettacoli di striptease e alle proiezioni di film hard 24 ore su 24. Il secondo piano era sede degli uffici della direzione. L'ingresso era illuminato da un'enorme stella, simbolo del locale, e fronteggiava il Colibri, un nuovo locale a luci rosse sorto al posto del Kaiserkeller.
Il gestore, che si chiamava Manfred Weissleder, aveva messo in piedi un'organizzazione di stampo criminale che, dopo aver fatto fuori tutti i concorrenti nella Große Freiheit, controllava trecento prostitute dell'est che esercitavano in sedici locali del quartiere. Una figura familiare era a capo della sicurezza: si trattava di Horst Fascher, già buttafuori al Kaiserkeller e al Top Ten, che era stato convinto a passare allo Star-Club, arrivando col suo bagaglio di esperienza e di sbrigative tecniche dissuasive.

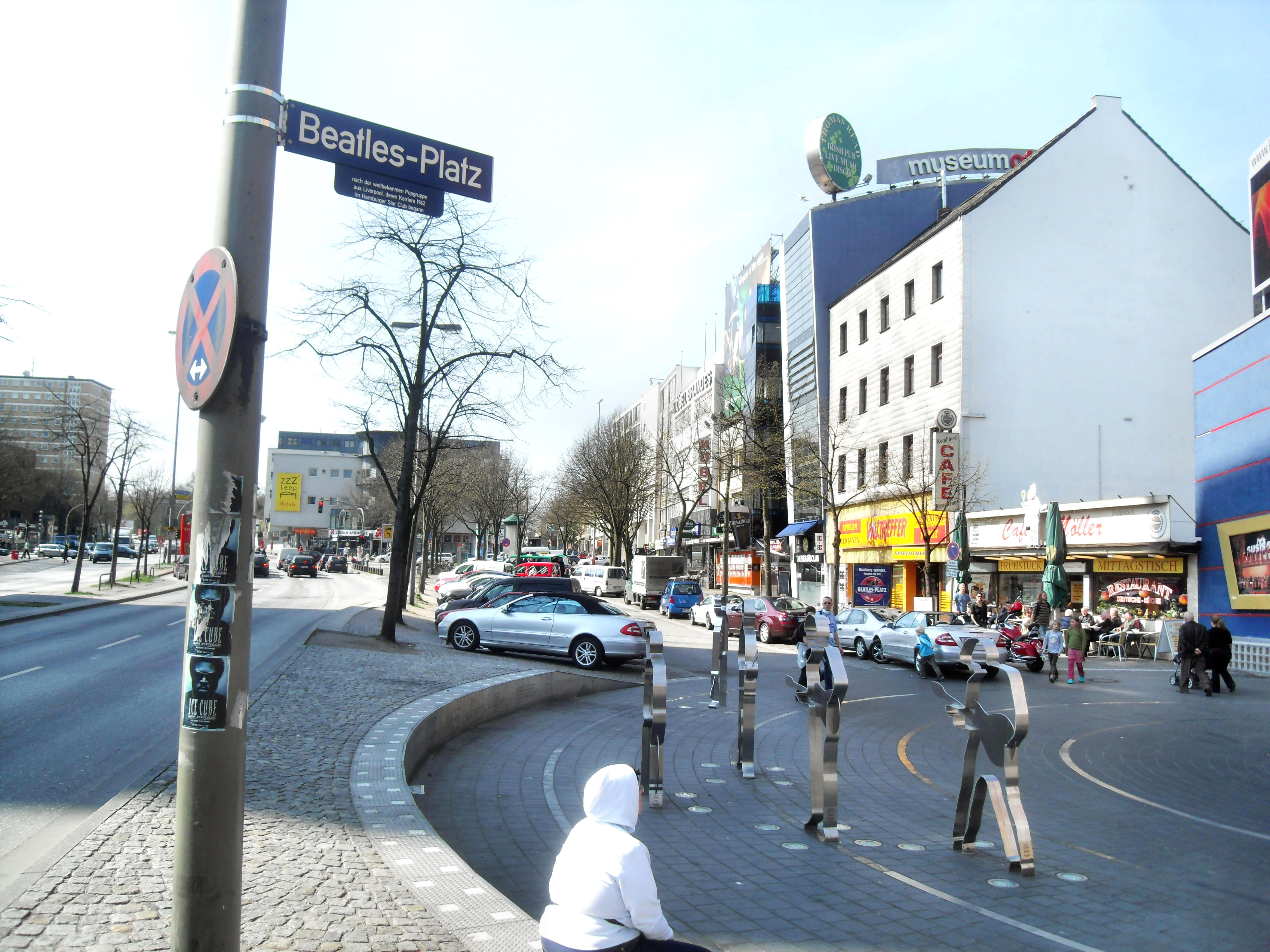
La Beatles-Platz sulla Reeperbahn

Il club venne inaugurato il 13 aprile del 1962 con il primo dei concerti che i Beatles avrebbero tenuto nel periodo aprile-maggio (alternandosi ai leggendari Gene Vincent e Little Richard) e nei successivi novembre e dicembre. Allo Star-Club i Beatles conobbero Billy Preston, l'allora quindicenne tastierista del gruppo di Little Richard che avrebbe collaborato con il quartetto a fine anni sessanta. Il locale chiuse i battenti nel giugno del 1964, e diversi tentativi infruttuosi furono messi in atto per rilanciare il club. L'edificio fu distrutto da un incendio negli anni ottanta.
Progettata e realizzata in omaggio al periodo amburghese del gruppo di Liverpool, sulla Reeperbahn alla confluenza con Große Freiheit si trova la Beatles-Platz, una piazza di forma circolare e con la pavimentazione scura, a richiamare un disco di vinile.

## Londra

### Wimpole Street

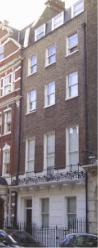
La palazzina georgiana al 57 di Wimpole Street

Dopo una serie di residenze precarie, il numero 57 di Wimpole Street fu per Paul McCartney il primo alloggio stabile a Londra. Paul aveva conosciuto Jane Asher, promettente attrice diciassettenne con la quale aveva iniziato una relazione amorosa. Cominciò a frequentare casa di Jane, a respirarne e apprezzarne l'aria colta e raffinata da upper class che aleggiava – il padre di Jane era un noto psichiatra, originale e amabile, la madre un'insegnante di musica che aveva avuto George Martin fra i suoi allievi del corso di oboe – e a familiarizzare coi suoi genitori e col fratello Peter, finché fu la stessa Jane a proporre a Paul di trasferirsi a casa sua a Wimpole Street. Paul, che avrebbe avuto una stanza tutta per sé, non ci pensò due volte.
La casa degli Asher, situata nella zona di Marylebone, era una palazzina in stile georgiano in una via ricca di richiami storici e letterari. Nel 1937 il pittore René Magritte aveva vissuto e lavorato per un paio di mesi al 35 di Wimpole Street. Un altro numero, il 67, reca la targa che commemora lo storico Henry Hallam che aveva vissuto lì dal 1819 al 1840. Frederick Treves, il celebre medico, aveva abitato al numero 6 della strada. Nel 1891 Arthur Conan Doyle aveva lo studio medico al 2 della parte superiore di Wimpole Street. E il numero 50 della stessa via era stata la casa di Elizabeth Barrett, poetessa inglese che nel 1846 aveva sposato il poeta Robert Browning. Tutto ciò contribuiva alla progressiva maturazione culturale del giovane McCartney.
Il primo piano consisteva nel salotto dove c'era un pianoforte a coda che Mr Asher si dilettava a strimpellare. Al secondo piano il salottino di Mrs Asher, abitualmente il posto di riunione della famiglia, spesso attorno al caminetto in stile vittoriano. Il terzo piano era occupato dalle camere di Jane e della sorella Clare, l'ultimo piano era composto da un bagno e due camere, una in cui dormiva Peter Asher e l'altra che divenne il rifugio di Paul per tre anni. La sistemazione dava ai due giovani l'opportunità di ascoltare musica assieme e di fare lunghe chiacchierate sulla loro comune passione.
La stanza in cui Paul alloggiava dava su Browning Mews, sul retro dell'edificio, su cui si apriva l'unica finestra. Prima di avere un pianoforte in camera, l'arredamento era costituito da un letto a una piazza e da un grande armadio. Il fatto di abitare in una mansarda non solo dava a Paul la sensazione di essere tanto “bohémien” ma si dimostrò un'efficace via di fuga quando, con il crescere della popolarità, l'ingresso di Wimpole Street era presidiato da una folla di fan. In quei casi, Paul usciva dalla finestra e montava su uno stretto cornicione. Camminando con cautela, raggiungeva l'abitazione di un ex colonnello dell'esercito, entrava a casa del militare, scendeva in ascensore fino al seminterrato dove abitava una coppia, traversava la cucina e finalmente era all'aria aperta in Browning Mews. Poi girava a sinistra, superava l'arco e si trovava in New Cavendish Street, da cui si poteva dileguare indisturbato.
La casa aveva anche uno scantinato malmesso, pieno di leggii e spartiti, dove la madre di Jane impartiva lezioni di oboe e altri strumenti – e dove Mrs Asher insegnò a Paul a suonare il flauto dolce, che spunterà in The Fool on the Hill. In quella stanza – in cui c'era anche un pianoforte in dotazione –, da solo o assieme a John avrebbe composto un numero enorme di pezzi: fra essi, I Want to Hold Your Hand, Every Little Thing, And I Love Her, Eleanor Rigby, I’m Looking Through You, I’m Down, I’ve Just Seen a Face, Yesterday, In My Life. In visita a Wimpole Street, Janet Vaughan (moglie del suo vecchio amico di Liverpool Ivan e insegnante di francese) tradusse per Paul i due versi iniziali di Michelle e sempre lì, nel marzo del 1964, Paul conobbe Marianne Faithfull.

### Montagu Square

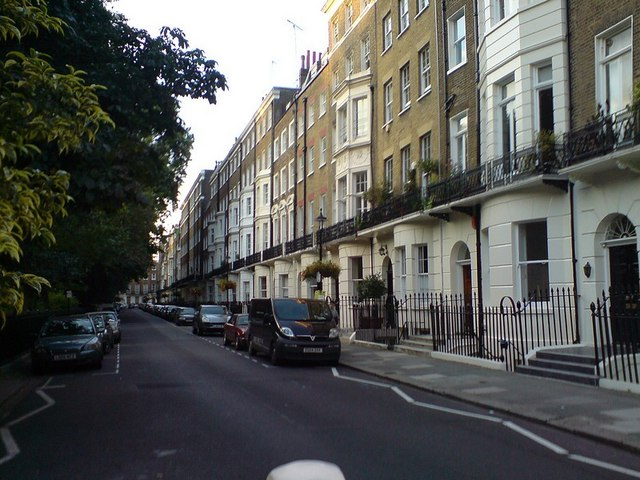
Fila di case in Montagu Square, sullo sfondo l’isolato che dà su Montagu Place

Montagu Street congiunge Marylebone Road a nord e Seymour Street a sud, e varie laterali la collegano a est a Gloucester Place prima e subito dopo a Baker Street. Montagu Square costituisce il segmento centrale di Montagu Street, e alla destra una fascia di giardini alberati la separa da un tratto parallelo che porta lo stesso nome. Il nº 34 è posizionato nel tratto a ovest dei giardini, a una decina di metri dall'incrocio con Montagu Place, e così si viene a trovare a metà strada fra Hyde Park a sud e Regent’s Park a nord.
Ringo Starr, dopo aver subìto un saccheggio nella casa di Whaddon House – nella quale abitava con George Harrison – e prima delle proprie nozze con Maureen Cox e il trasloco a Sunny Heights, era andato a vivere per qualche mese in un monolocale al piano terra collegato a un ambiente seminterrato al 34 di Montagu Square, in un bell'edificio vittoriano. A qualche minuto di strada si trovavano l'abitazione di Alistair Taylor e l'appartamento in cui vivevano Neil Aspinall e Mal Evans. Il 30 di Montagu Square era la casa in cui dal 1967 vivevano Marijke Koger e Simon Posthuma, animatori del gruppo The Fool.
L'accesso al locale era consentito da gradini di pietra che interrompevano una cancellata nera di ferro battuto, e le porte finestre davano sul retro dell'edificio. Come nel caso della villa di Lennon, fu incaricato dell'ammodernamento Ken Partridge, che dietro espressa richiesta del batterista provvide a fornire la casa di apparecchiature hi-tech: schermi televisivi, impianti stereo, allarmi antifurto, telefoni – uno dei tanti, di color rosso collocato nella stanza da letto, aveva la linea diretta con gli uffici della NEMS. Le pareti del soggiorno a piano terra furono ricoperte di carta da parati di seta color blu, e l’appartamento arredato con moderni mobili bianchi. Quando filtrò la notizia del celebre inquilino e il portone che dava sulla strada cominciò a essere presidiato da ammiratrici, per sfuggire all'assedio Ringo si arrampicava sul lavandino, apriva una finestrella, e da questa si calava in un vicolo laterale allontanandosi indisturbato.
Quando Ringo si trasferì nella nuova villa di Weybridge, decise di mantenere il contratto che lo legava alla casa che si trovava in una posizione invidiabile e che divenne un punto di ritrovo per il mondo underground della capitale inglese che gravitava intorno ai Beatles. Paul McCartney volle prenderla in subaffitto, dotandola di apparecchiature per la registrazione che gli permisero di incidere musiche sperimentali e di lavorare alle sue composizioni fra le quali Eleanor Rigby. Un altro inquilino che risiedette in Montagu Square fu lo scrittore statunitense William Burroughs, che influì sulla crescita musicale di Paul trasmettendogli la passione per i montaggi di suoni fortuiti e disparati in un unico collage. Successivamente, McCartney cedette il posto ad altri personaggi di rilievo: fra essi spicca Jimi Hendrix che abitò lì per tre mesi nel 1967 assieme al suo manager Chas Chandler e alle loro ragazze.
Gli ultimi inquilini in ordine di tempo furono nel 1968 John Lennon e Yoko Ono. Nell'appartamento di Montagu Square la coppia cominciò ad assumere eroina, che secondo quanto ipotizzarono gli amici della cerchia ristretta costituì l'elemento attraverso cui la donna acquisì il totale controllo sul Beatle. Inoltre, nell'alloggio fu scattata la fotografia dei due artisti integralmente nudi destinata alla copertina del disco Two Virgins. Il 18 ottobre 1968 la coppia assurse all'onore delle cronache quando venne arrestata a seguito dell'irruzione della polizia e della scoperta in una stanza di un modesto quantitativo di cannabis. A causa dell'episodio, l'immobiliare Bryamon Estates, società proprietaria della casa, mandò a Ringo Starr un'ingiunzione col divieto di fare un uso immorale e improprio dell'appartamento; e per evitare ulteriori noie Ringo decise di recedere dal contratto d'affitto. Era il febbraio del 1969.

### Cavendish Avenue

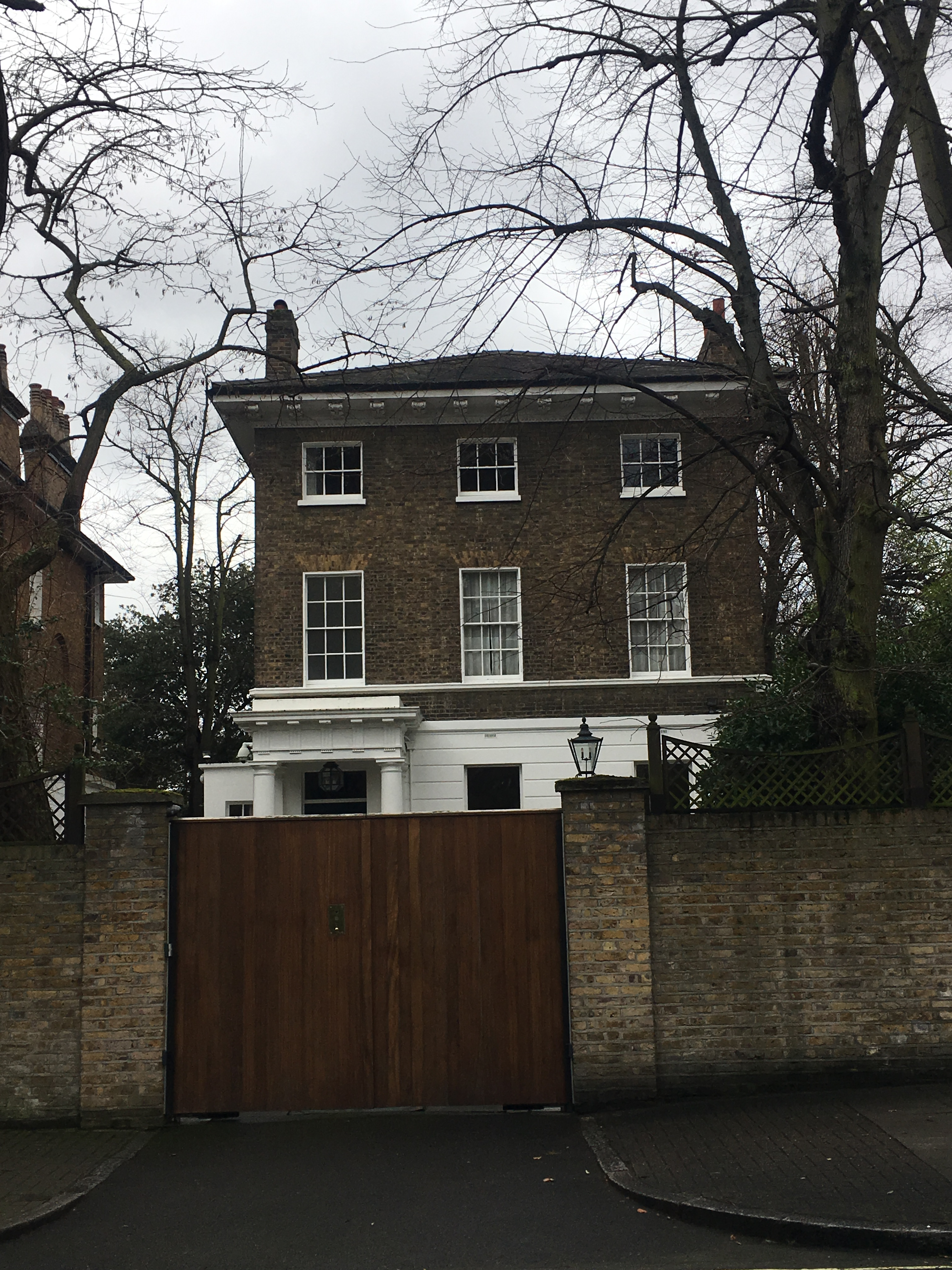
La casa di McCartney in Cavendish Ave.

A differenza degli altri tre Beatles che avevano trovato una residenza nel lussureggiante Surrey, Paul aveva deciso di non perdere i contatti con la vita culturale e col ritmo pulsante di Londra. Perciò, quando l'alloggio di Wimpole Street cominciò a stargli stretto, invece di tuffarsi nel verde della periferia cercò casa a Westminster e la trovò al 7 di Cavendish Avenue, nella zona di St John's Wood, a trecento metri in linea d'aria dagli studi di registrazione di Abbey Road, a ovest, e non lontano da Regent’s Park a est.
La casa in stile georgiano nella quieta via residenziale era leggermente arretrata dal fronte strada e un alto muro e un cancello nero di ferro proteggevano da sguardi indiscreti. L'ingresso della casa era fiancheggiato da colonne e vi si accedeva salendo alcuni gradini. Un ampio garage custodiva le due auto di Paul, una Mini e un'Aston Martin. L'acquisto era avvenuto il 13 aprile 1965 ma Paul non poté insediarsi nella nuova casa prima di fine marzo dell'anno successivo, a causa dei lavori di sistemazione che erano stati affidati agli architetti John e Marina Adams, quest'ultima sorella dell'amico John Dunbar.
Il salotto era una stanza piena di luce che occupava la parte posteriore della casa. Una libreria bassa correva lungo una delle pareti fino al camino, e la parte alta della parete ospitava dei quadri di Magritte. Nella parete di fronte al camino era stata collocata una libreria incassata che occupava l'intero muro, piena di libri e contenente materiale per registrare musica e riprodurla, e uno schermo a scomparsa. C'era anche un armonium intagliato a mano con cui Paul compose Hello, Goodbye. Le porte finestre davano su una terrazza da cui scendeva una scala di pietra che portava giù al giardino alberato, in cui scorrazzava libera Martha, il cucciolo di cane che Paul comprò appena insediatosi a Cavendish Avenue. In un angolo del salotto, vicino alle finestre, era situata una scultura di Takis dall'aspetto di un antifurto composta da luci di un aeroplano e antenne per carri cingolati, e accanto campeggiava un tamburo indiano, mentre altri oggetti indiani acquistati di ritorno da Manila erano alloggiati nel seminterrato. La casa custodiva una scultura bronzea di Eduardo Paolozzi intitolata “Solo” e una collezione di vetri Tiffany di enorme valore. Nel bagno, decorato con piastrelle blu e bianche, era stata fatta sistemare una vasca a livello di pavimento di dimensioni doppie rispetto allo standard. Al piano terra si trovava una cucina a vista e una stanza da pranzo in cui c'erano una tavola apparecchiata con tovaglie di pizzi e merletti e un orologio a muro di grosse dimensioni proveniente dall'Army and Navy Club di Pall Mall, circolo in via di smantellamento. Nella lussuosa camera da letto di Paul era sistemato un enorme armadio delle dimensioni di uno stanzino. L'ultimo piano era stato trasformato in stanza della musica e costituiva il rifugio di Paul. La camera era piena di strumenti musicali di tutti i generi, compreso un pianoforte verticale accanto alla finestra; ed era dotata di un registratore Revox A77 che permetteva di fissare su nastro le improvvisazioni dei musicisti che la frequentavano. Risale a quel luogo, spesso in collaborazione con John Lennon, la composizione di celebri motivi, da gran parte dei brani di Sgt Pepper a Hey Jude, da Penny Lane a A Day in the Life a Your Mother Should Know a Glass Onion – quest'ultima nel giardino di casa con John e Yoko.
Come la precedente abitazione di Wimpole Street, anche Cavendish Avenue era piena di gente, di “beautiful people”. Erano frequentatori abituali Mick Jagger con Marianne Faithfull, John Lennon, Tara Browne, John Dunbar, Ivan Vaughan, Yoko Ono, Brian Jones. Venivano a trovarlo George Martin con la moglie Judy Lockhart Smith e anche personaggi famosi come Allen Ginsberg e Andy Warhol. In tutti questi casi Jane Asher in genere si isolava col suo gruppo di amici artisti di teatro. I due stavano crescendo, fisicamente nello stesso spazio, emotivamente e mentalmente in due mondi differenti. E l'episodio che determinò la loro definitiva rottura avvenne un giorno in cui Jane tornò a casa e trovò Paul a letto con una groupie di New York, Francie Schwartz. Jane lasciò la casa di Cavendish Avenue, e subito dopo Mrs Asher andò a requisire tutto quanto era di proprietà della figlia.
L'ingresso della casa di Cavendish Avenue, specie dopo la separazione fra Paul e Jane, era presidiato da un drappello di Apple scruffs capitanato da Margo Stevens. Fu probabilmente una di loro che penetrò nell'abitazione dalla finestra del bagno. Il fatto venne immortalato da Paul in una delle sue ultime composizioni, She Came In Through the Bathroom Window.

### Kinfauns

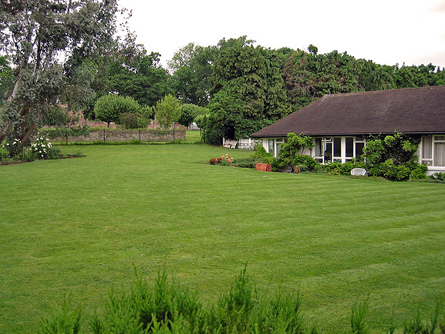
La casa degli Harrison a Esher

Mentre Paul rimaneva ancorato a Londra, nel 1964 George sceglieva di immergersi nel Surrey verdeggiante e boscoso acquistando una proprietà in quella contea. Si trattava di un isolato e lussuoso bungalow situato a Claremont Drive, vicino a Esher, circondato da un alto muretto di mattoni su tre lati. Il quarto lato era costituito da una fila di pini. Dopo le incursioni di alcune aggressive ammiratrici, George installò per protezione un cancello elettronico.
In un cortile rettangolare chiuso da due ali del bungalow e posizionato nella parte posteriore della casa si trovava una piscina riscaldata. L'interno vedeva fra le altre stanze una sala dedicata alla musica, nella quale George custodiva gli strumenti musicali – in specie quelli indiani – che il musicista collezionava. La cucina era abbellita da mobili di legno, come di legno erano le pareti della camera. Il soggiorno principale, arredato con gusto raffinato, aveva due grandi pareti finestrate che affacciavano sul verde dell'area lussureggiante, e i bassi tavoli che occupavano il centro della stanza erano circondati da grandi cuscini che fungevano da sedie, il cui stile arabeggiante era rimarcato da un narghilè posto accanto a uno dei tavoli. Le pareti esterne del bungalow e il camino erano stati dipinti dai Fool, i tre artisti che eseguirono anche il controverso murale di Baker Street, sede del negozio Apple.
La dimora di George a Esher è legata alla produzione musicale dei Beatles. Nel maggio del 1968 i quattro musicisti si ritrovarono a casa Harrison reduci dall'esperienza indiana nell'ashram di Rishikesh da cui tornarono con un sostanzioso bagaglio di nuove composizioni, e proprio nel bungalow di Esher incisero dei nastri con la loro più recente produzione. Questo materiale, che è noto col nome di Kinfauns demos o Esher session, costituì la base di gran parte dei pezzi del White Album.

### Kenwood
Così come George, anche John scelse di abitare fuori Londra, nella zona immersa nel verde situata a sud ovest della capitale, nei pressi di Weybridge, nel Surrey. Kenwood era un edificio in stile tudoriano costruito nel 1913 per un ministro del governo di Lloyd George; circondato da giardini, era composto da ventisette stanze ed esternamente si slanciavano i comignoli di mattoni, e il complesso offriva un senso di apertura e di ariosità trovandosi sulla cima di una collina. 

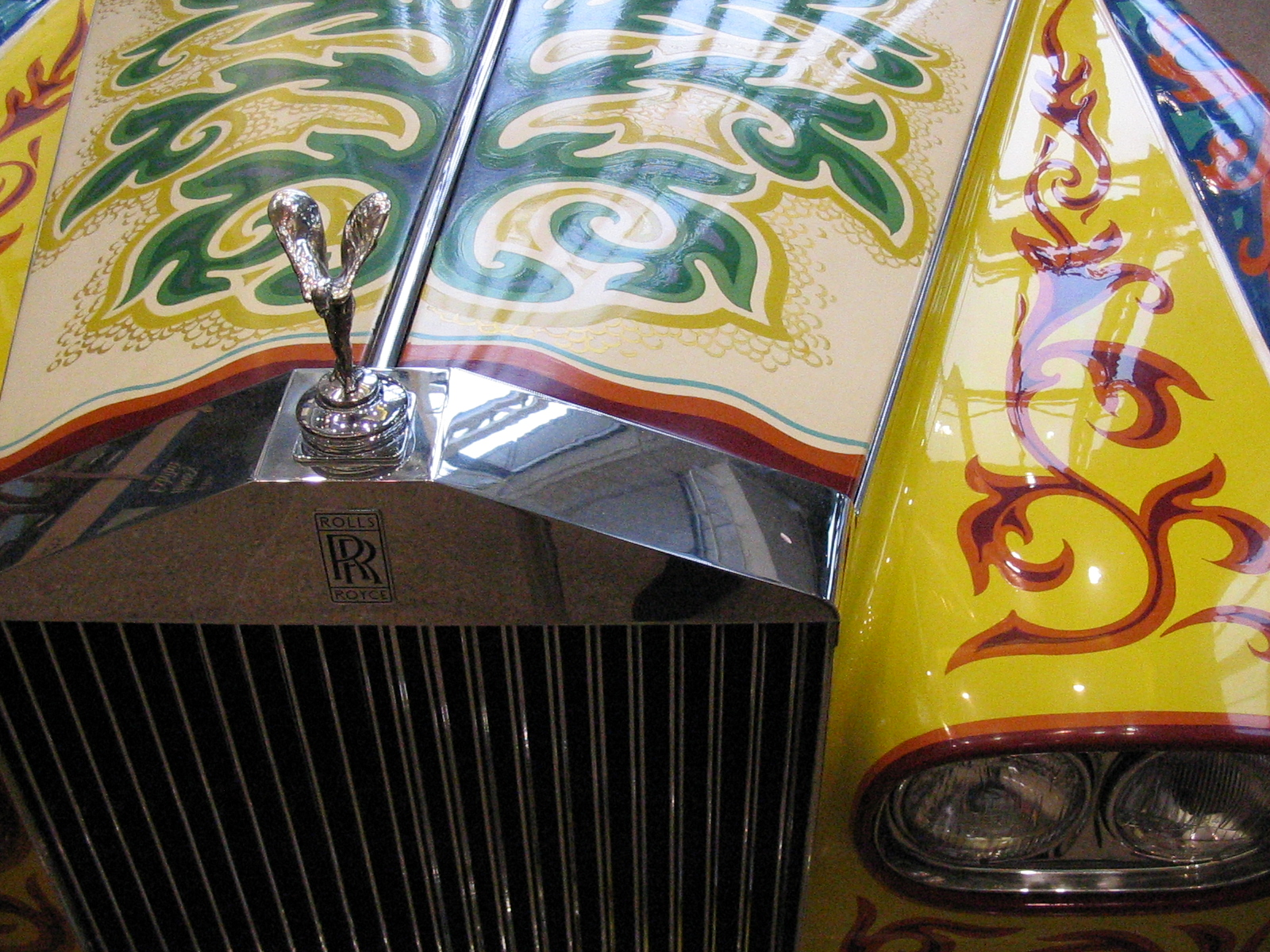
Particolare della Rolls Royce di Lennon

John Lennon comprò la villa nel luglio del 1964 per 20.000 sterline investendone il doppio per ristrutturare il complesso e farvi costruire una piscina esterna. L'arredamento interno venne affidato a Ken Partridge, il designer di fiducia di Brian Epstein. Partridge aveva progettato spaziose sale per i party e una raffinata stanza da pranzo con le pareti coperte da velluto color malva. Il salotto era molto grande e i tre ampi divani attorniavano un tappeto di fattura orientale che a sua volta stava su una moquette nera, e la cucina era un modello particolarmente complesso, tanto da richiedere un addetto alle vendite proveniente da Londra che illustrasse a Cynthia il modo appropriato di utilizzarla. Dietro la cucina si trovava un salottino a vetri che richiamava la veranda di «Mendips», con un piano verticale, un caminetto, una libreria piena di volumi, un televisore, una poltrona di vimini e un divano, ambiente in cui John amava stare, sdraiato sul sofà lunghe ore a leggere i giornali, con la TV sempre accesa in sottofondo a fargli compagnia e a stimolarne la vena creativa. Le pareti della stanza erano ricoperte da manifesti e fotografie. A differenza delle altre camere della villa, poco vissute ma sempre spolverate a dovere, il piccolo salotto (oltre alla cucina) era la zona della casa in cui la famiglia si ritrovava durante il giorno. I Lennon avevano al loro servizio una governante, Dorothy “Dot” Jarlett, un giardiniere a tempo pieno e un autista gallese, Les Anthony, che si occupava della famosa Rolls Royce di John dipinta con disegni psichedelici e custodita in garage, insieme a una Mini bianca e una Ferrari rossa, mentre sostava nel giardino della villa un carro gitano decorato per il figlio Julian con gli stessi arabeschi.
Durante le lunghe opere di ristrutturazione, i Lennon si erano sistemati in una stanza dell'attico che, a lavori ultimati, fu trasformata in una sala giochi in cui campeggiava una pista da corsa Scaletrix per automobiline. Lì si svolgevano agguerrite competizioni che, oltre al padrone di casa, vedevano coinvolti gli altri tre Beatles e il figlio Julian. Un'altra camera dell'attico era stata attrezzata come sala da musica e di incisione. Lo studio era dotato di registratori a più piste, diverse chitarre, pianoforte, organo e mellotron. Vi regnava il disordine, con dischi sparpagliati sui cuscini e fogli con testi disseminati nella stanza, e John vi si rintanava per ore.
Un'ampia scala di mogano collegava il pianterreno con il primo piano, dove si trovavano gli studi e la camera da letto padronale, larga quasi come mezzo campo da tennis e dotata di armadi alti fino al soffitto, un letto largo due metri e mezzo, con i pavimenti rivestiti di tappeti bianchi e un bagno personale fornito di due lavandini affiancati e di una Jacuzzi. Nei soggiorni, in tono con lo stile dell'edificio, la casa sfoggiava armature antiche e pale d'altare di origini medievali, oltre a un antico mobile bar di Asprey dalla forma di mappamondo.
Quando Paul abitava ancora in Wimpole Street, preferibilmente era lui che raggiungeva John a Kenwood per comporre. Negli anni, diversi motivi videro la luce a Weybridge: fra di essi Eight Days a Week, Baby's in Black, Help!, It’s Only Love, Day Tripper, Nowhere Man, Girl, Run for Your Life, Being for the Benefit of Mr. Kite!, With a Little Help from My Friends, Lucy in the Sky with Diamonds. Fu proprio in questo studio casalingo che Lennon, appena tornato dalla Spagna dopo la sua avventura cinematografica, nel novembre 1966 incise in solitudine accompagnandosi con la chitarra acustica i demo di Strawberry Fields Forever.

### Sunny Heights
Su suggerimento del fiscalista del gruppo, Walter Strach – che come Lennon e Harrison abitava a Weybridge –, anche Ringo Starr scelse di andare a vivere fuori dalla capitale inglese, non lontano dalla villa di Lennon, in quella che sarebbe perciò stata ribattezzata la “Beatle Belt” (la zona Beatle).

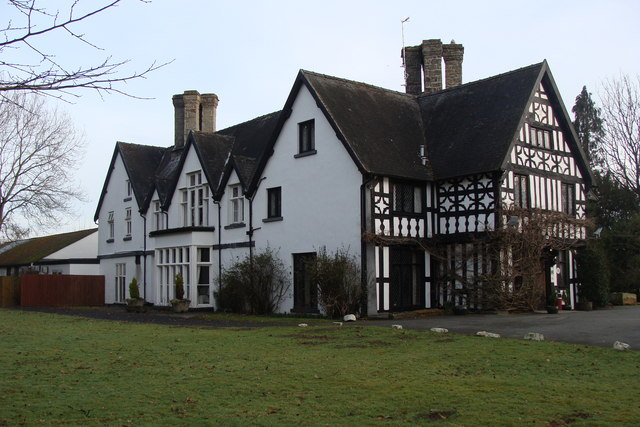
Esempio di revival di architettura tudoriana

Nel 1965, dopo il suo matrimonio con Maureen Cox, Ringo acquistò per 37.000 sterline una villa costruita nel 1925 in stile tudoriano, destinando una cifra di poco superiore per le opere di ristrutturazione. La costruzione aveva alle spalle il campo di golf di St George Hill, era sfornita di piscina ma in compenso l'area verde piena di alberi e terreni erbosi che circondava la casa era molto più grande di quella che attorniava le abitazioni di George e John, e Ringo amava passeggiare nel verde – unica sua attività motoria a parte quella di giocare a biliardo. Erano stati fatti dei lavori di risistemazione del parco, con la creazione di specchi d'acqua e di un anfiteatro ricavato dagli scavi di un prato.
I salotti del piano terra erano dotati di porte finestre che davano sui giardini. Per ingrandire e abbellire la casa, nel 1967 Ringo vi fece aggiungere stanze per gli ospiti, una lunga sala che veniva usata come cinema personale o come sala da biliardo, e altri soggiorni. Uno di essi, splendidamente ammobiliato, era particolarmente affascinante, con un alto tappeto scuro Wilton che copriva l'intero pavimento della camera, unico costosissimo esemplare appositamente creato per le esigenze di Starr. Un'altra stanza ospitava il bar denominato “The Flying Cow” (“La mucca volante”) in cui Ringo esibiva una fondina da cowboy che gli era stata regalata da Elvis Presley. Nella casa c'era qualche raro scaffale con libri mai aperti, ed erano in mostra alcuni Dischi d'Oro e altri riconoscimenti ricevuti. Sei apparecchi televisivi installati nelle varie camere rimanevano accesi tutto il giorno. Due stanze erano dedicate ai passatempi di Ringo e contenevano gli strumenti dei suoi due hobby: l'equipaggiamento cinematografico, che gli permetteva di girare film, di operare tagli e di montarli; e l'attrezzatura per dipingere, attività a cui il batterista si dedicava – pur senza grande regolarità. La famiglia tendenzialmente si ritrovava nel corpo centrale della casa che, a differenza di quella dei Lennon, aveva un'atmosfera “vissuta”. Nonostante l'imperizia di Ringo Starr nella guida, il garage della villa custodiva tre auto: una Mini Cooper, una Facel Vega e una Land Rover.
Dato che Sunny Heights era lontano solo mezzo miglio da Kenwood, talvolta John Lennon andava a trovare Ringo per una chiacchierata o una tazza di tè. E quando nell'autunno del 1968 John si separò dalla moglie e dovette lasciare la propria abitazione, Ringo – nel frattempo trasferitosi a Elstead – generosamente cedette Sunny Heights a Lennon che vi andò ad abitare temporaneamente assieme a Yoko Ono. La villa venne definitivamente venduta nel maggio 1969.

### Tittenhurst

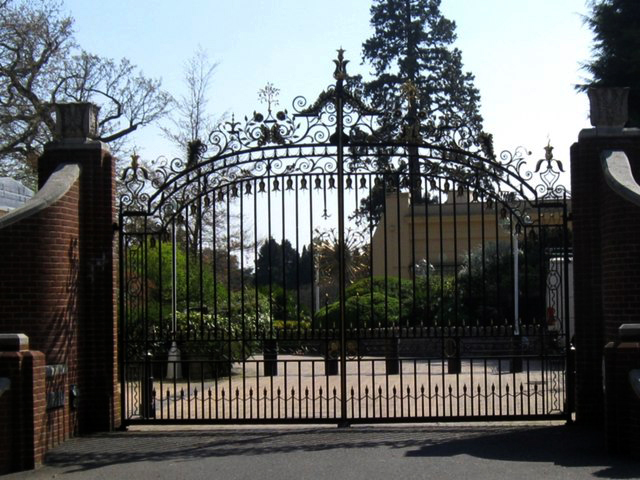
L’ingresso di Tittenhurst Park

A due miglia da Ascot, circondata da un grande parco risalente alla metà del XVIII secolo, si trovava una grande casa a due piani edificata in stile georgiano nel 1820 sulle rovine di una villa distrutta da un incendio. Dopo avere lasciato Kenwood a seguito del divorzio con la moglie e, dopo avere occupato provvisoriamente assieme a Yoko Ono la dimora di Ringo a Sunny Heights, nel maggio del 1969 John Lennon acquistò per 145.000 sterline questa tenuta battezzata Tittenhurst Park, in cui dimorò dall'agosto di quell'anno al settembre del 1971, quando lasciò la Gran Bretagna per stabilirsi definitivamente a New York.
In fase di ristrutturazione della villa fu scelta la soluzione dell'ampliamento degli spazi, perciò molti muri interni che dividevano le diverse stanze da cui era in origine formata la casa vennero abbattuti in modo da creare ambienti ampi. Gran parte del piano terra fu trasformato in un unico locale, con i muri dipinti di bianco e luminose porte finestre che si aprivano sul giardino; la grande stanza conteneva solo un piano a coda con cui Lennon portò a compimento la celebre composizione Imagine, ed è quella che appare nel video della canzone. In due stanze nella parte posteriore della casa venne ricavato e attrezzato uno studio di registrazione che fu denominato "Ascot Sound Studio", provvisto di dispositivi a otto piste, nel quale Lennon incise fra gli altri l'LP Imagine. La sala di incisione era equipaggiata anche con apparecchiature per l'elaborazione e lo sviluppo di foto e pellicole.

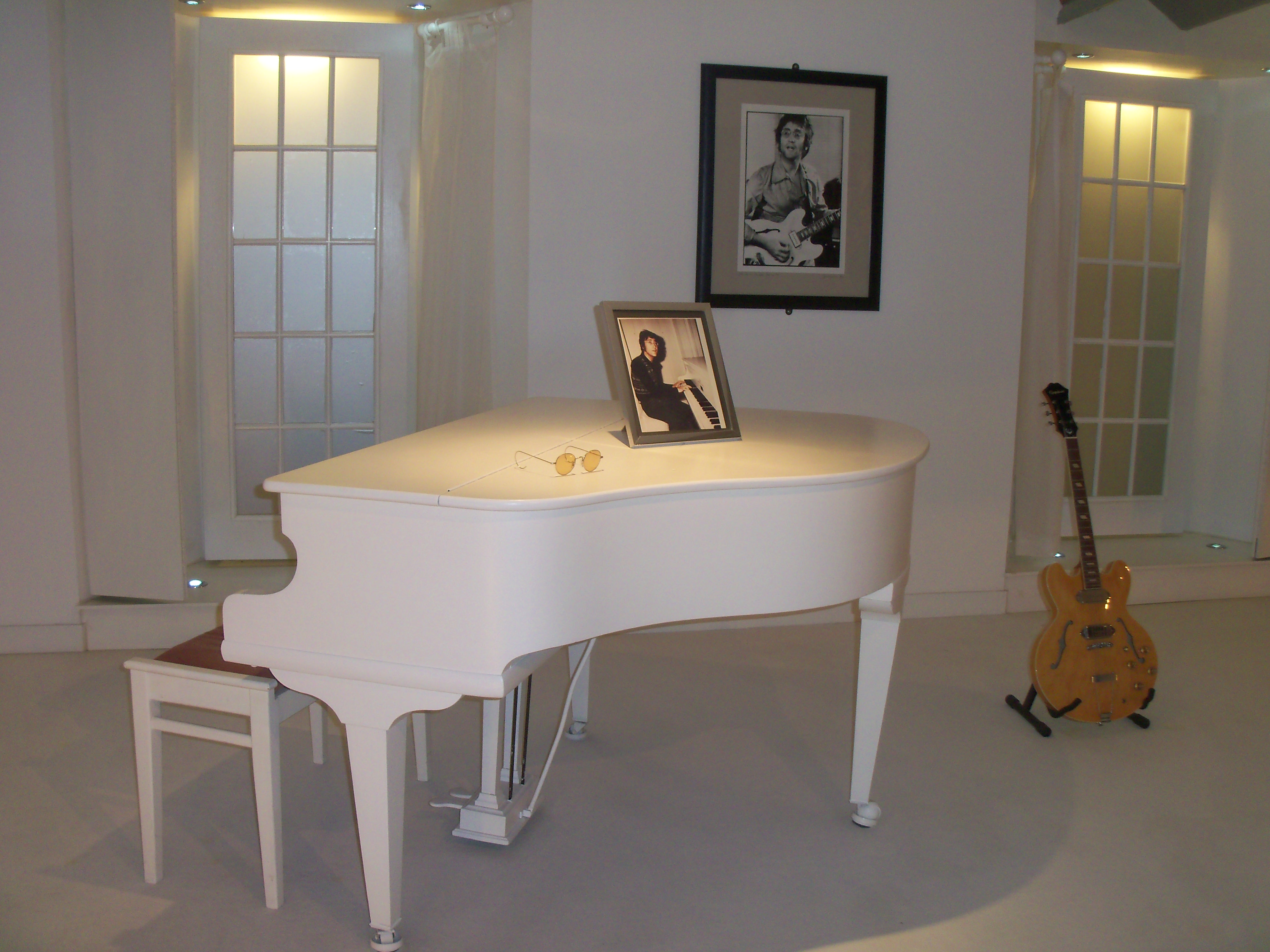
Ricostruzione del piano terra al Beatles Story Museum

La palazzina era circondata da un parco vasto 72 acri in cui si trovavano anche dei cottages. Aperto al pubblico fino alla fine degli anni sessanta, il giardino era la meta di appassionati botanici vista la presenza di alberi rari, alcuni di essi assai alti – cipressi, cedri della California, cedri piangenti. Nel campo di cricket fu ricavato un lago a forma di chitarra, in cui vennero riversate 2.000 carpe. Questa suggestiva cornice naturale vide il 22 agosto 1969 i Beatles riuniti per un servizio fotografico, reduci da mesi di tensioni ma non del tutto consapevoli che quella sarebbe stata per loro l'esperienza conclusiva come gruppo di fronte agli obiettivi. Erano presenti anche Linda Eastman in fase avanzatissima di gravidanza (avrebbe partorito il 28 agosto), Yoko Ono e Derek Taylor. I musicisti vennero ripresi dai fotografi Monte Fresco del Daily Mail ed Ethan Russell, oltre che da Mal Evans, e le foto li ritraggono in varie pose – appoggiati di spalle al massiccio portone di ingresso, sotto gli alberi, davanti a una siepe che li separa dalla palazzina, presso la piscina vicina ai cottages e nell'erba alta. Alcuni di questi scatti furono utilizzati per confezionare la copertina dell'LP Hey Jude, una raccolta pubblicata dalla Capitol Records nel febbraio del 1970.
Nel settembre del 1973, esattamente dopo due anni dal trasferimento di Lennon negli Stati Uniti, la tenuta di Tittenhurst Park fu venduta a Ringo Starr, che la tenne fino al 1988 rivendendola poi a Sheik Zayed bin Sultan al-Nahyan, sovrano di Abu Dhabi.

### Ad Lib

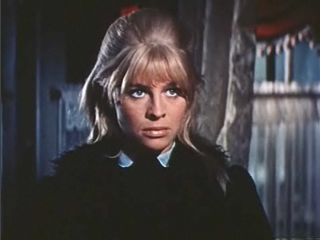
Julie Christie, icona pop della swinging London e habitué dell’Ad Lib (fotogramma del 1965)

Al numero 7 di Leicester Place, alle spalle di Shaftesbury Avenue e non lontano da Piccadilly Circus, si trovava l'Ad Lib Club. Aperto nel dicembre del 1963 al posto di un lussuoso night club andato in fallimento, l'Ad Lib si raggiungeva in ascensore essendo posto al quarto piano dello stesso edificio che ospitava il Prince Charles Theatre. L'interno era in penombra, e al ritmo di una musica a tutto volume i frequentatori ballavano su una piccola pista, riflessi negli specchi che coprivano muri, pavimento e soffitto; oppure si accomodavano nei divanetti che attorniavano la piattaforma, limitandosi ad ascoltare i brani di rhythm and blues che venivano diffusi anche nell'ascensore.
Brian Morris, forte delle precedenti esperienze, gestiva con destrezza il locale che attirava l'élite della controcultura londinese e aveva fra i propri clienti assidui i nomi più prestigiosi della musica e della moda della Swinging London: oltre ai Beatles – che all'Ad Lib avevano un tavolo riservato – si potevano incontrare fra gli altri i componenti degli Animals, dei Rolling Stones, dei Moody Blues e degli Hollies, le stiliste Mary Quant e Jean Muir e le attrici Hayley Mills e Julie Christie. Un altro cliente abituale era un noto transessuale, April Ashley, con cui Paul McCartney si intratteneva spesso in divertenti chiacchierate.
Una sera del luglio 1965, nell'ascensore del club si verificò un episodio che costituì un punto di svolta nella storia dei Beatles in relazione all'allargamento degli spazi interiori dovuto all'acido lisergico. Lennon e Harrison, assieme a Cynthia Powell e Pattie Boyd, erano reduci da una cena a casa di John Riley, un amico odontoiatra (il “diabolico dentista”, come lo aveva soprannominato Harrison) che li aveva iniziati all'LSD, aggiungendolo a loro insaputa allo zucchero per il caffè. Le due coppie, in trip di acido, erano passate dapprima al Pickwick Club e successivamente si erano recate all'Ad Lib. Mentre salivano con l'ascensore del locale, le loro percezioni alterate scambiarono una spia rossa per un principio di incendio, dando luogo a una crisi isterica collettiva con urla convulse di terrore che si spensero solo all'apertura delle porte, quando i quattro raggiunsero il quarto piano.
L'Ad Lib è anche ricordato perché è il posto in cui Ringo Starr fece a Maureen Cox la proposta di matrimonio (si sarebbero poi sposati l'11 febbraio 1965).
Il club, che cominciava a declinare, fu distrutto da un incendio nel 1966.

### Indica

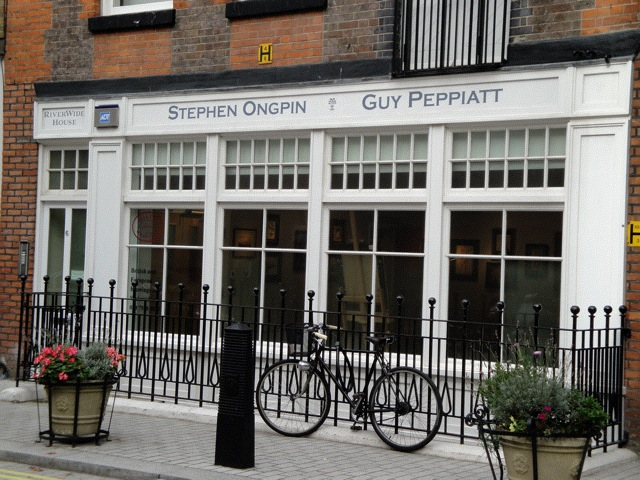
Il 6 di Mason’s Yard, dove si trovavano i locali dell’Indica Gallery (2011).

L'Indica era una libreria con annessa galleria d'arte nata con l'intento di catalizzare e stimolare le creazioni sperimentali e le spinte innovative della swinging London. L'iniziativa della sua fondazione fu presa da Barry Miles e da John Dunbar, entrambi accomunati da studi artistici e dall'interesse nei confronti della letteratura e dell'arte. Sussisteva il problema del finanziamento iniziale, e per questo i due si rivolsero a Peter Asher – fratello di Jane e amico di Paul McCartney – che accettò di formare una società, la MAD Ltd (Miles, Asher & Dunbar) e di contribuire con 1.800 sterline per l'avvio dell'impresa.
Il locale fu individuato nella zona centralissima di Londra, fra Green Park e Piccadilly Circus, in uno spazio al pianterreno del 6 di Mason's Yard collegato con un seminterrato. Miles, direttore della rivista quindicinale underground it (International Times), volle fare dell'Indica lo snodo della diffusione della controcultura, e perciò si incaricò di procurare per la libreria varie pubblicazioni periodiche, specialmente pubblicazioni underground provenienti dagli Stati Uniti (fra le altre l’Oracle stampato a San Francisco, Barb di Berkeley, il Los Angeles Free Press e il Village Voice di New York), produzioni letterarie d'avanguardia e testi di controcultura con particolare riferimento alla Beat Generation; materiale che col tempo fu collocato nelle scaffalature verniciate in rosso, bianco e blu. Anche lo stesso McCartney diede una mano a pitturare e ad arredare la libreria, e Jane Asher contribuì fornendo la cassa del negozio.
La libreria aprì al pubblico nel marzo 1966, e Paul continuò a collaborare nell'impresa disegnando i volantini pubblicitari e la carta da pacchi con un elaborato disegno, oltre a essere il primo cliente dell'Indica dove comprò fra l'altro Drugs and the Mind di Robert De Ropp, Gandhi on Non Violence e una raccolta di poesie di Ed Sanders. Lennon invece vi acquistò le opere di Nietzsche e una copia di The Psychedelic Experience, opera di Timothy Leary che si rifaceva al Libro tibetano dei morti, testo da cui trasse ispirazione per la composizione del brano musicale Tomorrow Never Knows. Oltre ai Beatles e alla loro cerchia, erano clienti della libreria underground personaggi famosi come Allen Ginsberg, William Burroughs – che la frequentavano regolarmente –, Tom Wolfe e Roman Polański.
Il Groupe de Recherche d'Art Visuel de Paris inaugurò il 4 giugno 1966 le attività della galleria d'arte con l'esposizione di creazioni op art d'avanguardia. In seguito la galleria ospitò opere di Gustav Metzger, oggetti impacchettati di Christo e lavori di Stuart Brisley. John Dunbar inoltre si incaricò di allestire un'esposizione dal titolo Unfinished Paintings and Objects dell'artista giapponese Yōko Ono, da tenersi dal 9 al 12 novembre 1966. Dunbar stimolò la curiosità di Lennon, e un giorno in cui John era in visita alla mostra gli presentò Yoko Ono, la donna che avrebbe cambiato la vita del Beatle.

### Bag O'Nails

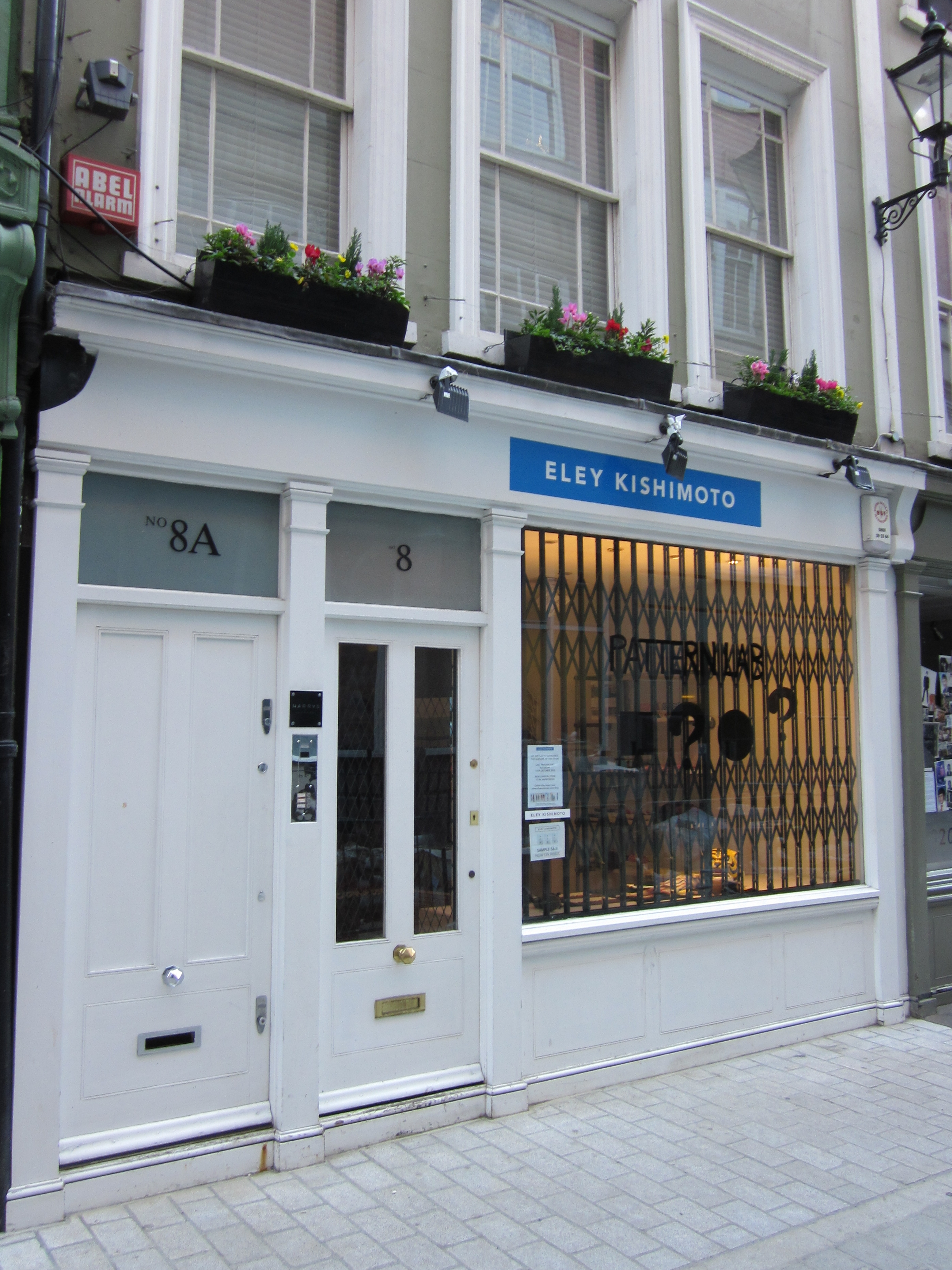
Esterno del locale un tempo sede del Bag O’Nails (2010)

Kingly Street collega Great Marlborough Street a Beak Street, procedendo parallelamente a Regent Street e a Carnaby Street, nel cuore della Swinging London. Originariamente impiegato in periodo vittoriano come postribolo di lusso, il seminterrato situato al numero 9 di Kingly Street, di fronte a Tenison Court, ospitava negli anni trenta un locale che fungeva da sala da ballo, ed era il luogo di ritrovo degli appassionati delle grandi orchestre statunitensi e del genere swing. Dopo la Seconda Guerra mondiale, assunto il nome di The Aristocrat, si propose come uno dei più rilevanti locali di musica jazz della capitale britannica.
A metà degli anni sessanta il club cambiò nome divenendo il Bag O'Nails, dopo essere stato rilevato da Lawrie Leslie e John Gunnell. Quest'ultimo aveva già esperienza nel settore, avendo gestito col fratello Rick altri locali come il Whiskey a Go Go e il Flamingo. Il Bag O'Nails fu inaugurato il 24 novembre 1966 e costituì subito un punto di riferimento della scena musicale dell'epoca. I Beatles facevano spesso una puntata al club dopo le sedute di incisione ad Abbey Road, e Paul McCartney – dei quattro il frequentatore più assiduo – aveva un tavolo riservato. Diversi musicisti in ascesa si esibirono al Bag O'Nails. Fra di essi Elton John e Jimi Hendrix – quest'ultimo protagonista di un concerto il 18 gennaio 1967 a cui assistettero Paul e Ringo Starr. Ovviamente questi eventi richiamavano fra il pubblico i migliori musicisti rock fra i quali si ricordano Pete Townshend, Eric Clapton, Jimmy Page e Jeff Beck.
La sera del 15 maggio 1967, al club si esibivano Georgie Fame & The Blue Flames. Era uno dei gruppi preferiti da Paul che decise di andare assieme a Peter Brown (all'epoca stretto collaboratore di Brian Epstein) ad assistere alla performance. Seduta a qualche tavolo di distanza, una bionda fotografa statunitense, Linda Eastman, si intratteneva con gli Animals che quel giorno erano stati soggetto delle sue attenzioni fotografiche; e nell'occasione Peter Brown, che conosceva la Eastman, la presentò a Paul. Come invece racconta McCartney, al termine del concerto gli Animals e Linda Eastman si avviarono verso l'uscita e quando la donna passò accanto al tavolo di Paul quest'ultimo la fermò presentandosi e proponendole di continuare la serata in un altro locale notturno, lo Speakeasy. L'episodio costituì il primo incontro e l'inizio della lunga relazione sentimentale e artistica fra i due.

### Chapel Street

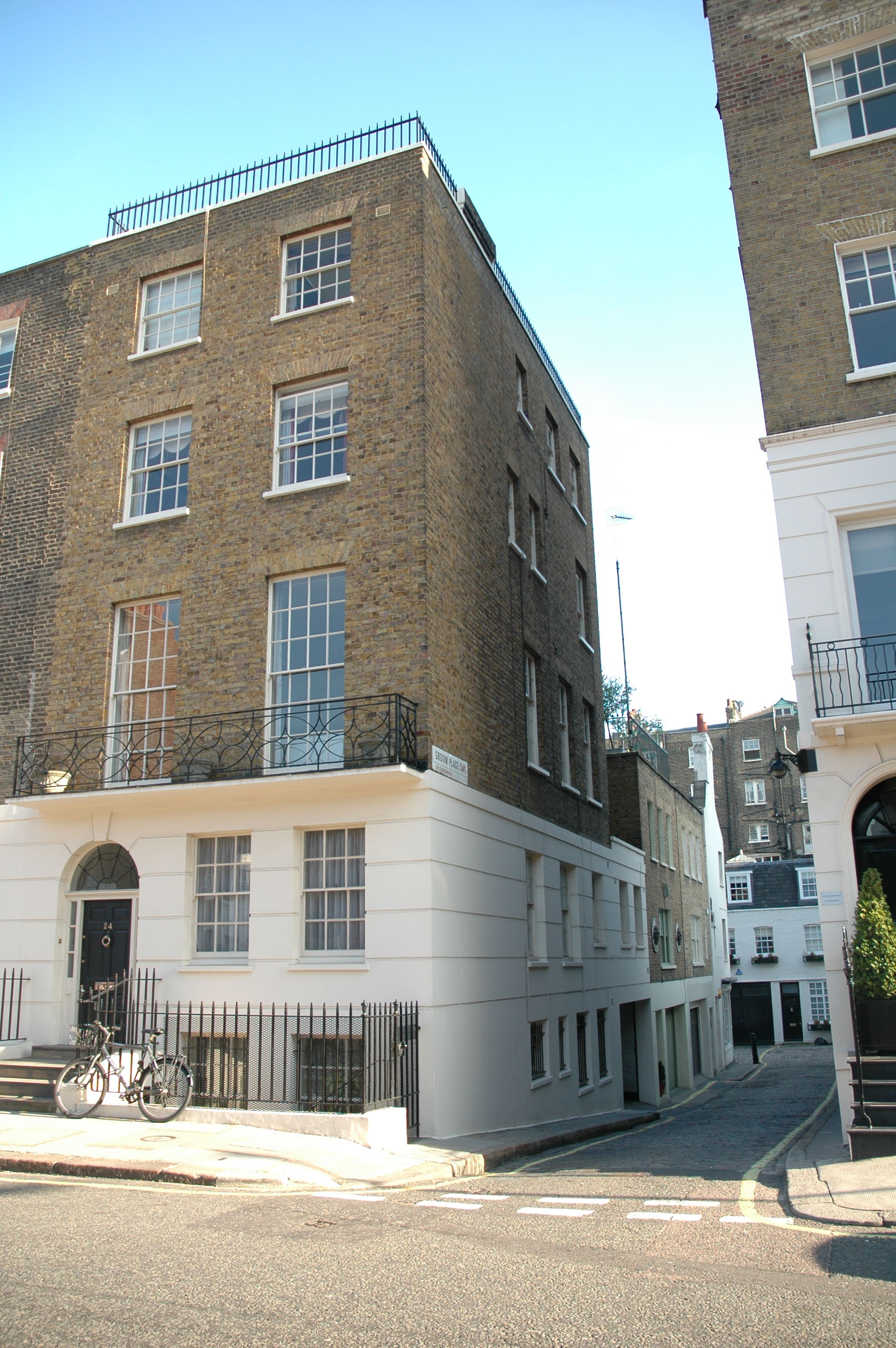
La residenza di Brian Epstein (J. Boyles)

La via, situata nell'elegante zona di Belgravia che ospita ambasciate e centri culturali esteri, esce in direzione nord est dalla strada circolare che racchiude i Belgrave Square Gardens, per confluire dopo duecento metri in Grosvenor Place, viale che limita a sud ovest i Buckingham Palace Gardens. A meno di mezzo chilometro a nord, Knightsbridge e Piccadilly si incontrano in Hyde Park Corner, l'angolo sudorientale del grande parco londinese.
Il numero 24 di Chapel Street, un edificio georgiano di cinque piani, fu acquistato a fine dicembre del 1964 da Brian Epstein per 60.000 sterline. Lo stabile era dotato fra l'altro di garage privati, un seminterrato in cui viveva la servitù (Antonio e María García), un salone che serviva per le feste e i ricevimenti, e un giardino pensile. Gli interni dell'abitazione erano molto eleganti e raffinati, con pareti di color giallo pastello, sete in stile Reggenza che coprivano ricercati mobili in stile rococò, e una stanza da letto inaspettatamente sobria e discreta in cui un letto di grandi dimensioni era ricoperto da una trapunta di raso.
Lasciato l'ufficio di Stafford Street, Brian Epstein lo trasferì in una piccola stanza all'ultimo piano della nuova casa e utilizzò il salone per lussuosi trattenimenti, fra i quali si ricorda l'esclusivo ricevimento tenuto nel maggio del 1967 per promuovere il nuovo LP Sgt. Pepper's Lonely Hearts Club Band, con pochi e selezionati giornalisti, disc jockey e fotografi – tra i quali Linda Eastman – ovviamente alla presenza dei quattro musicisti, per l'occasione in abiti sgargianti.
L'ultimo fine settimana dell'agosto 1967, mentre i Beatles erano a Bangor a un incontro col guru Maharishi, Epstein, rimasto a Londra, cercò di organizzare la serata ma per una serie di circostanze tutto andò in fumo. La domenica, i coniugi García si allarmarono poiché l'auto di Epstein si trovava nella stessa posizione in cui era stata parcheggiata il precedente venerdì. Telefonarono alla segretaria di Brian, Joanne Newfield, che, in apprensione perché Epstein non apriva la porta della sua camera chiusa a chiave dall'interno, convocò a Chapel Street Alistair Taylor e il dottor John Gallway. Era il primo pomeriggio quando la porta dello studio venne forzata e Brian Epstein fu trovato riverso sul letto, senza vita. Nella stanza la polizia rinvenne lettere e poesie sparse sul pavimento, un bicchiere di brandy sul comodino e diciassette flaconi pieni di pastiglie.

### Saville Theatre

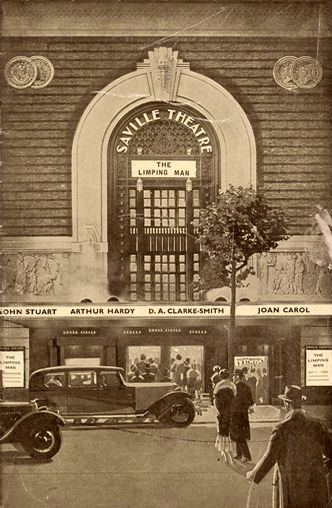
Particolare del teatro (1936)

Shaftesbury Avenue è una strada che nasce da Piccadilly Circus e procede in direzione di nord est, attraversa Charing Cross Road, poi St Giles High Street e il terzo segmento termina confluendo in New Oxford Street. A due terzi del tratto centrale, sulla sinistra, sfiorato alle spalle da New Compton Street che in quel punto corre parallela a Shaftesbury Avenue, si trovava il Saville Theatre.
L’edificio, che aprì i battenti nel 1931, era stato costruito su disegno dell’architetto Thomas Penberthy Bennett che progettò gli esterni e i locali interni del teatro, aiutato anche dai suggerimenti del collega Bertie Crewe. Ne nacque un teatro della capienza di circa 1 500 posti strutturato su tre livelli, platea, palchi e balconata superiore. Lo scultore Gilbert Bayes si incaricò di adornare la facciata che dà su Shaftesbury Avenue con un fregio della lunghezza di quasi quaranta metri che rappresentava lo sviluppo del dramma nelle varie epoche.
Brian Epstein, nella sua sregolata carriera scolastica, a metà degli anni cinquanta aveva anche frequentato per un periodo la Royal Academy of Dramatic Art (Accademia Reale di Arte Drammatica) a Londra; ciò era avvenuto in parte per la sua passione per il teatro e in parte per i rapporti di amicizia che si erano venuti a creare fra lui e alcuni attori che recitavano al Playhouse Theatre di Liverpool. Per questo suo passato, trovandosi dopo dieci anni in una condizione finanziaria assai florida, volle soddisfare il capriccio di possedere un teatro tutto per sé e per questo a metà del 1965 comprò il Saville Theatre. Il frontespizio dell'edificio era stato realizzato agli inizi degli anni trenta in stile Art Déco; dalla strada, attraverso un ingresso privato (murato nel 1970 in fase di ristrutturazione dell'edificio) si accedeva a un palco interno riservato ai Beatles dipinto con vernice dorata e provvisto di divanetti in pelle e di un frigorifero in cui non mancava il migliore champagne. Nel 1965, al Saville Theatre i Beatles, dopo essere stati insigniti dell'MBE, avrebbero tenuto una conferenza stampa sull'evento e due anni dopo si sarebbero esibiti vestiti coi costumi da “Sgt Pepper”.
Ma al momento dell'acquisto, l'iniziativa destò perplessità: il Saville Theatre, un tempo prestigioso, era ormai ridotto a un locale con i sedili rotti, sporco e cadente. Ken Partridge, consulente di Epstein, messo a parte dell'operazione immobiliare non aveva esitato a dare del pazzo a Brian per l'affare, considerando il fatto che i precedenti proprietari non erano mai riusciti a riempire i più di mille posti a sedere.

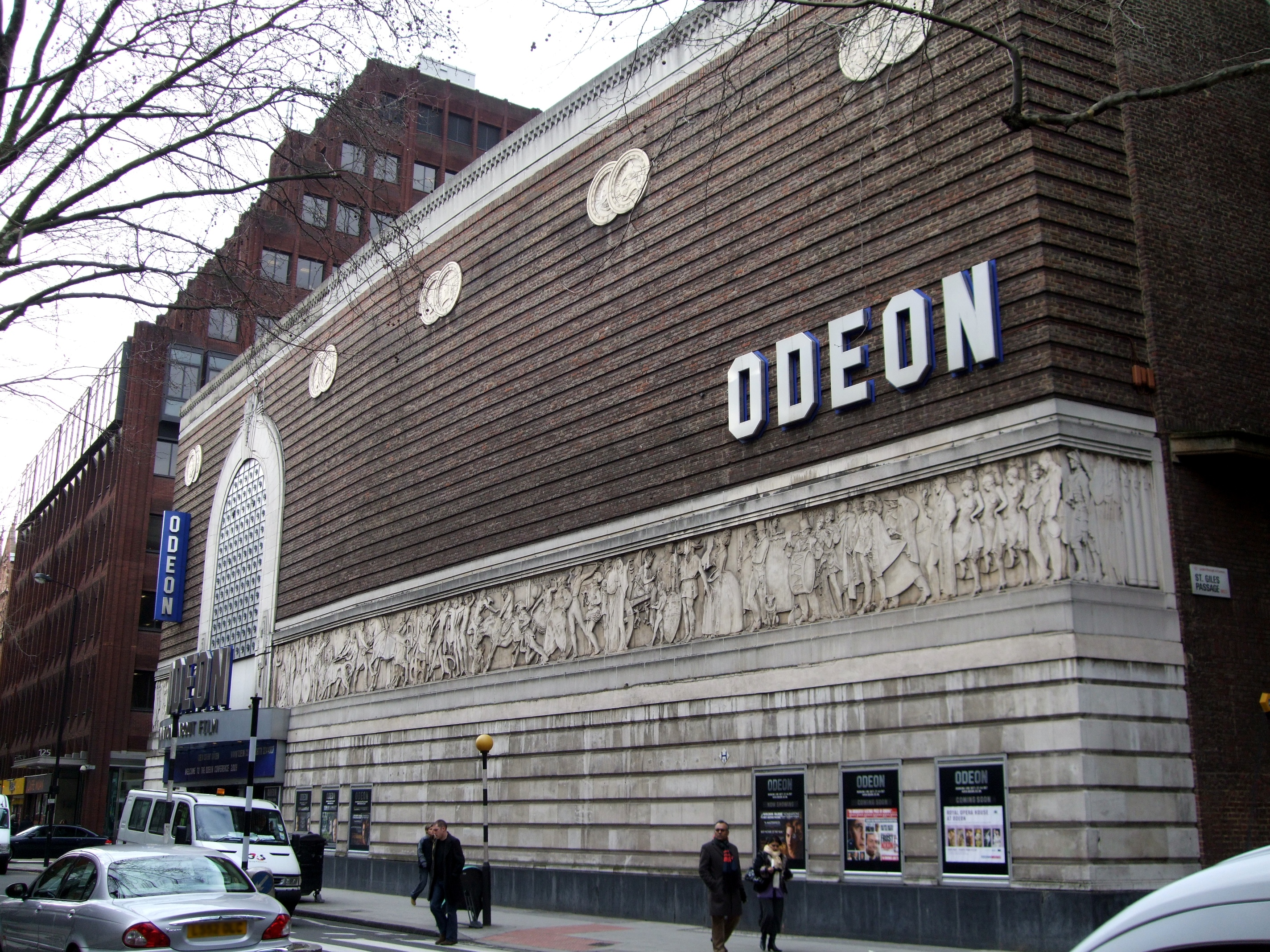
L'edificio un tempo sede del Saville Theatre

L'inaugurazione si ebbe con la prima londinese di Amen Corner di James Baldwin, risultando un insuccesso di critica, perciò i primi passi di Epstein nel mondo del teatro dettero ragione a Partridge dato che la stagione d'esordio riuscì a risollevarsi, e solo in parte, grazie all'inserimento in cartellone di artisti di rock’n’roll che si esibivano alla sera della domenica. I primi nomi di richiamo che Epstein portò al Saville furono nel novembre del 1966 i Four Tops, in un concerto da tutto esaurito; e per quell'esibizione un fondale apposito venne disegnato da Paul McCartney. Anche Chuck Berry, nel febbraio dell'anno successivo, suonò due volte al Saville, e il clou fu raggiunto il 4 giugno 1967, data in cui Epstein riuscì a radunare sul palco del teatro in uno storico concerto artisti come Denny Laine, le Chiffons, i Procol Harum e la Jimi Hendrix Experience; in quell'occasione, con McCartney e Harrison fra il pubblico, il chitarrista statunitense di colore si esibì in una personale, strepitosa interpretazione di Sgt Pepper's Lonely Hearts Club Band pubblicato appena tre giorni prima.
Il Saville Theatre costituì un punto di riferimento per la scena musicale londinese di quegli anni, dal momento che altri nomi noti oppure non ancora famosi al grande pubblico calcarono il palcoscenico del teatro – fra di essi Little Richard, Fats Domino, i Fairport Convention, la Incredible String Band, i Nice, i Ten Years After, Gerry & the Pacemakers, i Bee Gees, i Cream, i Pink Floyd, i Procol Harum, Manfred Mann, gli Yardbirds e i Bluesbreakers di John Mayall. Anche Tom Jones, Stevie Wonder, Alan Price e i Traffic avevano in programma di suonare al Saville Theatre, ma i concerti furono annullati a causa della scomparsa di Brian Epstein.
Dopo alcuni cambi di nome, il teatro è diventato l'Odeon Covent Garden, un cinema multisala.

### Apple Boutique

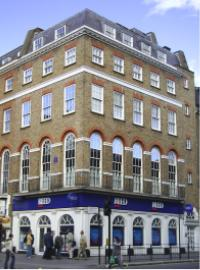
L’odierno 94 di Baker St, sede originaria dell’Apple Boutique

L'edificio di Baker Street all'angolo con Paddington Street era situato in una zona molto frequentata del centro di Londra e risaliva alla fine del XVIII secolo. Non distante dal leggendario studio investigativo di Sherlock Holmes, al numero 94 di Baker Street aprì il 7 dicembre del 1967 la boutique Apple, il primo negozio dei Beatles.
Sia internamente che all'esterno i lavori furono curati e supervisionati dal gruppo The Fool, un trio di artisti (Marijke Koger, Simon Posthuma e Josie Legger) che si occuparono anche di disegnare abiti. I Fool si erano già cimentati in un progetto del genere ad Amsterdam, ma il negozio The Trend si era rivelato fallimentare. Esternamente, assieme a schiere di studenti d'arte, disegnarono un murale alto dodici metri in forme e colori psichedelici, nonostante il parere sfavorevole delle autorità comunali – infatti il disegno resistette qualche settimana e venne poi fatto cancellare.
Gli interni del negozio erano in tono con le atmosfere underground del tempo unite a una gestione manageriale disinvolta e trasandata: la semioscurità che odorava di fragranze di muschio e di incenso, boa di struzzo che penzolavano da appendiabiti ricurvi, l'improvvisazione nella ripartizione degli spazi – con pareti divisorie installate e rimosse secondo i rispettivi capricci di John e Paul –, scaffalature piene di indumenti di foggia esotica e prodotti artigianali indiani che, non sorvegliate, assieme a camerini incustoditi erano un invito al taccheggio, diventato ormai prassi non solo da parte dei clienti ma anche del personale interno.
L'intera impresa si rivelò disastrosa e dopo appena otto mesi di vita il locale venne chiuso accusando un passivo netto di 200.000 sterline. Il 30 luglio, tutto quello che rimaneva all'interno della boutique venne liquidato gratuitamente, e una dozzina di poliziotti dovette fronteggiare una ressa di centinaia di persone che si affollavano per razziare vestiti, giacche e cappotti afgani, bigiotteria e soprammobili.
Lo storico palazzo venne demolito nel 1974 e sostituito da un edificio che non ha nulla in comune con l'originale se non la posizione e le dimensioni.
Un secondo negozio venne inaugurato col nome di Apple Tailoring il 23 maggio 1968 al piano terra del 161 di King's Road, nel quartiere di Chelsea, Londra, e prese il posto di un'altra boutique, Dandie Fashions, che era stata spesso meta dei Beatles quando dovevano rinnovare il loro guardaroba. Il piano interrato ospitava – anch'esso finanziato dalla Apple – il negozio di Leslie Cavendish, un parrucchiere per uomini che, presentato a Paul da Jane Asher, era divenuto il coiffeur di fiducia dei quattro musicisti. Anche questa attività non ebbe granché fortuna, pur sopravvivendo alla boutique di Baker Street ancora per qualche mese.

### Abbey Road Studios

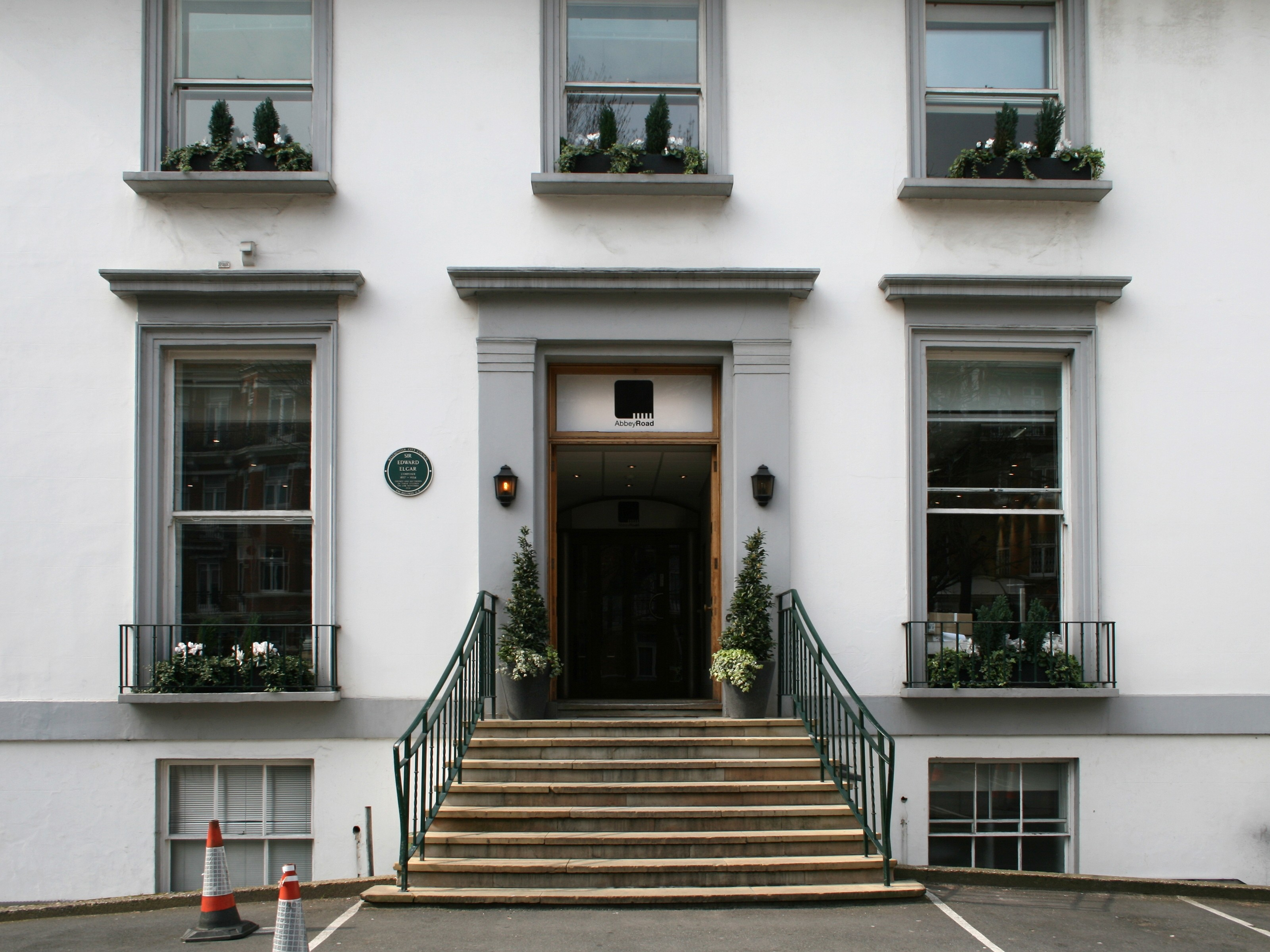
L’ingresso degli studios

Localizzata al numero 3 di Abbey Road, nella zona di St John's Wood, la palazzina risalente al 1830 era originariamente composta da sedici stanze – nove da letto, cinque per il ricevimento, due per la servitù – più una cantina, ed era circondata da un ampio giardino. Divenne uno studio di registrazione nel dicembre del 1929, dopo essere stata acquistata per 16.000 sterline dalla Gramophone Company Ltd che, nel giro di due anni, si era fusa con la Columbia Records dando luogo alla EMI.
Lo stabile di Abbey Road è indissolubilmente legato ai Beatles. Quando il gruppo iniziò a frequentare Abbey Road, alle spalle della palazzina originaria erano stati aggiunti già da tempo tre locali di diversa dimensione – non visibili dalla strada – che costituivano gli studi di registrazione in cui i Beatles incisero la grandissima parte della loro produzione discografica. E dal nome della strada prese il titolo Abbey Road, il loro penultimo album distribuito sul mercato.

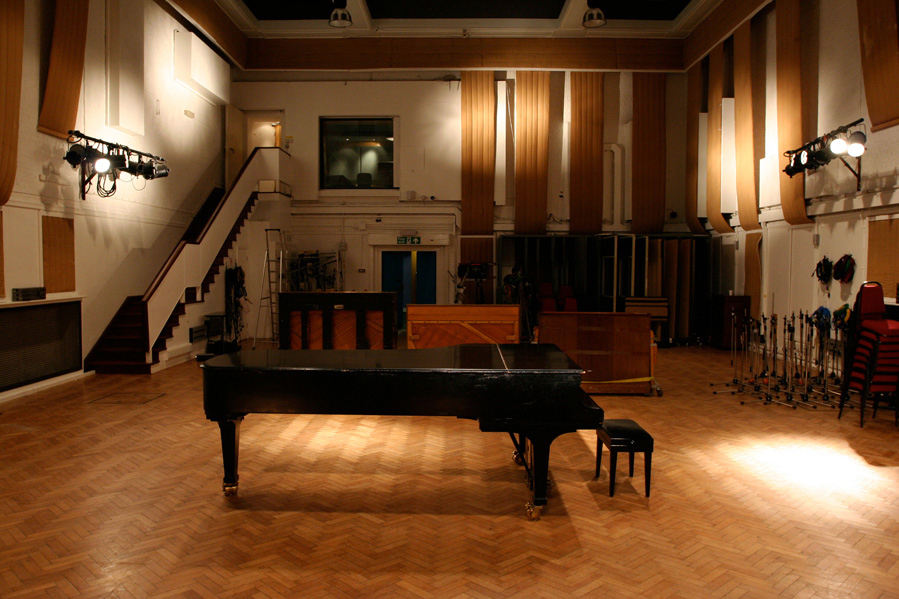
Lo Studio Due. Visibile a sinistra la scala che conduce alla sala di controllo

L'impianto discografico della EMI di Abbey Road era formato da tre sale di incisione. Lo Studio Uno era un enorme e freddo stanzone, descritto da Paul McCartney come “un cupo hangar d'aeroporto”, e in genere ospitava orchestre per l'incisione di musica sinfonica, dato che per le dimensioni era inadatto alla registrazione di musica rock ad alto volume a causa dell'eccessivo riverbero che si produceva. Per evitare il fenomeno della sovrabbondante rifrazione sonora, le volte che si fece ricorso a questa sala di incisione si dovettero mettere in atto accorgimenti tecnici usando pannelli divisori per riprodurre il suono ottimale ottenuto nello Studio Due. Anche lo Studio Tre, benché dotato di una sala controllo spaziosa e finestrata – al contrario di quelle degli altri due Studi –, risultava poco adatto per l'incisione di musica rock a causa delle dimensioni piuttosto ridotte.
Per queste ragioni lo Studio Due fu, dei tre ambienti, quello in cui i Beatles effettuarono la maggior parte delle loro incisioni. La stanza aveva un alto soffitto e pareti bianche e squallide, e per questo motivo durante le loro registrazioni i Beatles ottennero di tenere le luci spente o molto basse. Il pavimento di legno doveva essere coperto da un tappeto nell'area dove era posta la batteria per smorzarne gli echi, e tuttavia rispetto agli altri due studi aveva una resa acustica migliore. Ma c'era una circostanza che rendeva lo studio assai particolare: a differenza del normale, la sala controllo non era sullo stesso piano di quella di incisione, ma incassata al piano superiore; la si raggiungeva dall'ambiente in cui i musicisti registravano salendo una scala di una ventina di gradini addossata alla parete, e l'unica maniera perché i tecnici potessero comunicare dal vano controllo era attraverso due altoparlanti che erano appesi ai lati dell'uscita di emergenza. Proprio sopra l'uscita di sicurezza si trovava la vetrata della sala controllo che dava sul resto dello Studio.

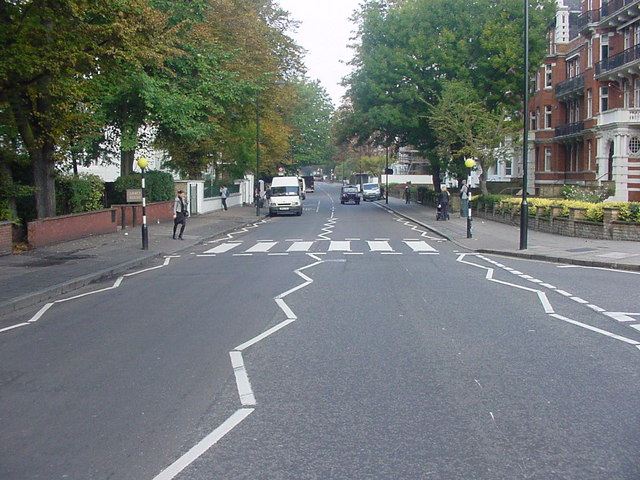
Le strisce pedonali di Abbey Road

Lo Studio Due, inoltre, aveva una terrazza senza parapetto. Era la seduta di registrazione del 21 marzo 1967 quando John Lennon, interrompendo le incisioni di Getting Better, denunciò un malessere e fu accompagnato in terrazza a prendere un po' d'aria fresca da George Martin che, ignaro dei motivi dell'indisposizione di John, tornò poi da solo in sala di registrazione. In quell'occasione fu sfiorata la tragedia; Lennon era infatti in pieno trip di acido lisergico, a un passo da un salto di una decina di metri. Fortunatamente, appena intuite le circostanze, George e Paul furono lesti a correre su e riportare John in studio.
Situati in una zona alberata, gli studi di Abbey Road sono inaccessibili ai fan che si limitano a lasciare graffiti sul muro esterno o a farsi fotografare sulle strisce pedonali di fronte alla palazzina, le stesse che i Beatles attraversarono posando per la celebre copertina del disco.

### Savile Row
Savile Row si trova nella zona centralissima di Londra; corre a un centinaio di metri parallelamente a Regent Street e dista circa trecento metri da Piccadilly Circus, meno di duecento da Bond Street, e altrettanti da Carnaby Street.
Con le attività legate alla Apple Corps in crescente fermento, la sede al 95 di Wigmore Street diventò troppo angusta e fu necessario trovare una sistemazione più spaziosa. Perciò, nel giugno del 1968, Neil Aspinall ricevette, assieme a mezzo milione di sterline, il compito di trovare il posto adatto, che l'ex road manager individuò in un palazzo georgiano di cinque piani al numero 3 di Savile Row.
Il palazzo era stato costruito tra il 1733 e il 1735. All'inizio del XIX secolo, l'ammiraglio Orazio Nelson, che abitava nella vicina Bond Street, lo aveva acquistato e regalato all'amante Lady Hamilton. Prima che vi fosse trasferita la sede della Apple Corps, quella particolare zona era il luogo austero e compassato in cui si trovavano le migliori sartorie di Londra e i negozi che vendevano costosi articoli per fumatori. Alla sinistra del numero 3 era situato il laboratorio della sartoria Gieves, che forniva le uniformi all'esercito, a destra si snodavano le finestre che lasciavano intravedere gli attestati di sarti di fiducia della casa reale.

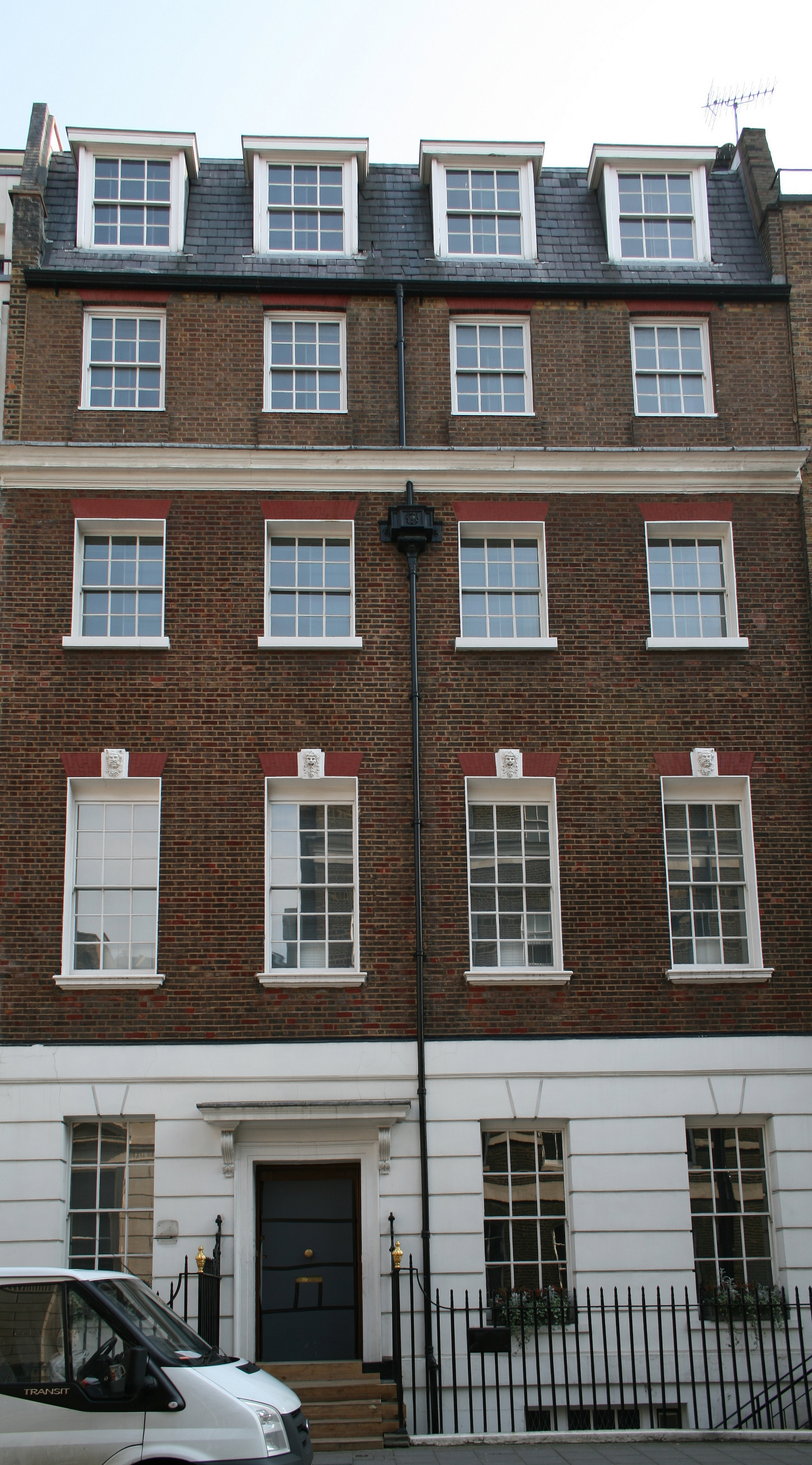
Il 3 di Savile Row, dove avevano sede gli uffici della Apple Corps

Nella nuova sede, i pavimenti erano coperti di tappeti di color verde mela e i muri interni delle stanze erano bianchi con telai in legno tranne che nell'ufficio di George Harrison che, per creare l'atmosfera appropriata a salmodiare il proprio mantra, aveva richiesto che le pareti fossero di color rosa, e le aveva fatte decorare con stampe e arazzi che richiamavano soggetti indiani misticheggianti, ricoprendo il pavimento con tappeti indiani su cui aveva sistemato dei cuscini. Superata la soglia principale, la reception si trovava sulla destra. Una scala con moquette verde conduceva agli uffici del primo piano e, lungo pareti che ostentavano i dischi d'oro, a quelli del secondo dove si trovava l'ufficio di Derek Taylor che, in qualità di capo ufficio stampa, si era installato in una stanza che affacciava sul retro dell'edificio e da cui si poteva ammirare la zona di Mayfair. A pian terreno, vicino al foyer della reception, si trovava il raffinato e luminoso studio bianco di Ron Kass, il dirigente della Apple Records, arredato con una scrivania bianca, sedie di cuoio Wassily bianche e un mobile bar anch’esso bianco. Al primo piano una larga stanza che dava su Savile Road era riservata ai Beatles e a Neil Aspinall. Nella grande camera rettangolare vicina si era insediato Peter Brown: a un estremo del locale quattro poltrone erano poste davanti a un caminetto di marmo, all'altro capo un grande tavolo ottagonale di palissandro attorno al quale si svolgevano le riunioni del management. Ai piani superiori erano situati il reparto A&R, uffici contabili, la divisione film, una cineteca, le stanze di Alistair Taylor.
Tutti gli uffici vennero ammobiliati in maniera stravagante e con costi astronomici. Nel caos manageriale, qualsiasi dipendente poteva farsi ordinare mobili d'antiquariato, quadri, candelabri, apparecchi hi-tech d'ultima generazione, tessuti pregiati. Le cucine, approvvigionate delle provviste più varie, proponevano vini pregiati e costosissimi che accompagnavano le squisitezze gastronomiche curate dalle cuoche Sally e Diana. All'esterno, sulla facciata principale era stata collocata un'asta portabandiera, che dava all'edificio l'aria di un’ambasciata.
Il seminterrato dell'edificio era costituito da un locale che i Beatles vollero trasformare nel loro studio di registrazione personale. Non fu una scelta avveduta per più di una ragione. Intanto una linea della metropolitana correva sotterranea non lontano dallo scantinato la cui acustica risentiva del passaggio dei treni; inoltre il posto ospitava la caldaia e l'impianto di ventilazione, macchine che emettevano fastidiosi sibili e rumori. E poi perché il lavoro di allestimento venne affidato a “Magic” Alexis Mardas, un sedicente esperto in congegni elettronici che invece si rivelò un millantatore – per di più inetto. Per questo motivo, nel gennaio 1969 i Beatles furono costretti a ricorrere a George Martin affinché questi mandasse agli Apple Studios dagli studi di Abbey Road le attrezzature necessarie per procedere alle registrazioni di Let It Be, che in larga parte avvennero negli scantinati di Savile Row. Assieme agli equipaggiamenti, il 23 gennaio 1969 giunse a Savile Row da Abbey Road anche il tecnico Alan Parsons, che restò agli Apple Studios affiancando Glyn Johns in qualità di secondo tecnico del suono fino al completamento dell'album.
A fine gennaio i quattro Beatles si incontrarono con il regista Michael Lindsay-Hogg. Fu Ringo a suggerire il luogo dove si sarebbe potuto filmare l'ultimo anello del film Get Back, indicando l'ampia terrazza dell'edificio di Savile Row. Dopo un rapido sopralluogo, il posto fu ritenuto ideale, sia tecnicamente che simbolicamente. Vennero portati su in segreto amplificatori e materiali necessari all'esecuzione, e verso mezzogiorno del 30 gennaio 1969, in una mattinata fredda, i Beatles vennero ripresi all'opera mentre interpretano Get Back, Don't Let Me Down, I’ve Got a Feeling, The One After 909 e Dig a Pony, con un accenno strumentale all'inno nazionale britannico abbozzato mentre il tecnico Alan Parson sostituiva la bobina piena con un'altra e di cui perciò rimangono pochi secondi. Durante la storica performance, durata quarantadue minuti e interrotta dalla polizia, le vie che costeggiavano Savile Row si riempirono di pedoni occasionali e di fan, a stento trattenuti dai poliziotti – richiamati dal frastuono – che dovevano anche dirigere e fluidificare il traffico automobilistico in tilt. Si trattò dell'ultima esibizione live dei Beatles, quello che rimane negli annali della musica pop col nome di Rooftop Concert.

## India

### Rishikesh

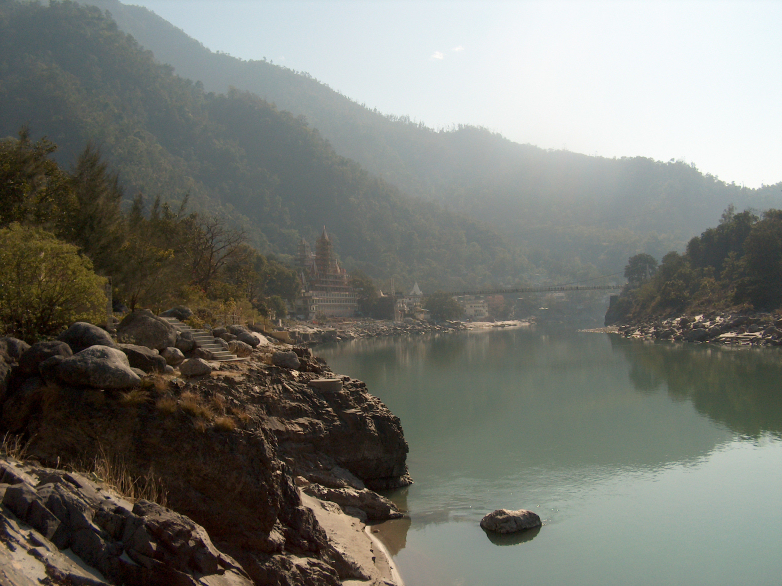
Il fiume Gange a Rishikesh

L'ashram di Rishikesh ospitò i Beatles nel periodo che va da metà febbraio a metà aprile del 1968. Il gruppo, su segnalazione di Pattie Harrison, aveva conosciuto il Maharishi l'anno precedente e aveva deciso di trascorrere un periodo in isolamento all'Accademia di Meditazione Trascendentale, lontano dalle droghe che cominciavano ad annebbiare il cervello e a limitare la creatività artistica.
Per raggiungere il centro del Maharishi, da Delhi bisognava intraprendere un percorso lungo più di duecento chilometri, per strade che si snodavano fino alle pendici dell'Himalaya, attraversando villaggi e città sacre per la religione induista. Sulla riva opposta alla città di Rishikesh, il Gange sfiorava su un lato l'ashram che si raggiungeva attraversando il fiume con un ponte sospeso, mentre il resto della tenuta era circondato da pendii verdeggianti abitati da pappagalli e scimmie. Gli alloggi erano costituiti da sei bungalow di pietra; ciascuno di essi era formato da cinque stanze, ognuna dotata di letti a baldacchino, un tavolino e qualche sedia, e bagni con acqua corrente anche calda (spesso intermittente). Una quarantina di persone si occupava del centro: fra di essi, operai, tipografi, camerieri e cuochi; non mancava una massaggiatrice. Secondo le condizioni atmosferiche, il pranzo era servito all'aperto sotto un pergolato di piante rampicanti oppure in una stanza da pranzo dotata di riscaldamento. Al di là della sala per conferenze, aveva inizio un sentiero sabbioso che conduceva direttamente al Gange. C'era anche una piattaforma per decollo e atterraggio dell'elicottero privato utilizzato dal Maharishi, e nella primavera del 1968 era in costruzione una piscina. Una recinzione di filo spinato circondava l'intero centro.
La scuola di meditazione di Rishikesh accoglieva in quel periodo un gruppo molto variegato di adepti, in maggioranza inglesi e statunitensi, di reddito e di livello culturale medio-alti: erano presenti, assieme a qualche studentessa, tra gli altri un fisico californiano, un musicista dell'Oregon, un fotografo free lance, un attore, una modella di New York, una poetessa e traduttrice inglese, un insegnante di pittura a Londra, un pilota d'aereo, un croupier di Las Vegas, una giovane cantante d'opera, un poeta australiano, un facoltoso avvocato con la moglie.

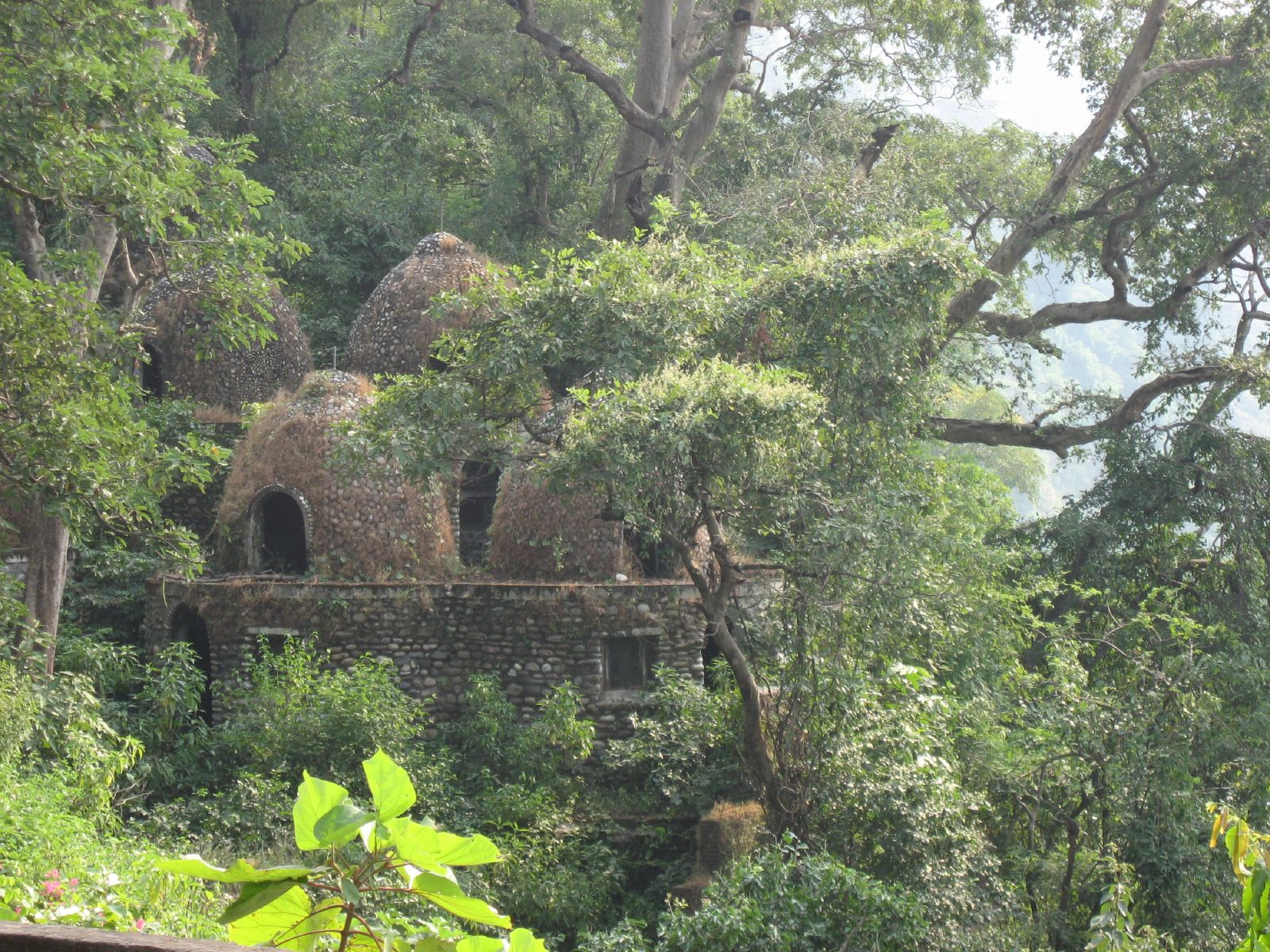
Stanze riservate alla meditazione nell’ashram di Rishikesh, in stato di abbandono nel 2006

Assieme a questi, i Beatles si trovarono in compagnia di altre star. Mia Farrow – che era lì assieme alla sorella Prudence – voleva smaltire il fallimento del proprio matrimonio con Frank Sinatra; c'erano anche il flautista Paul Horn, Mike Love dei Beach Boys e il cantautore britannico Donovan. I tre chitarristi John, Paul e George godettero del doppio beneficio di stare forzatamente lontani dalle droghe e di utilizzare solo le chitarre acustiche, in mancanza di elettricità. Donovan insegnò loro la tecnica del finger-picking, che avrebbe caratterizzato diverse canzoni composte per il futuro album. Talvolta Paul e John si ritrovavano a improvvisare assieme a Donovan e Mike Love alle chitarre, con George al sitar. Da quella permanenza nacque un gran numero di pezzi che andarono a comporre il White Album, più altre creazioni successivamente inserite in altri LP dei Beatles, come Mean Mr. Mustard e Polythene Pam, o riarrangiate e incluse in dischi solisti. È il caso di Child of Nature di John che divenne Jealous Guy nell'album Imagine del 1971, Junk di Paul contenuta nel suo McCartney del 1970 e in Unplugged del 1991, e Not Guilty, composta da George e inserita nell'LP George Harrison pubblicato nel 1979.
L'incantesimo si infranse con l'arrivo di Alexis Mardas, alias "Magic Alex". Questi instillò il dubbio che il Maharishi avesse tenuto un comportamento sessualmente poco corretto con una ospite dell'ashram. I due Beatles rimasti, John e George, si lasciarono plagiare da Magic Alex e abbandonarono Rishikesh senza dare la possibilità al guru indiano di potersi difendere da tali accuse infamanti.
Sulla via di ritorno verso Delhi a bordo di un catorcio che si fermava frequentemente, durante una sosta per una gomma a terra Lennon abbozzò un motivo con un testo denigratorio nei confronti del Maharishi, brano che con qualche variazione sarebbe stato inciso come Sexy Sadie.